# Подгорица
Подго́рица (серб. и черног. По̀дгорица / Pòdgorica, в 1946—1992 годах — Титоград, серб. и черног. Титоград / Titograd) — столица Черногории. Административный центр столичной общины Подгорица.
Население 150,9 тысячи человек (2011 год), или около 25 % населения страны. Расположена на обширной равнине Скадарской котловины, на берегах реки Морачи, в 30 км от Адриатического моря.
Главный политический, экономический и культурный центр Черногории. Узел железных дорог и международный аэропорт Подгорица.
Несмотря на то, что центр города значительно пострадал во время Второй мировой войны, в Подгорице сохранились османские районы Стара Варош и Драч, а также отдельные старинные здания в районе Нова (Миркова) Варош.

## Этимология
В древности римское поселение Бирзиминиум (лат. Birziminium), впоследствии получившее славянское название Рибница (черног. Рибница / Ribnica), с XIV века известно как Подгорица (черног. Подгорица / Podgorica) — «находящаяся
под горой», со старославянским формантом -ица (черног. -ица / -ica). В Средние века город находился в составе сербских земель, в конце XIV века включён в Скадарский санджак Османской империи. В 1878 году возвращён Черногории. В 1945 году стал столицей Социалистической Республики Черногории, в 1952 году переименован в Титоград (черног. Титоград / Titograd) в честь лидера Югославии Иосипа Броз Тито. В процессе распада Югославии в 1992 году было восстановлено название Подгорица.

## История

### До XX века

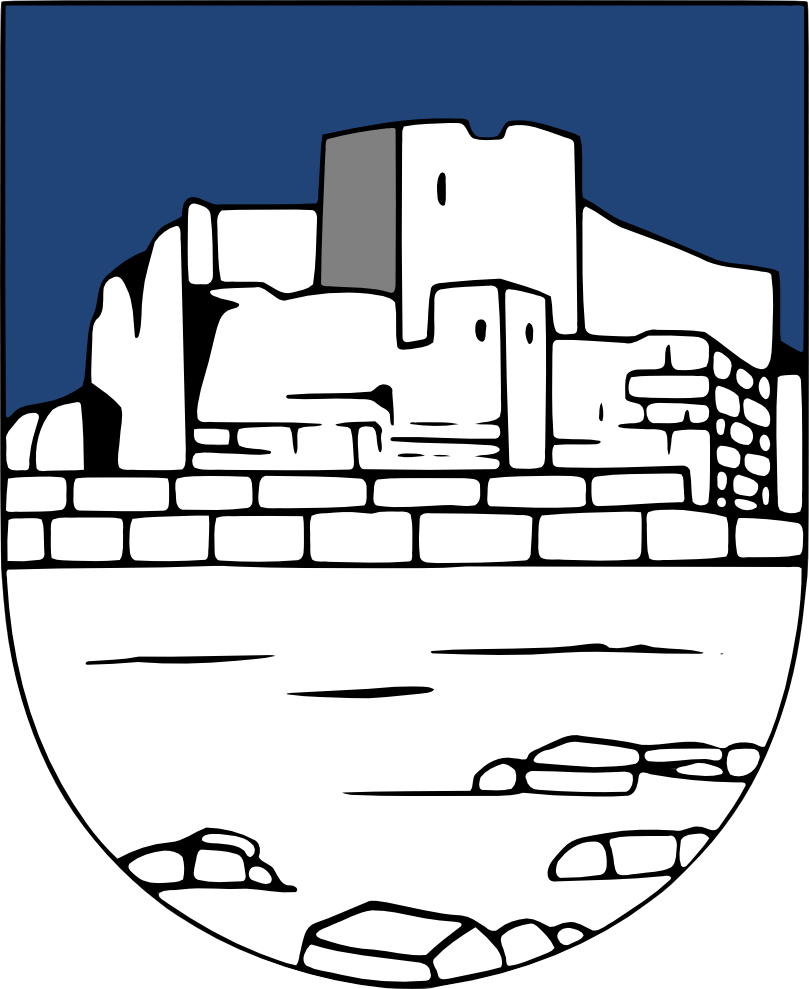
Герб Титограда

Первое поселение на месте современной Подгорицы было основано ещё в каменном веке. До нашей эры здесь жили иллирийские племена, а потом эти земли завоевали римляне. Они основали город под названием Бирзиминиум.
На расстоянии около 3 км от Подгорицы расположены руины другого римского города — Диоклеи. Считается, что римский император Диоклетиан был родом из этих мест (предположительно, его имя означает «диоклеец»). Позже, уже при славянах, название Диоклея (лат. Dioclea) превратилось в Дукля (черног. Дукља / Duklja). Так стал называться весь регион.
С момента основания город был перекрестком важных торговых путей (рек Зета, Морача, Рибница и Ситница) и располагался в плодородной долине с благоприятным климатом, относительно недалеко от Скадарского озера и побережья Адриатического моря. В римские времена на территории современной Подгорицы было три городских центра: Алата, Бирзиминиум и Доклея. Со временем старые крепости потеряли свое значение.
В V веке сюда пришли и поселились славянские и аварские племена. С заселением этой области славяне создали новое государство, приняли христианство и феодальный порядок. Они постоянно воевали с Византией и построили новый город, который получил название по реке, на берегах которой стоял — Рибница. Впервые это название упоминается во времена правления сербской королевской династии Неманичей, так как прародитель этой династии Стефан Неманя родился в Рибнице.
Важность города определялась его расположением на торговом пути к Адриатическому морю и далее — в страны Запада. Название Подгорица впервые упоминается в 1326 году в судебных документах Которского архива. Город был богат, так как через него велась торговля между Дубровником и Сербией, в те времена очень оживленная.
Османская оккупация Подгорицы в 1474 году остановила развитие города. В это время город переживает процесс исламизации населения, хотя и оказывает ему сопротивление. В XVII веке Подгорицу посетил турецкий писатель-путешественник Эвлия Челеби. В своих записях он рассказывает о строительстве крепости Подгорица — мощных сооружений, башен и городских стен. Крепость имела одни ворота и ров вокруг нового города. По словам Челеби, в городе проживало около 700 солдат.
Укрепленный город с башнями, стенами и воротами позволил туркам выдерживать постоянные атаки черногорцев.
В XVIII веке епископ Данило, основатель династии Петровичей-Негошей, некоторое время находился в заключении в Подгорице. Именно в этот период многочисленные турецкие военные экспедиции из Подгорицы отправлялись в походы на Черногорию и соседние горные племена, проводя одновременно жесточайший террор против славянского населения города.
Французский консул в Шкодере в середине XIX века описывает Подгорицу как главный город региона с 950 домами, из которых треть населения православные, а общая численность населения составляет около 6 540 жителей. Один английский путешественник, путешествующий по Сербии и Черногории, отмечает, что Подгорица — прекрасное место с хорошим рынком, с торговцами и покупателями со всей Черногории, Герцеговины и даже самого Шкодера.
В 1864 году Подгорица стала административным центром вилайета Ишкодра под названием Богуртлен (по-турецки это слово означает «ежевика»). Город также был известен под албанским названием Бургурице (алб. Burguriçe).

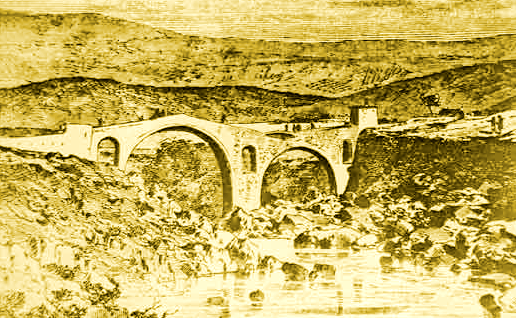
Старый везирев мост

В 1878 году решением Берлинского конгресса была признана независимость Черногории как суверенного княжества, и Подгорица стала частью новой страны. Это был конец четырёх веков турецкого владычества и начало новой эры в истории города и всей Черногории.
27 января 1879 года турецкая армия с частью населения покидает Подгорицу, в город входит черногорская армия, сопровождаемая радостными криками православных жителей.
С окончанием турецкого правления в Подгорице происходят серьёзные этнические и социально — культурные изменения. Переселенцы из соседних регионов получают землю, а ближе к концу XIX века на правом берегу Рибницы появляется район Нова (Миркова) Варош.
Город стремительно развивается, приобретает широкие улицы и свою первую площадь, на которой из камня был установлен памятник черногорским солдатам.

### XX век
В 1901 году В Подгорице был учрежден первый черногорский банк. Строились дороги в близлежащие города, а в 1902 году основано первое значительное коммерческое предприятие — табачная фабрика. Экономическое процветание подтолкнуло развитие культурной жизни. В Подгорице для горожан было введено обязательное начальное образование независимо от пола и вероисповедания, выпускается первая газета, начинают работать первый читальный зал и певческое общество «Бранко».
Первая мировая война помешала стремительному развитию Подгорицы, которая к тому времени уже была крупнейшим городом королевства Черногория. Город был в 1916 году оккупирован Австро-Венгрией. После освобождения Подгорицы войсками союзников 26 ноября 1918 года состоялось собрание, на котором было принято решение о присоединении Черногории к королевству сербов, хорватов и словенцев.
Первый кинозал в Подгорице был построен в 1932 году, а до этого времени кинопоказы, как и большинство иных культурно-художественных мероприятий, проводились в зале отеля Империал.
В период между мировыми войнами численность населения достигла 13 000 жителей.
Во время Второй мировой войны Подгорица подвергалась обстрелу свыше 70 раз и была разрушена до основания. Погибло более 4100 жителей. 19 декабря 1944 года город был освобождён. 13 июля 1946 года под новым названием Титоград (в честь маршала Тито) город стал столицей Социалистической Республики Черногории. После этого город полностью преобразился. Население Титограда резко увеличилось, город был значительно индустриализирован, улучшена инфраструктура, построены современные дороги и аэропорт, созданы медицинские, образовательные и культурные учреждения. Город стал торговым, социально-экономическим и культурным центром республики. 2 апреля 1992 года городу было возвращено историческое название Подгорица.

### Начало XXI века
Войны конца XX века обошли Черногорию стороной, однако страна серьёзно пострадала от экономических последствий конфликтов. Период стагнации продолжался в течение 1990-х годов, но экономика начала восстанавливаться в начале XXI века. В городе постепенно активизировалась деловая жизнь, расширились спектр услуг и финансовый сектор. В Подгорице стали открываться зарубежные представительства и крупные торговые центры, строиться новые транспортные развязки.
После проведённого референдума о независимости Подгорица в 2006 году стала столицей независимой Черногории. Сейчас в городе расположены правительство и парламент страны.
На данный момент Подгорица является крупнейшей городской агломерацией Черногории. Это современный город, который представляет собой административный, политический, экономический, транспортный, научный и просветительско — культурный центр государства.
В 2006 году Подгорица получила свою официальную символику — Флаг Подгорицы и Герб Подгорицы. В декабре 2022 года в Подгорице открылся Burger King.

## Физико-географическая характеристика

### Географическое положение

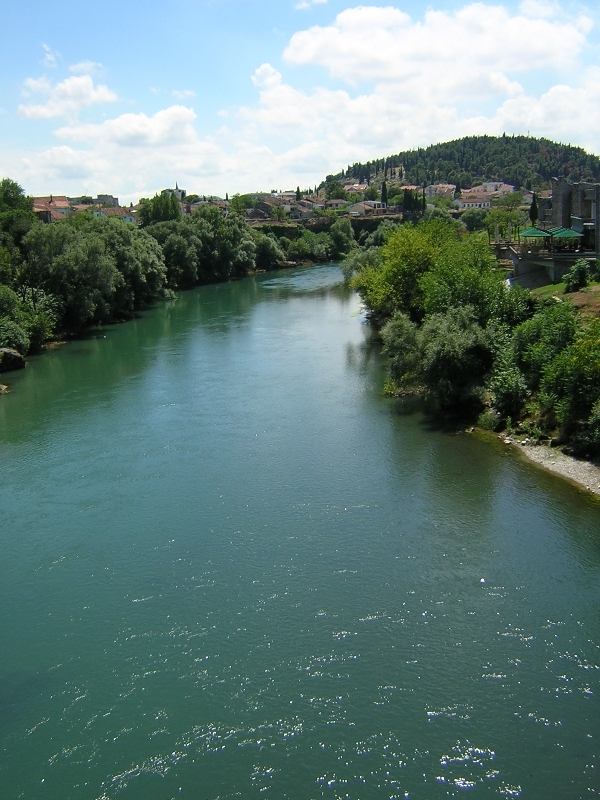
Река Морача в Подгорице

Подгорица расположена в центральной части Черногории на севере Зетской равнины, которую пересекают многочисленные реки, а сам город находится в 15 километрах к северу от Скадарского озера. Через Подгорицу проходят реки Морача и Рибница, а в окрестностях протекают реки Зета, Циевна, Ситница и Мареза.
Город находится на пересечении нескольких важных автомобильных маршрутов, ведущих от моря в континентальную часть страны. После строительства тоннеля Созина Адриатическое море находится всего в получасе езды от Подгорицы.
Подгорица расположена на высоте 44,5 метра над уровнем моря. Географическое положение определяется координатами 42,26 градуса северной широты и 19,16 градуса восточной долготы.
Важнейшие холмы города — Мало Брдо, возвышающийся над районом Момишичи, а также Горица, Велье брдо, Любович, Дайбабска гора и Чардак. Эти холмы слишком отвесные, чтобы на них можно было строить, поэтому они ограничивают расширение города.
Скадарское озеро, близость к морю, высота, рельеф, географическая широта обусловили различный макро-и микроклимат в районе подгорицкого бассейна.

### Климат
В Подгорице субтропический климат с жарким летом и умеренно холодной зимой. Ежегодное количество осадков — 1544 мм.
Количество дождливых дней составляет 115 дней, а сильный ветер дует примерно в течение 60 дней. Периодический, но сильный северный ветер оказывает влияние на климат зимой, вызывая ощущение, что температура на несколько градусов ниже наблюдаемой.
Ежегодно насчитывается приблизительно 135 дней с температурой выше 25 °C, средняя дневная температура составляет 16,4 °C. В июле и августе столбики термометров нередко поднимаются выше 40 °C. 16 августа 2007 года была зафиксирована рекордно высокая температура — 44,8 °C.
Снег — редкое явление в Подгорице. Он выпадает примерно два-три раза в год и редко задерживается на несколько дней. Рекордная высота снежного покрова в Подгорице была зафиксирована в феврале 2012 года — 63 см.
| Показатель                                   | Янв. | Фев.  | Март | Апр. | Май  | Июнь | Июль | Авг. | Сен. | Окт. | Нояб. | Дек. | Год  |
| -------------------------------------------- | ---- | ----- | ---- | ---- | ---- | ---- | ---- | ---- | ---- | ---- | ----- | ---- | ---- |
| Абсолютный максимум, °C                      | 18,8 | 23,0  | 27,0 | 30,0 | 33,8 | 38,5 | 41,8 | 44,8 | 38,9 | 32,2 | 27,4  | 20,0 | 44,8 |
| Средний суточный максимум, °C                | 9,5  | 11,3  | 15,1 | 19,1 | 24,3 | 28,2 | 31,8 | 31,7 | 27,3 | 21,7 | 15,4  | 11,1 | 20,5 |
| Средняя температура, °C                      | 5,0  | 6,8   | 10,0 | 13,9 | 19   | 22,8 | 26,0 | 25,5 | 21,4 | 15,9 | 10,5  | 6,5  | 15,3 |
| Средний суточный минимум, °C                 | 1,4  | 3,1   | 5,8  | 9,1  | 13,5 | 17,3 | 20,3 | 20,2 | 16,5 | 11,6 | 6,8   | 2,9  | 10,7 |
| Абсолютный минимум, °C                       | −17  | −10,9 | −8,4 | −0,5 | 2,5  | 8,2  | 11,0 | 9,0  | 4,0  | −1,5 | −7,4  | −10  | −17  |
| Норма осадков, мм                            | 157  | 143   | 131  | 114  | 94   | 86   | 98   | 105  | 117  | 125  | 130   | 146  | 1661 |
| Источник: Climate Charts WMO Погода и Климат |      |       |      |      |      |      |      |      |      |      |       |      |      |

### Растительность
Подгорица расположена на самой большой равнине Черногории — Зете.
Южная часть Зетской равнины, называемая нижняя Зета, продолжается в сторону Скадарского озера в виде затопленной и заболоченной земли.

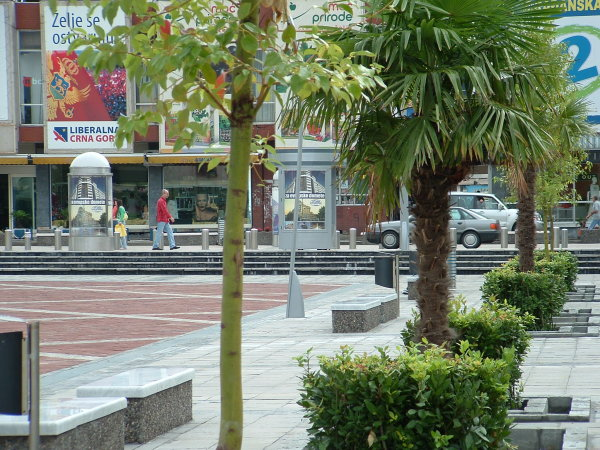
Пальмы на площади Независимости

Это чрезвычайно плодородная часть равнины с отложенными частицами, образующими толстый слой пахотных земель, подходящих для овощных культур, таких как перец, картофель, табак и помидоры, а также фруктового хозяйства — особенно для выращивания персиков, инжира и киви.
В центральной части Зетской равнины в треугольнике между Циевной, Рибницей и Морачей лежит обширное Чемовское поле, состоящее из слоев гравия и песка, скрепленных карбонатным цементом. Благодаря специальной агротехнике сотни гектаров Чемовского поля были освоены и превращены в виноградники с превосходным качеством урожая.
Подгорица известна своими красиво оформленными зелеными насаждениями и парками. Ухоженные парки украшают город и являются настоящим местом для отдыха и релаксации. В некоторых преобладает сосна, а в некоторых-лиственные деревья, такие как липа, дуб и платан.
В последнее время в Подгорице расширяются бульвары, украшенные пальмами. Вдоль главных городских дорог можно найти кустарниковые заросли, такие как самшит.
Обширные зелёные зоны делают Подгорицу одним из самых «зеленых» городов Европы: в феврале 2022 года Европейское агентство по окружающей среде поставило Подгорицу на пятое место среди всех европейских столиц в рейтинге «Общая зелёная инфраструктура».

#### Городские парки

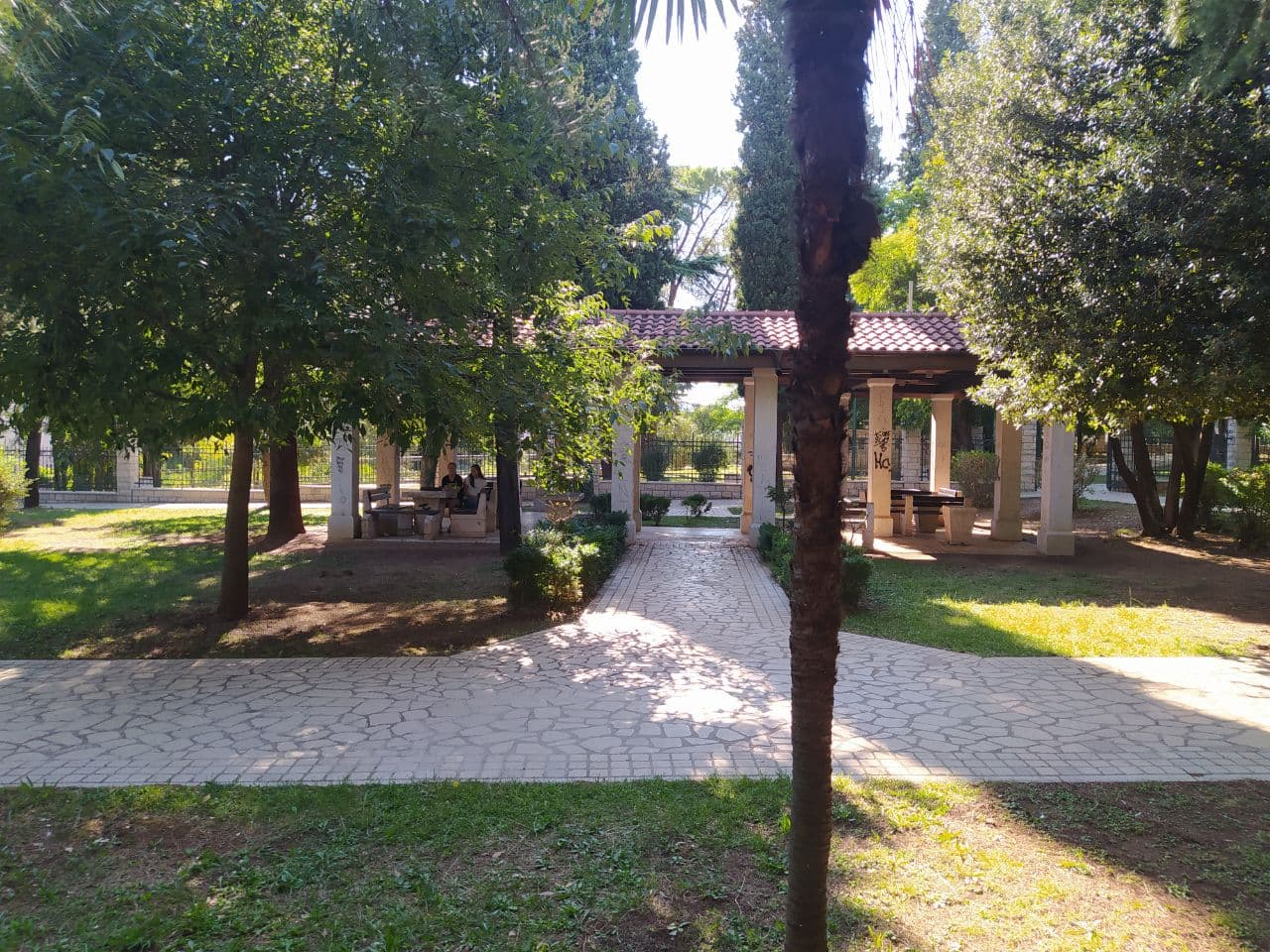
Королевский парк
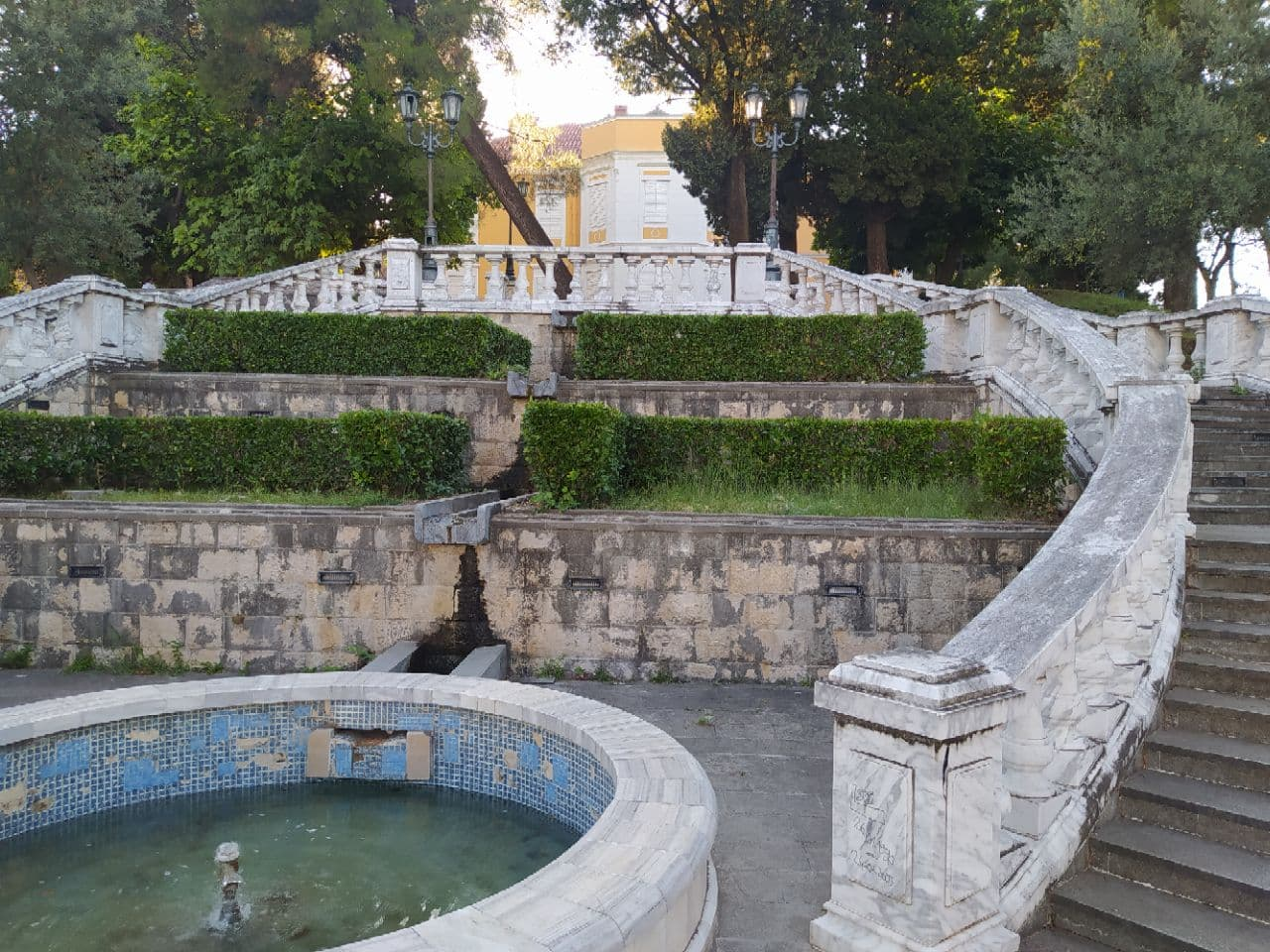
Парк Петровича (Крушевац)
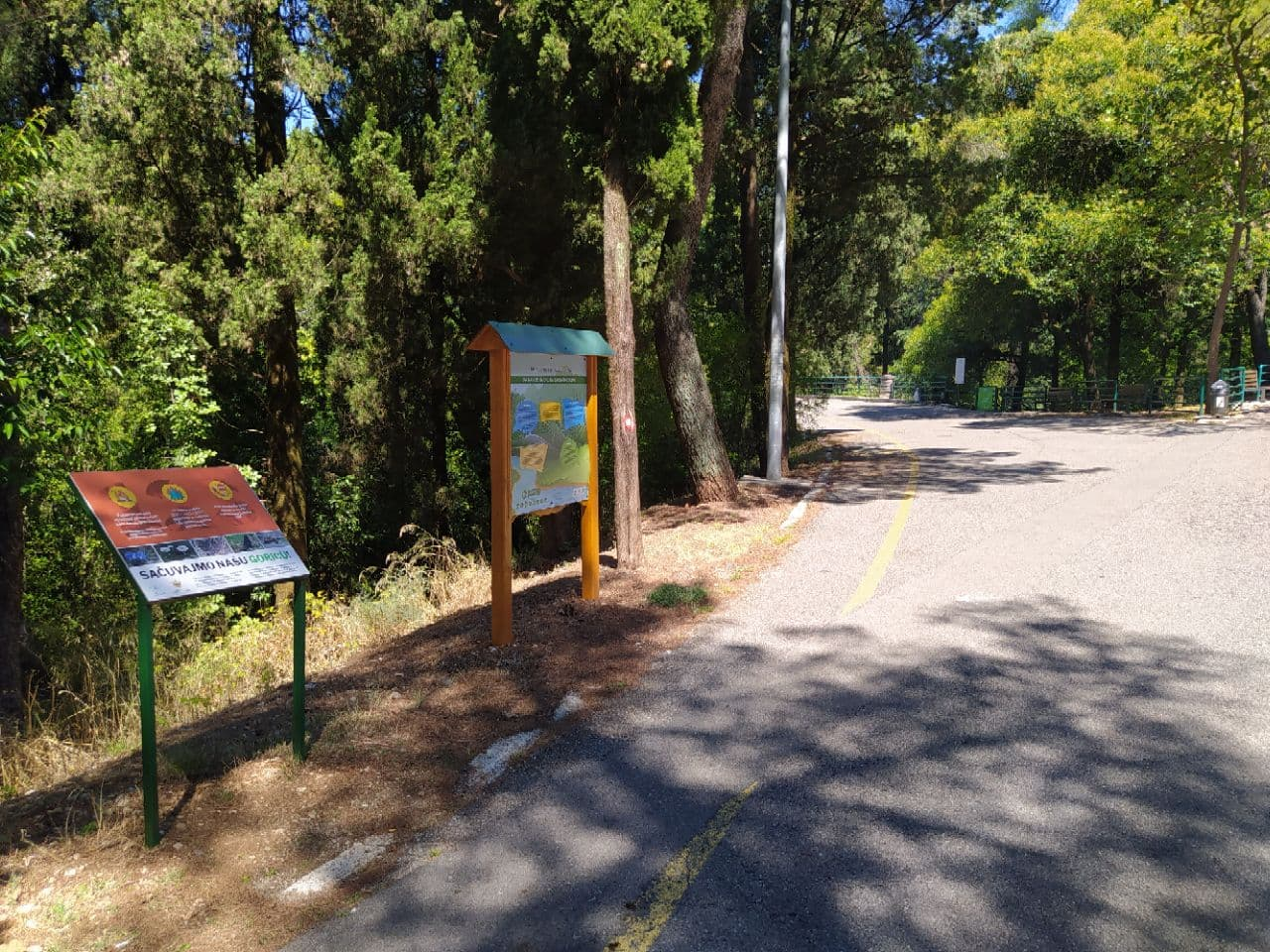
парк Горица
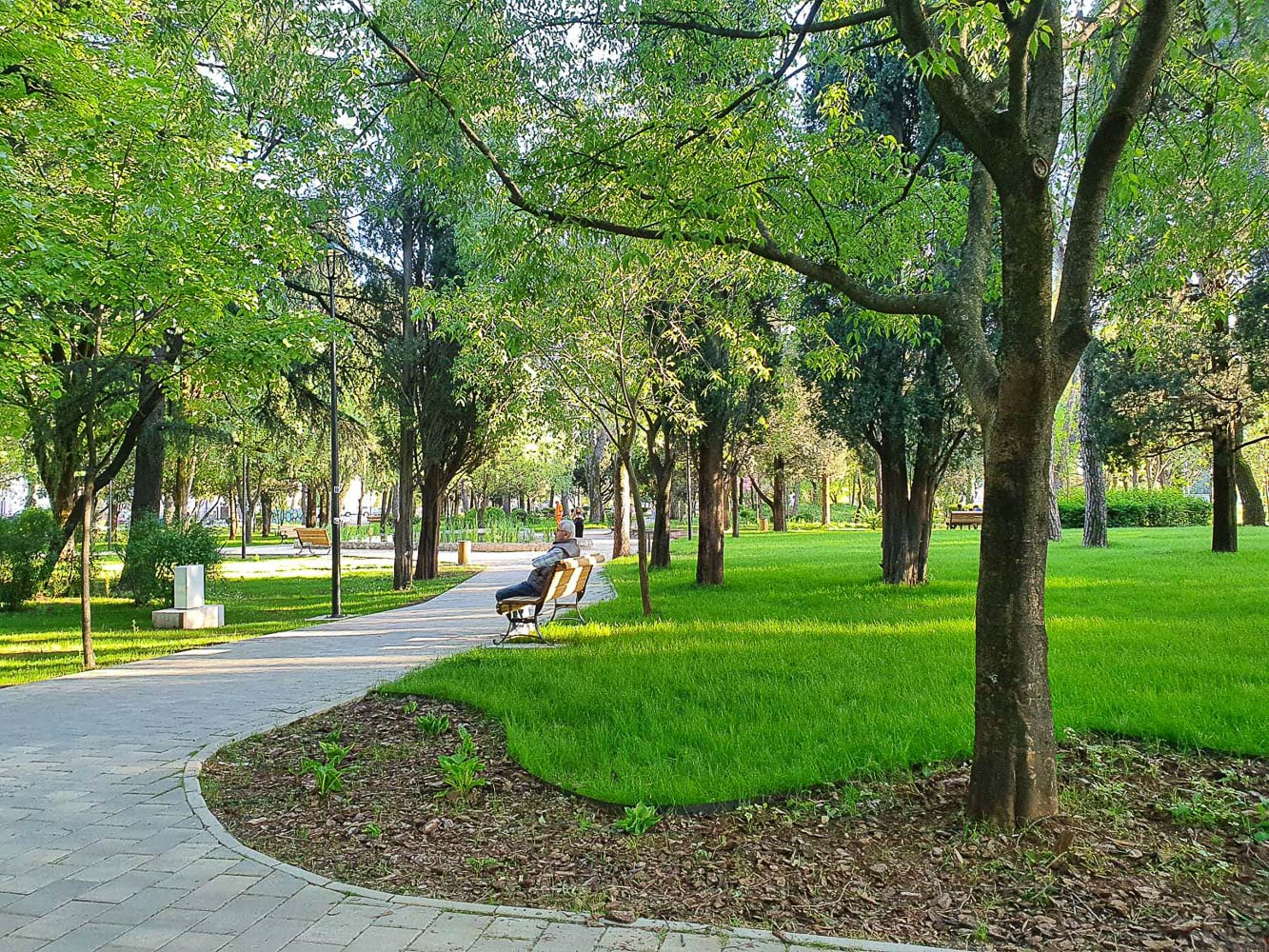
Негошев парк
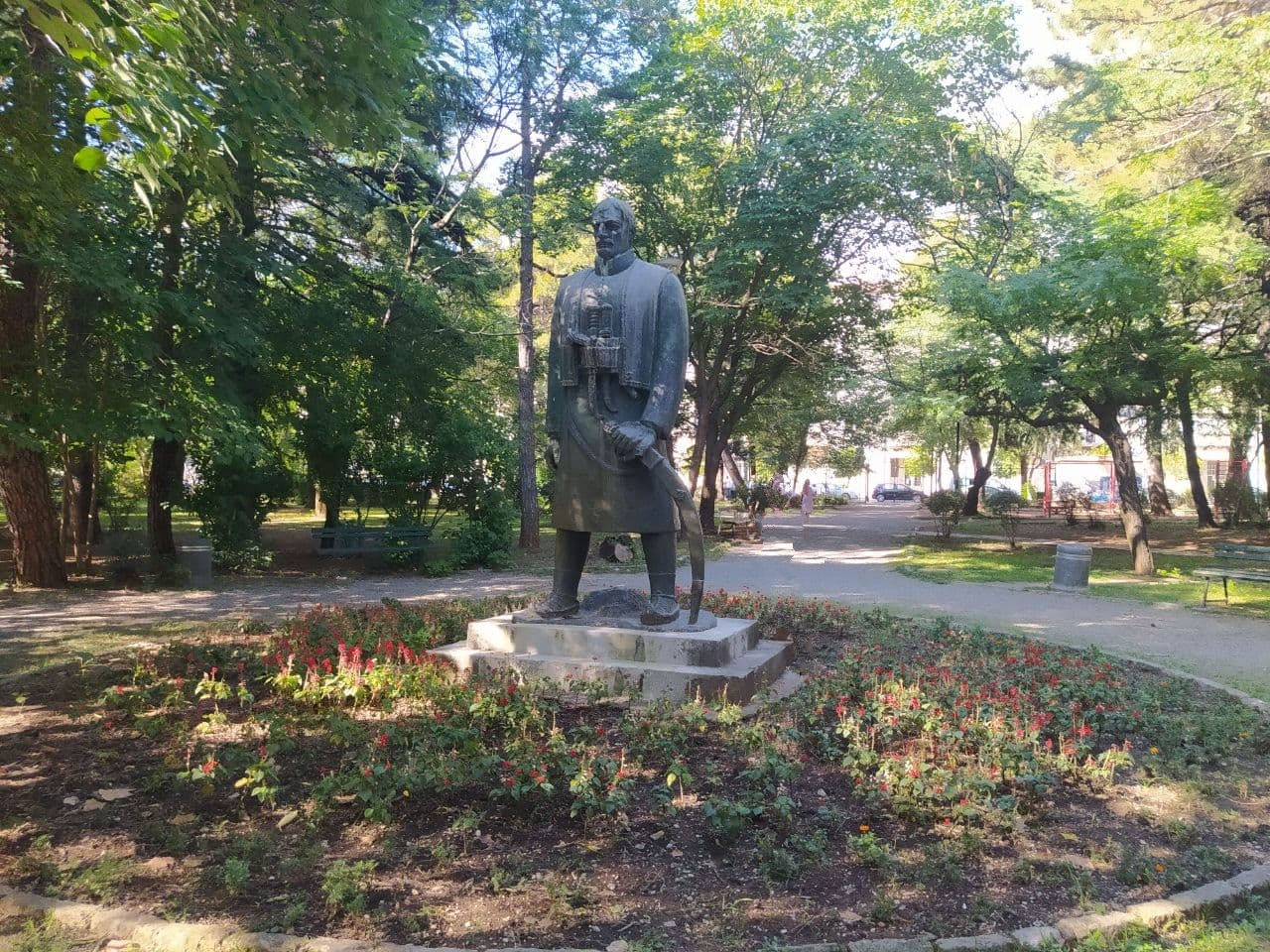
Парк Карагеоргия

- Златица — лесопарк, расположенный в красивом районе соснового леса. Используется горожанами для пикников, а также занятий фитнесом, велоспортом и бегом.
- Парк Джорджа Балашевича — один из самых молодых парков Подгорицы, он был открыт в районе Блок 5 в 2021 году спустя три месяца после смерти знаменитого югославского певца и автора песен Джорджа Балашевича и потому назван в его честь. На площади 7000 квадратных метров было создано тематическое пространство, посвящённое этому музыканту из Нови-Сада. В парке посадили 68 саженцев деревьев, среди которых каштан, шелковица, миндаль, айва, липа, кипарис и аллея акации. Каждое дерево символически представляет один год жизни Балашевича. Также в парке были установлены скамейки, качели и стенды со стихами самых известных песен, написанных Балашевичем[8].
- Толоши — небольшой сосновый лес между районами Толоши и Блок 5 использовался бегунами Подгорицы для тренировок с 90-х годов XX века, а в 2021 году парк был полностью реконструирован под спортивно-рекреативную зону. На площади 30 000 м2 были построены две баскетбольные площадки, пешеходная дорожка, велосипедная дорожка с двусторонним движением и велопарковкой, кафе-бар, комплекс тренажеров, а также игровая площадка для детей. Также были высажены новые деревья, посеяна трава и установлена система полива[9].
- Детский парк — парк, расположенный на территории между дворцовым комплексом Петровича (Крушевац) и Московской улицей. Детский парк был одним из первых тематических парков в Подгорице. Как следует из названия, он предназначен для игр детей младшего возраста и их родителей. В парке установлен памятник украинскому писателю Тарасу Шевченко. Напротив парка в 2021 году был установлен бронзовый памятник королеве Италии Елене Савойской, дочери черногорского короля Николы I Петровича.
- Любович — зелёная зона на холме Любович на границе районов Стара Варош и Забьело. Во времена османского владычества на вершине холма находились церковь и ров, который использовался для обороны города. После Второй мировой войны возвышенность была озеленена, однако лесопарк практически не использовался для отдыха и прогулок. В 2020 году холм Любович получил новую жизнь. В парке заменили освещение, установили новые скамейки и мусорные урны, оборудовали пешеходные дорожки[10].
- Чемовско поле — строящийся парк на южной окраине Подгорицы. По планам городских властей лесопарк Чемовско поле станет главным и самым большим парком Подгорицы. На площади 43,7 га к 2025 году планируется обустроить пешеходные дорожки, разнообразные спортивные сооружения, зоны отдыха для пожилых людей, детей и профессиональных спортсменов[11].
- Центральный парк Побрежье — мемориальный парк посвящён жертвам мирного населения воин в Югославии девяностых годов XX века. В парке, кроме самого памятника жертвам среди гражданского населения, расположены детские игровые площадки и большой фонтан.
- Парк Ивана Милутиновича (Саставцы) — парк, построенный в 1953 году, представляет собой небольшую зелёную зону в центре города. Напротив парка на всем протяжении бульвара Петра Цетинского находятся основные правительственные учреждения страны. В центре парка, названного в честь югославского революционера и политического деятеля Ивана Милутиновича, расположен бронзовый памятник королю Николе I Петровичу, внушительная четырёхметровая статуя работы Ристо Радмиловича. На ней изображен король Черногории Никола верхом на коне.
- Парк Иосипа Броза Тита — небольшой уютный парк, расположенный вдоль бульвара Петра Цетинского за мостом Блажо Йовановича. В парке находятся памятник Иосипу Брозу Тито и бюст черногорского генерала Васо Брайовича.
- Университетский парк — расположен у технического факультета и ректората университета Черногории. В центральной части парка находится фонтан с подсветкой. Парк представляет собой образец современного ландшафтного дизайна — правильные формы, точно очерченные дорожки и клумбы. Перед дорожкой, ведущей к университету, установлен памятник Петру Цетинскому.
- Подгорички парк — на правом берегу Морачи, между мостом Миллениум и пешеходным Московским мостом, находится парк Подгорица. На площади в 10 000 м². сделан небольшой оазис, в котором произрастают именно местные виды растений: шелковица, шиповник, гранат и т. д. Парк оборудован качелями, шезлонгами, многочисленными столами и скамейками. Пространство, обращенное к реке Морача, окружено декоративными деревянными столбами. В центре парка расположен памятник Владимиру Высоцкому[12].
- Прешернов парк — парк, расположен рядом с Клиническим центром Черногории на Московской улице напротив здания радио и телевидения Черногории. Он состоит из небольшого участка соснового леса и плато, на котором установлен бюст известного словенского поэта Франца Прешерна. В 2022 году парк был продлен до пересечения с Люблянской улицей. Новый участок парка площадью 9000 квадратных метров был частично профинансирован Ассоциацией французско-черногорских предприятий[13].

### Животный мир
Фауна Подгорицы разнообразна.
Река Морача относительно богата рыбой, что подтвердит частое наблюдение рыбаков на берегах реки даже в самом городе. Заинтересованный житель города может обратиться в спортивное рыболовное общество Подгорицы за необходимыми разрешениями и ценными советами в отношении мест ловли и снаряжения.
Особенно богат животный мир Горицы. Этот парк является средой обитания многочисленных насекомых, пауков, бабочек, ящериц, змей, черепах и птиц.
Горица — место обитания многочисленных птиц, всего зарегистрировано 218 видов. Национальным законодательством охраняется до 72 видов.
Сосны и кипарисы в парке очень благоприятны для гнездования, а зимой как укрытие для большого количества птиц. В районе Горицы также зарегистрированы 3 вида летучих мышей, которые защищены национальным законодательством.
На окраине Подгорицы находится памятник природы — пещера Магара, её длина 220 метров. Она состоит из двух залов с сужениями, каналами и коридорами. В этой пещере были найдены редкие виды пауков с чрезвычайно длинными ножками.
В Подгорице огромное количество брошенных животных, бродячих собак и бездомных кошек, о которых никому нет дела и которые живут в нечеловеческих условиях, часто без еды и воды. Власти города и компетентные службы никак не решают эту проблему.
Особенно печальна ситуация с лошадьми, которыми владеют цыгане, проживающие в Подгорице. Кони часто бродят по помойкам в поисках еды и воды, везут перегруженные телеги в жару и умирают прямо на улице.

### Экология
Несмотря на то, что в Подгорице расположено большое количество парков и зелёных зон, что способствует очищению воздуха, в городе существуют серьёзные проблемы с экологией. Не решены такие вопросы, как загрязнение воздуха в зимний период (многие дома в Подгорице согревают углем или древесиной), незаконные свалки, отсутствие массовой сортировки мусора, сложности в управлении отходами и сточными водами, незаконное строительство и т. д.
Кроме того, за последние годы количество автомобилей в городе выросло во много раз, а местные предприятия не ограничивают себя в выбросах и сожжении отходов. В Подгорице нет ни одного мусоросжигательного и мусороперерабатывающего завода. Все отсортированные отходы направляются на переработку в соседние страны — Хорватию, Словению, Сербию.
Также имеется недостаток природоохранного воспитания населения, существуют сложности с осознанием экологических проблем каждым человеком и учреждением.
В то же время есть и позитивные изменения в данной сфере.
По итогам 2021 года городская сортировочная компания отчиталась о лучшем результате по сортировке различных отходов за всю историю своего существования.
В 2022 году мэр Подгорицы Иван Вукович пообщался с сотрудниками компании Čistoćа и рассказал о новых инвестициях.
Так, на чистоту и порядок в городе выделено уже 3 миллиона евро. Закуплено 7 новых грузовых машин, установлено 344 подземных контейнера.
В 2022 году было объявлено, что Подгорица решит самую большую экологическую проблему и в городе будут построены новые очистные сооружения, которые спасут реку Морачу от загрязнения. В настоящий момент 50 % сточных вод попадают в Морачу вообще без какой-либо обработки. Стоимость проекта — 47,3 млн евро, реализация займет три года.
Имеющееся очистное сооружение старое, работает с 1978 года и его мощностей не хватает на возрастающий объём канализационных сетей.

## Административно-территориальное деление
Муниципалитет Подгорицы состоит из внутреннего центра города и одного городского муниципалитета — Голубовцы (Зета). До 2018 года в општину Подгорица входил другой городской муниципалитет — Тузи. Однако по решению парламента Черногории Тузи с 2018 года выделен в самостоятельный муниципалитет.
16 августа 2022 года Скупштина Черногории проголосовала большинством голосов за изменения в Законе о территориальной организации Черногории и Законе о столице. В соответствии с принятыми изменениями городской муниципалитет Голубовцы (Зета) также получил статус самостоятельного муниципалитета и был отделен от Подгорицы.
По закону о столице от 2005 года Подгорица имеет следующие органы власти:
- Скупштина (парламент) городского муниципалитета
- Президент (градоначальник) городского муниципалитета

Муниципалитет Подгорицы разделен на 57 местных общин и состоит из следующих городских районов.

## Население

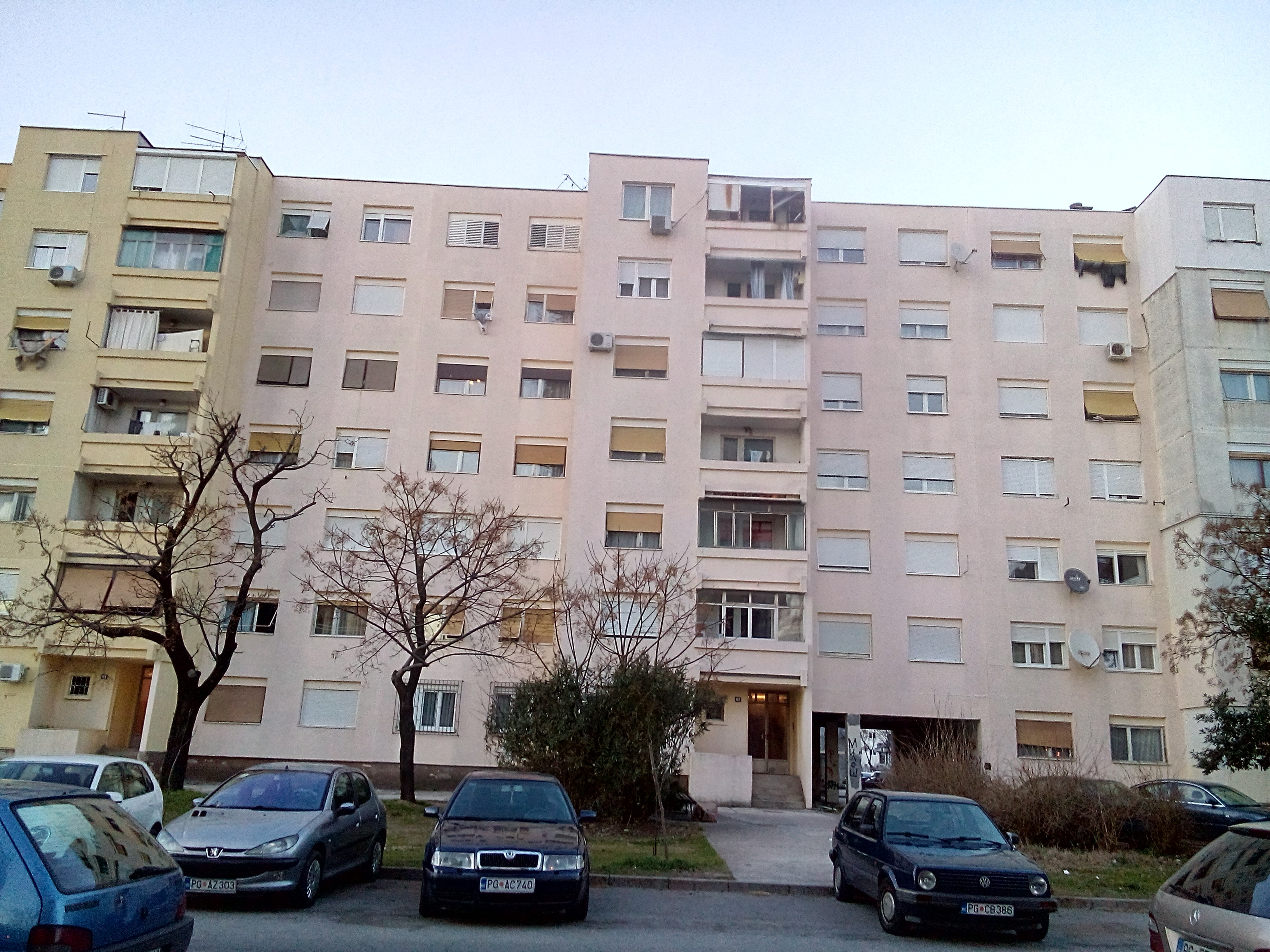
Жилой дом

Подгорица — крупнейший город Черногории: здесь живёт около четверти населения страны.
По переписи 2011 года в Подгорицком муниципалитете проживало 185 937 жителя. Население собственно Подгорицы — 150 977 жителя.
| Год  | Численность населения города | Численность населения муниципалитета |
| ---- | ---------------------------- | ------------------------------------ |
| 1948 | 14 369                       | 48 599                               |
| 1953 | 19 868                       | 55 669                               |
| 1961 | 35 054                       | 72 319                               |
| 1971 | 61 727                       | 98 796                               |
| 1981 | 96 074                       | 132 290                              |
| 1991 | 117 875                      | 179 401                              |
| 2003 | 136 473                      | 169 132                              |
| 2011 | 150 977                      | 185 937                              |

По данным последней переписи, почти 57 % жителей муниципалитета считают себя черногорцами, более 26 % — сербами, около 11 % — албанцы. Та же перепись показала, что 42,4 % жителей используют в общении черногорский язык, а 41,17 % — сербский язык. Албанский язык является основным для 5,53 % жителей Подгорицы.
По религиозному составу 78,29 % жителей Подгорицы причисляют себя к православным. Мусульманами являются 11,23 % подгоричан. Также в муниципалитете проживают 4, 27 % католиков и 2,11 % агностиков и атеистов.

### Преступность
В целом, Подгорица — безопасный город для проживания и посещения даже в одиночестве в ночное время. Уровень преступности здесь довольно низкий, поэтому в основном туристам следует опасаться только мелких краж. Мелкого воровства можно избежать, если руководствоваться правилами здравого смысла и не оставлять ценные вещи на виду. К тому же, вероятность подобных происшествий зависит от района пребывания, а опасных районов в Подгорице не так много.
В то же время в городе изредка случаются столкновения и перестрелки между местными преступными группировками, подрывы автомобилей и т. д. Подобные конфликты преступных кланов, как правило, направлены против конкретных участников преступного мира, не затрагивают туристов и вызывают незначительный побочный ущерб.
Грабежи и похищения в Подгорице регистрируются крайне редко, однако роскошные автомобили могут привлечь внимание потенциальных преступников.

## Здравоохранение и медицина
Медицина и охрана здоровья в Подгорице значительно отстают от уровня столиц ведущих европейских стран.
Основные проблемы в этой сфере: низкая квалификация врачей, недостаточное количество больниц, некачественное их оснащение.
Вопрос квалификации медицинских кадров стоит крайне остро, так как черногорские выпускники европейских медицинских вузов не возвращаются на родину работать в местных больницах, а остаются в других странах. Ощущается нехватка не только врачей, но и специалистов других профессий, связанных со здравоохранением — психологов, логопедов, специализированных менеджеров по различным инновационным технико-технологическим и организационным процедурам.
Так происходит не только из-за низкого уровня заработной платы (зарплата медицинских работников одна из самых высоких в стране), но и из-за отсутствия ремонта в больницах, недостатка современного оборудования и медикаментов. Старая техника, которую используют в больницах, отстаёт от современных образцов на десятилетия. Она часто ломается, не позволяя быстро и точно поставить диагноз. В медицинских лабораториях используются дешёвые реагенты и устаревшие методики.
В то же время власти города стараются усовершенствовать систему здравоохранения через развитие её технологической инфраструктуры, а также стремятся создать благоприятные условия для работы врачей и медицинского персонала.
В 2021 году в Подгорице открылся бесплатный социальный сервис для граждан, которым нужна психосоциальная поддержка, поскольку здоровая и продуктивная жизнь невозможна без заботы как о физическом, так и ментальном здоровье.
В 2022 году президент Черногории Мило Джуканович торжественно открыл в Подгорице новый центр физиотерапии и реабилитации, что также должно привести к повышению качества медицинской помощи жителям города.
Система государственных медицинских учреждений в Подгорице состоит из Клинического центра, двенадцати поликлиник в разных частях города, а также 4 больниц (одна из них — детская). Кроме того, в Подгорице работает более 10 частных больниц (Milmedika, Codra, Bona Mente и др.) и поликлиник, множество стоматологических кабинетов и клинико-биохимических лабораторий.

## Экономика

### Промышленность

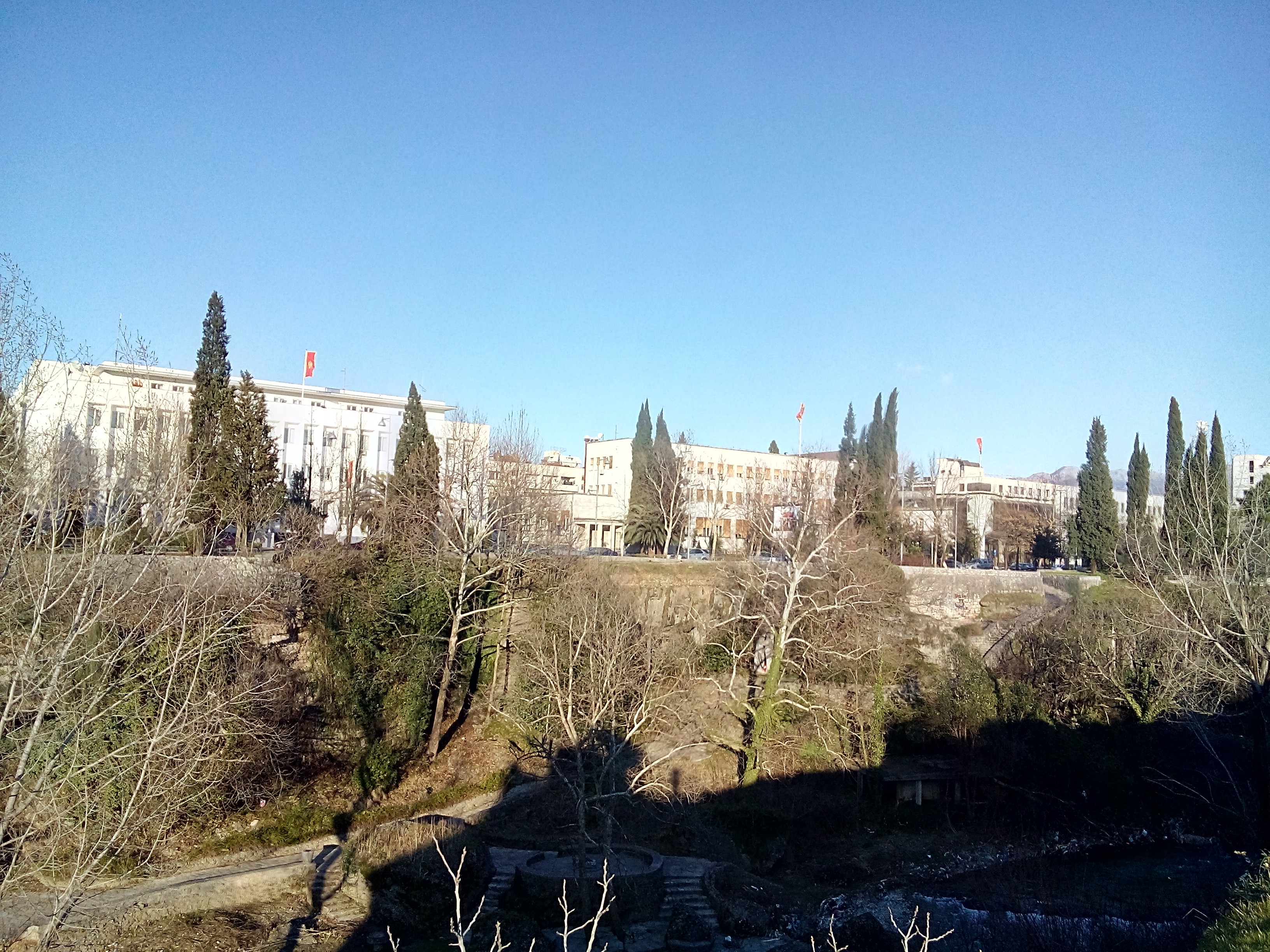
Резиденция президента, парламент и Центральный банк Черногории на одной улице

Подгорица — деловая столица Черногории. Большинство индустриальных, финансовых и коммерческих предприятий страны находятся здесь.
Перед Первой мировой войной городская экономика специализировалась на торговле и небольших мануфактурах — такая экономическая модель осталась в наследство от Османской империи.
После Второй мировой войны акцент развития сместился в сторону быстрой урбанизации и индустриализации. Вокруг города появились крупные предприятия алюминиевой, табачной, текстильной и других отраслей промышленности.
Войны периода распада Югославии миновали Черногорию, но оставили заводы Подгорицы без поставщиков и рынков сбыта, что вызвало полный упадок производства, продолжавшийся до конца 90-х годов. Многие предприятия были закрыты, другие пришли в упадок.
Деловая жизнь начала восстанавливаться только в начале нового тысячелетия. Выжившие заводы были приватизированы и к настоящему моменту уже адаптировались к новым условиям. Крупнейшим предприятием не только Подгорицы, но и всей страны, является Подгорицкий алюминиевый комбинат (Kombinat aluminijuma Podgorica — KAP), принадлежащий российской компании РУСАЛ.
Важнейшим предприятием города является также завод Plantaze (Плантаже). Именно этой компании, основанной ещё в 1963 году, принадлежит более половины виноградников страны (около 2,3 гектаров). В основном, Плантаже выпускает вино из винограда сорта вранац.
При производстве вина применяется современное оборудование, задействованы эксперты в области виноделия Балкан. Объём производства завода Плантаже составляет более 10 млн бутылок вина в год.
Экономика города стала более ориентирована на финансовый сектор и сектор услуг, которые быстро растут. В Подгорице работают две биржи (Черногорская биржа и биржа NEX). Сейчас акцент развития бизнеса в городе смещается от тяжёлой индустрии к телекоммуникациям, строительству и банковскому сектору. Открылось множество представительств зарубежных компаний. Инвесторы и иностранные компании, открывшие свои представительства в Подгорице, внесли значительный вклад в рост и разнообразие экономики города.
Побочным эффектом бурного роста стал рост цен на недвижимость и земель под застройку, особенно в центре. В настоящее время город активно расширяется, застраиваются отдалённые от центра районы.

### Торговые комплексы
Подгорица является лучшим местом для шоппинга в Черногории, так как именно в столице Черногории находятся большие торговые центры, рынки, торговые улицы и множество разнообразных мелких бутиков и магазинов. Основными торговыми зонами города являются:
- Улица Слободе — главная улица центральной части города, одна из основных торговых и пешеходных зон Подгорицы. Здесь можно найти бутики известных брендов.

- Герцоговачка улица также является культовым местом Подгорицы, большая часть улицы является пешеходной зоной с многочисленными магазинами, бутиками и модными кафе.

- Негошева улица — одна из основных пешеходных улиц в центре города, где также много разнообразных магазинов и кафе.

- Бульвар Джорджа Вашингтона. Здесь расположено множество магазинов известных брендов, в том числе MaxMara, Liu Jo, HugoBoss, Furla, Marina Rinaldi и т. д.

В 2009 году в Подгорице открылся первый крупный торговый центр «Delta City» с единственным в городе кинотеатром, где представлены известные европейские бренды модной одежды. В 2016 году по соседству с «Delta City» открылся новый двухэтажный ТЦ «City Mall», где представлены магазины местных брендов, а на крыше расположен ресторан с панорамным видом.
Поблизости находится ещё один крупный торговый комплекс — «Capital Plaza», который представляет собой настоящий торговый город, где находятся десятки различных магазинов, банки, супермаркет, рестораны и кафе, площадки для детей.
В 2022 году израильская группа BIG CEE выкупила торговые центры «Delta City», «City Mall» и «Kapital Plaza» в Подгорице. В связи с этим торговый центр «Delta City» был переименован в «BIG Fashion».
В 2010 в Подгорице открылся ещё один крупный ТЦ — «Mall of Montenegro»
.
Этот торговый центр стал самым крупным в городе. Кроме многочисленных магазинов и торговых павильонов он предлагает посетителям огромный выбор развлечений — кафе, игровых площадок и аттракционов для детей.
Также в Подгорице есть несколько небольших торговых центров: ТЦ «Forum», ТЦ «Bazar», ТЦ «Palada» и т. д.
Основные продовольственные торговые сети города: Voli, Aroma, HDL, Franca. В 2023 году в городе ожидается открытие первого магазина немецкой торговой сети Lidl.

### Городские рынки
В Подгорице находится несколько рынков, где можно купить свежие продукты, овощи, фрукты и предметы народного промысла.
Самые большие рынки города расположены при торговых центрах. Например, в «Mall of Montenegro» для фермерского рынка «Побрежье» выделены отдельные корпуса. Свой продуктовый рынок существует в ТЦ «Bazar» и в ТЦ «Forum».
Самый большой блошиный рынок Черногории также расположен в Подгорице по дороге в город Тузи.

## СМИ и коммуникация

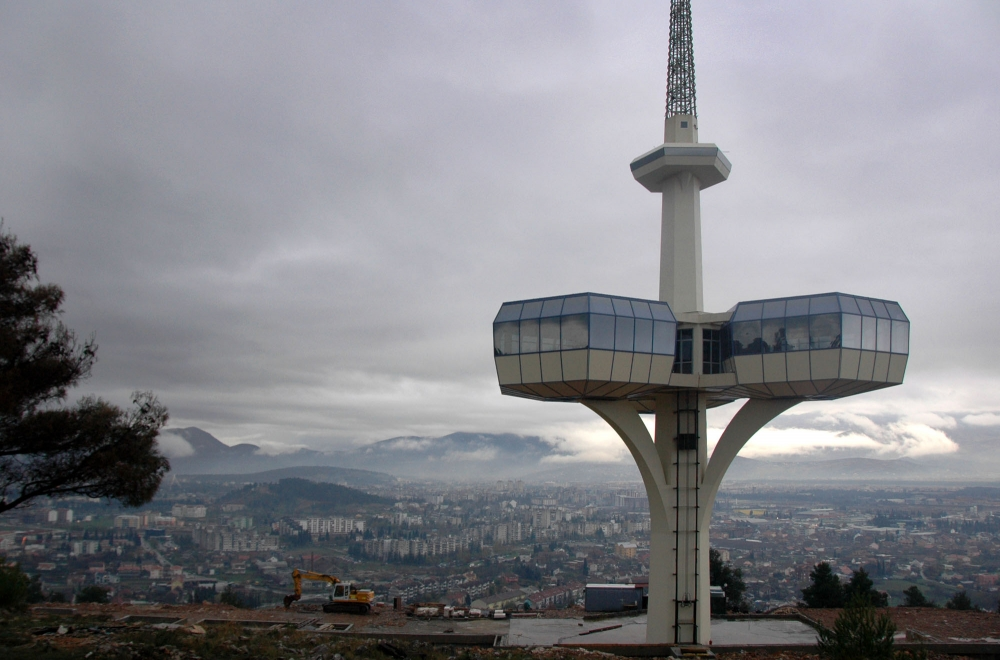
Радиовышка

В городе расположены центральные офисы государственного телеканала RTCG и ряда коммерческих телестудий (TV In, NTV Montena, Elmag RTV, RTV Atlas и MBC).
Все черногорские ежедневные газеты (Vijesti, DAN и Pobjeda) выходят в Подгорице. Также в столице издается независимый еженедельник Monitor.
В Подгорице существует большое количество радиостанций — Radio Titograd, Bum Radio Podgorica и т. д.
В южной части Подгорицы на Дайбабской горе находится известная футуристическая телекоммуникационная башня, открытая в 2011 году.
55-метровая радиовышка является настоящей городской достопримечательностью, несмотря на свое сугубо техническое предназначение.
Сюда часто привозят организованные группы туристов, или они добираются самостоятельно, чтобы полюбоваться фантастическими видами. С этого места открывается великолепная панорама города, просматриваются городские окрестности, просторы Скадарского озера, а также многочисленные виноградные плантации.
Основные операторы и интернет-провайдеры в Подгорице: T-Mobile, M:tel и Telenor.

## Транспорт

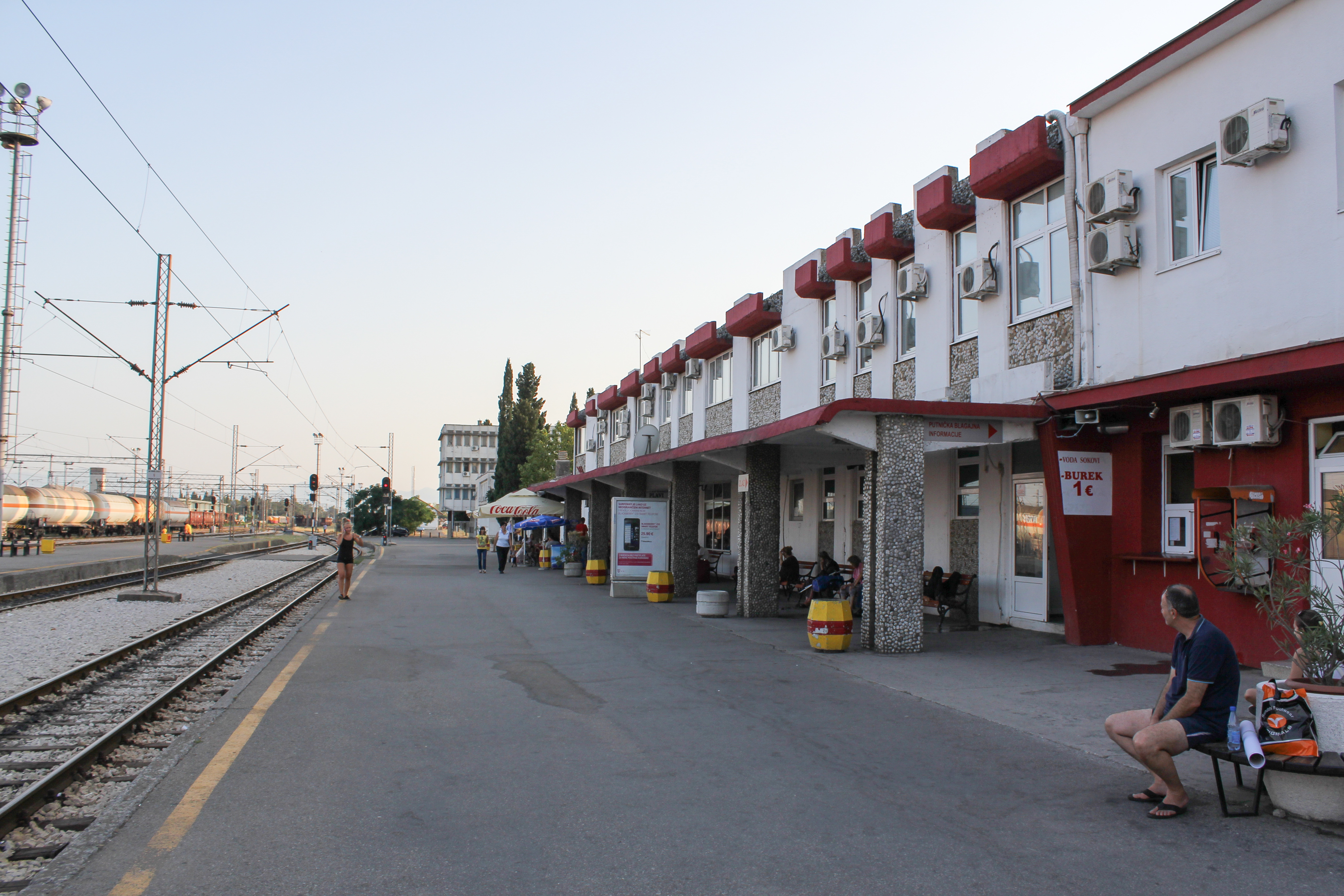
Железнодорожный вокзал

Подгорица является крупным транспортным центром автомобильного, железнодорожного и авиасообщения.
Недавно построенный по современным европейским стандартам туннель «Созина» (4,2 км) значительно сокращает дорогу в Бар.

### Железнодорожный
Железнодорожная станция Подгорица — главный железнодорожный узел Черногории. Через неё проходят:
- железнодорожная линия Белград — Бар (самая крупная по количеству пассажиров и тоннажу перевозимых грузов);
- железнодорожная ветка Подгорица — Никшич — современная электрифицированная железная дорога соединяет Подгорицу со Никшичем -вторым по величине городом и промышленным центром Черногории. Пассажирское сообщение планировалось к открытию в 2009 году после реконструкции и электрификации всей линии, но реально открылось 13 июля 2012 года. По линии курсируют электропоезда CAF Civity испанского производства, проезжая всю линию за 50 минут;
- железнодорожная ветка Подгорица — Шкодер — Тирана (единственная железная дорога, соединяющая соседнюю Албанию с остальным миром, в последнее время не используется).

Пассажирские поезда направляются до станций Белград, Бар, Никшич и Биело-Поле.
Железнодорожная станция находится рядом с автовокзалом и имеет выход к остановкам общественного транспорта.

### Автомобильный
Основные европейские автотрассы, проходящие через Подгорицу:
- Северное направление (E65, E80) — в Сербию и далее в страны Центральной Европы
- Западное направление (E762) — в Боснию и далее в страны Западной Европы
- Южное направление (E65, E80) — к побережью Адриатического моря
- Восточное направление (E762) — в Албанию.

Вдоль шоссе Подгорица — Цетине расположились основные в Черногории площадки по продаже подержанных автомобилей. В черте города на трассе Подгорица — Никшич построены автосалоны основных европейских производителей. Трасса Подгорица — Бар изобилует торговцами сельхозпродукцией с близлежащих полей (арбузы, виноград, инжир). Вдоль шоссе Подгорица — Шкодер разбиты виноградники.
Летом 2022 года был торжественно открыт участок первого черногорского автобана «Принцесса Ксения», ведущий от Подгорицы до Колашина. Разрешённая скорость — 100 км/час.
Главный автовокзал Подгорицы находится поблизости с железнодорожным вокзалом. Автовокзал был построен в 1968 году, он занимает площадь около 20 000 квадратных метров и обслуживает более 1 миллиона пассажиров в год. Внутри станции имеются билетные кассы, камеры хранения ручной клади, банкомат, отделение почты, кафе, туалет.
Подгорица связана автобусным сообщением с другими городами Черногории. Также с автостанции регулярно ходят автобусы за границу, в основном — в крупные города соседних стран — Белград, Сараево, Шкодер, Скопье.
При покупке билетов стоит учитывать, что выход на перрон, с которого осуществляется посадка в автобусы, оплачивается отдельно от самого билета.
Автомобильное движение в Подгорице очень хаотичное, так как пешеходы и автомобилисты часто нарушают правила дорожного движения и не обращают внимания на светофоры. Также довольно часто возникают пробки. Ещё одной серьёзной проблемой является недостаточное количество оборудованных парковочных мест, что приводит к нелегальной запаркованности тротуаров и дворов. Власти города решают эту проблему, до конца 2022 года в Подгорице должно быть создано дополнительно 1000 бесплатных парковочных мест в разных частях города.

### Воздушный
В 12 км к югу от Подгорицы расположен международный аэропорт — самый крупный в Черногории (один из двух в стране). Сегодня аэропорт модернизирован, увеличен, и оснащен современными воздушными системами. Отсюда летают регулярные и чартерные рейсы во многие города Европы.
Аэропорт Подгорицы часто также называют аэропортом Голубовцы из-за его близкого расположения к небольшому городу Голубовцы. Единственным транспортом в аэропорт Подгорицы является такси.
Также в Подгорице находится небольшой аэропорт Шпиро Мугоша, также известный как аэропорт Чемовско Поле. Когда-то это был единственный аэропорт Подгорицы, в основном для военных целей. Во время Второй мировой войны он пережил сильные бомбардировки и позже был назван в честь народного героя Югославии Шпиро Мугоши.
Сейчас это один из пяти аэропортов Черногории, имеющих асфальтированную взлетно-посадочную полосу.
Поскольку в 1960-е годы был построен гражданский аэропорт Подгорицы, в настоящее время аэропорт Чемовско Поле обслуживает потребности авиации общего назначения. Его взлетно-посадочная полоса длиной 800 метров не может обслуживать более крупные самолёты, поэтому он используется для занятий парашютным спортом, планеризмом и другими видами воздушного спорта.

### Наземный городской
Общественный транспорт в городе представлен автобусами и такси. Общественный автобусный транспорт Подгорицы состоит из городских и пригородных автобусных маршрутов. Состояние автобусного парка, в целом, удовлетворительное. В 2022 году были закуплены современные автобусы, а также было запущено 5 новых городских маршрутов.
Кроме того, секретариат транспорта столицы сделал заявление, что в Подгорице могут появиться троллейбусы и трамваи. Это поможет сделать город более экологичным и решить проблемы с организацией общественного передвижения, поскольку имеющиеся автобусные линии не отвечают запросам граждан и следуют по коротким маршрутам.
В Подгорице большой выбор служб такси, в том числе есть служба электромобилей-такси Tesla S.

### Велосипедный
Власти города уделяют большое внимание развитию велосипедного транспорта. Существует социальный проект «Подгорица на двух колесах», по которому мэрия выделяет субвенции и финансирует 50 % стоимости велосипеда/электросамоката для граждан, проживающих в Подгорице. Проект долгосрочный и рассчитан на повышение активности использования двухколесного транспорта и постепенный отказ от автомобилей.
Кроме того, в центре города реконструкция дорог осуществляется с устройством выделенной полосы для велосипедистов. Около всех крупных учреждений оборудуются велопарковки. В Подгорице также работает система регистрации велосипедов.
В 2022 году по всему городу появились пункты проката электросамокатов.

### Речной
В настоящее время отсутствуют грузовые и пассажирские перевозки по реке Мораче. В то же время благодаря стремительному течению эта река подходит для активного отдыха — каякинга и рафтинга.

### Мосты
Подгорица украшена многочисленными мостами через Морачу и Рибницу: всего в черте города насчитывается 30 этих архитектурных сооружений.
С этих мостов открывается прекрасный вид на город и природу. Живописные мосты Подгорицы воспеты в многочисленных старинных народных песнях. Лишь немногие из них сохранились до наших дней в своей первоначальной концепции и оригинальном архитектурном решении.
Наиболее примечательными мостами являются:

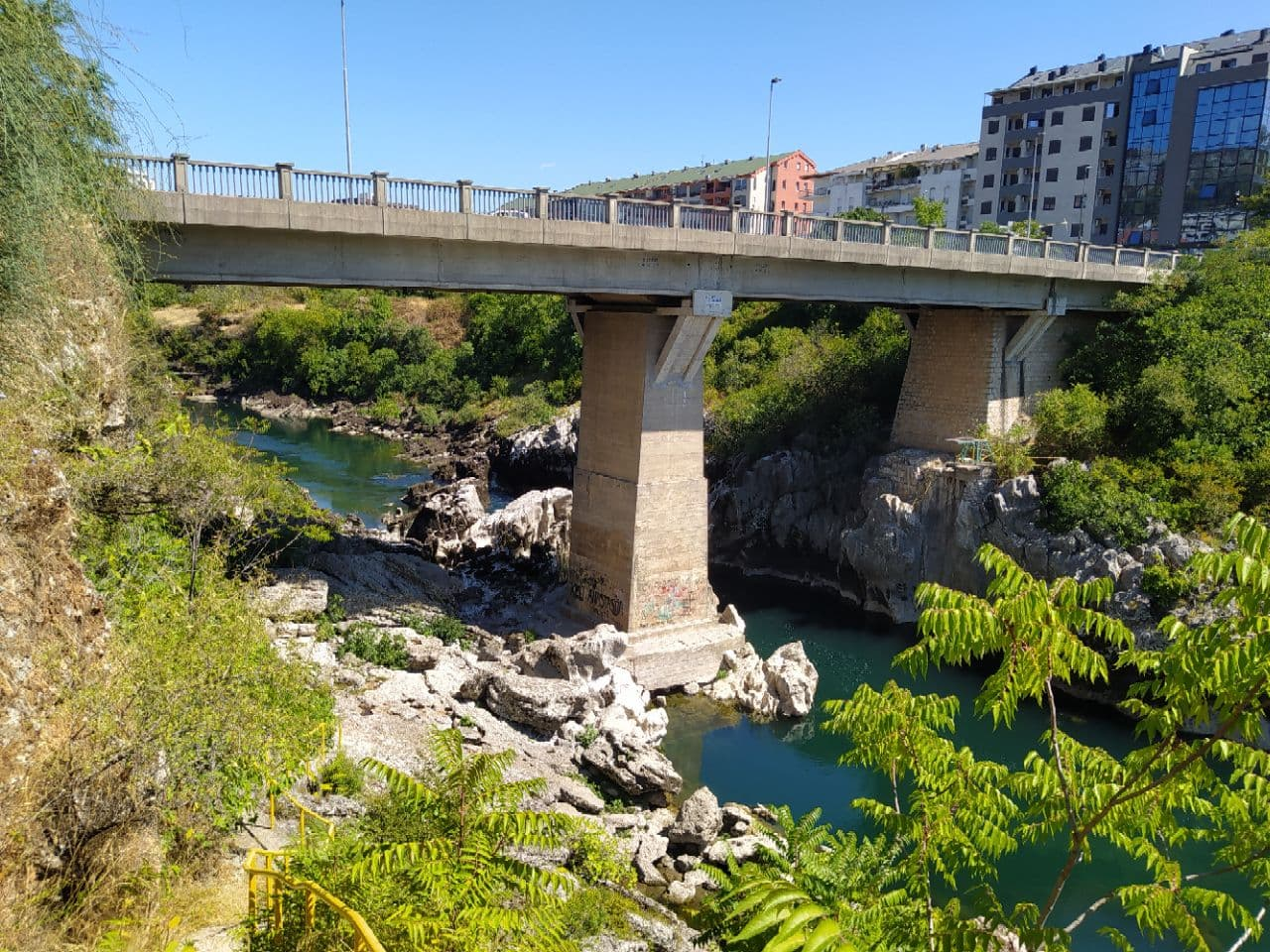
Визирев мост
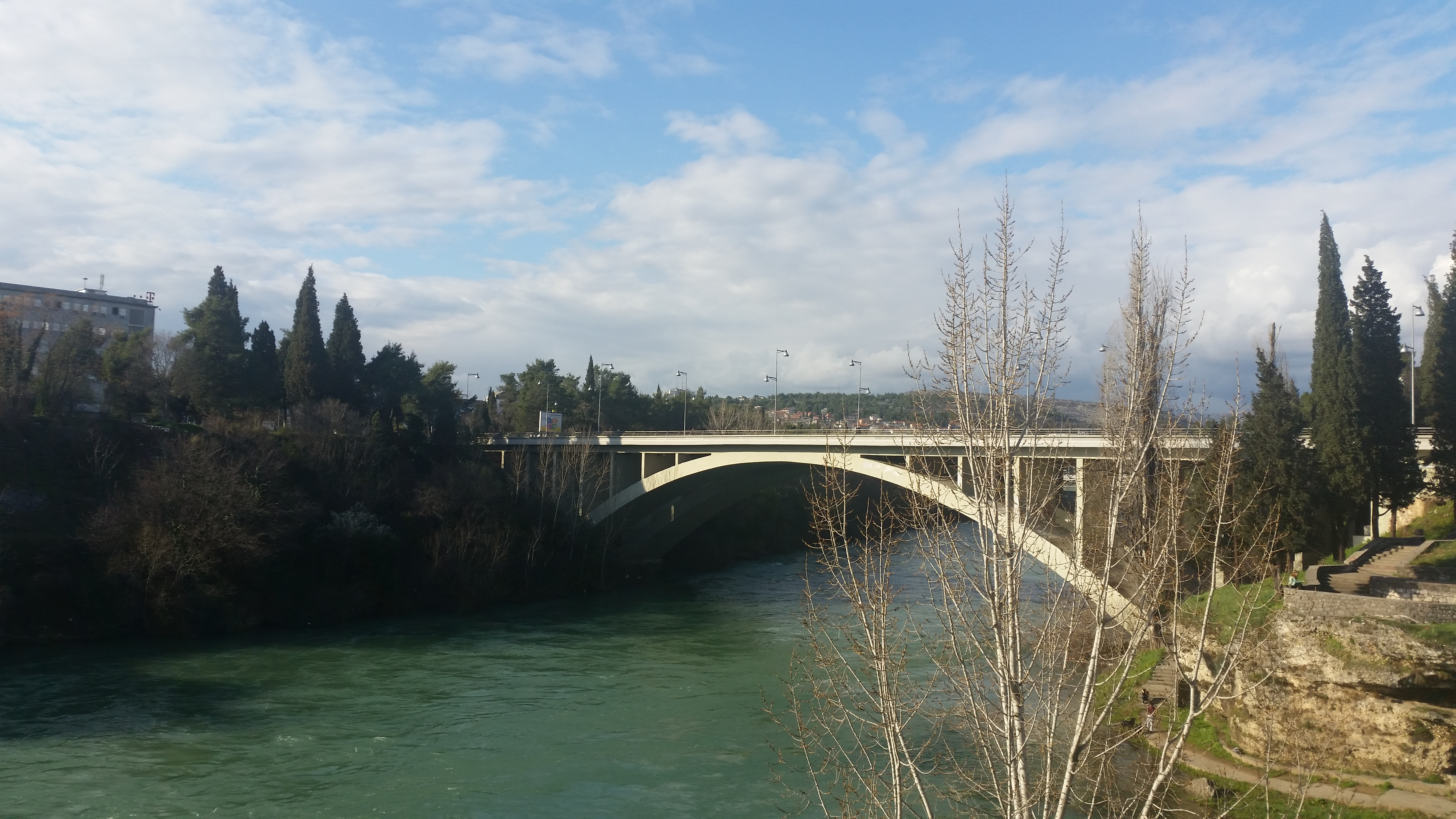
Мост Блажо Йовановича
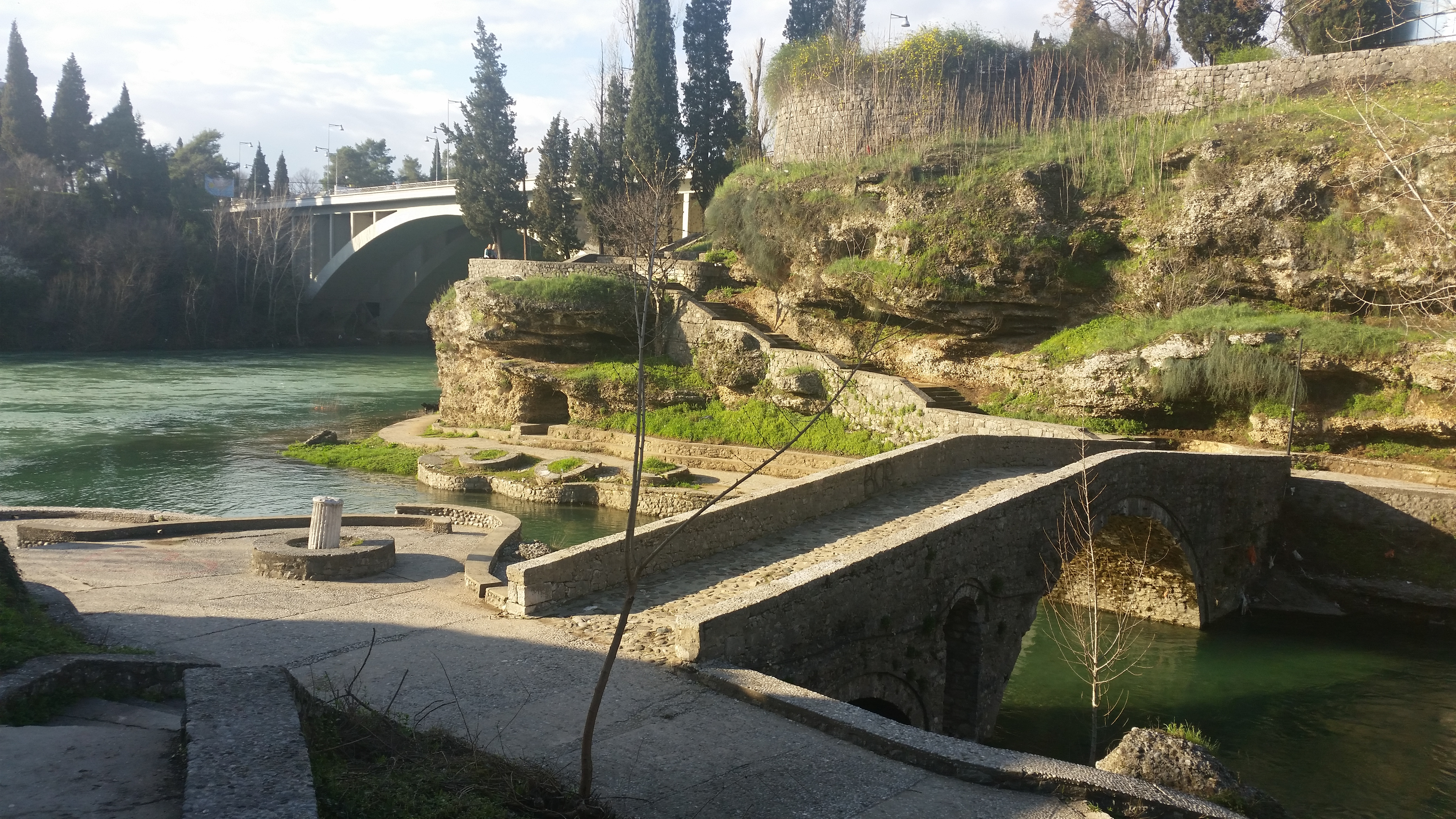
Мост Аджи-паши
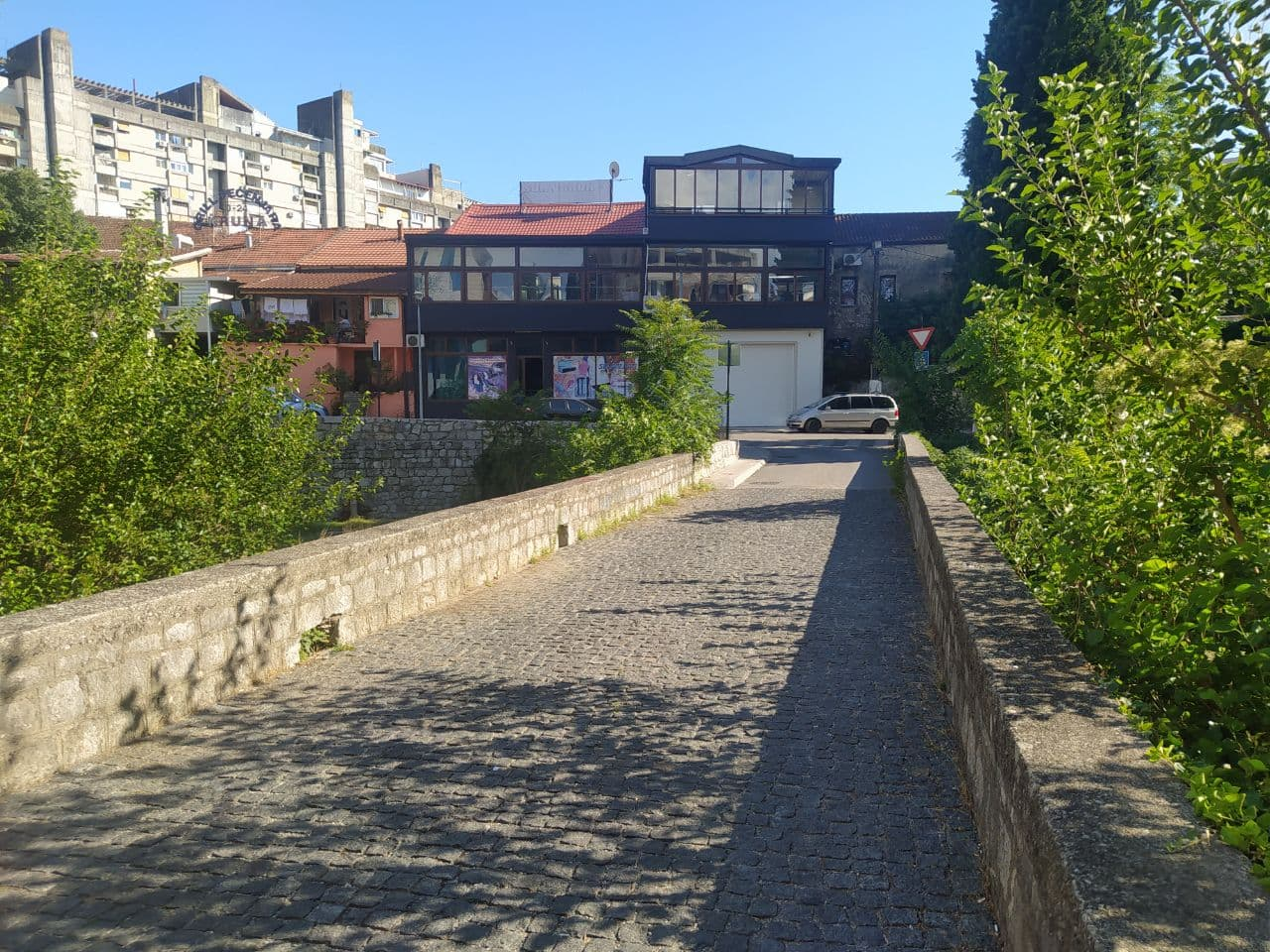
Табачки мост
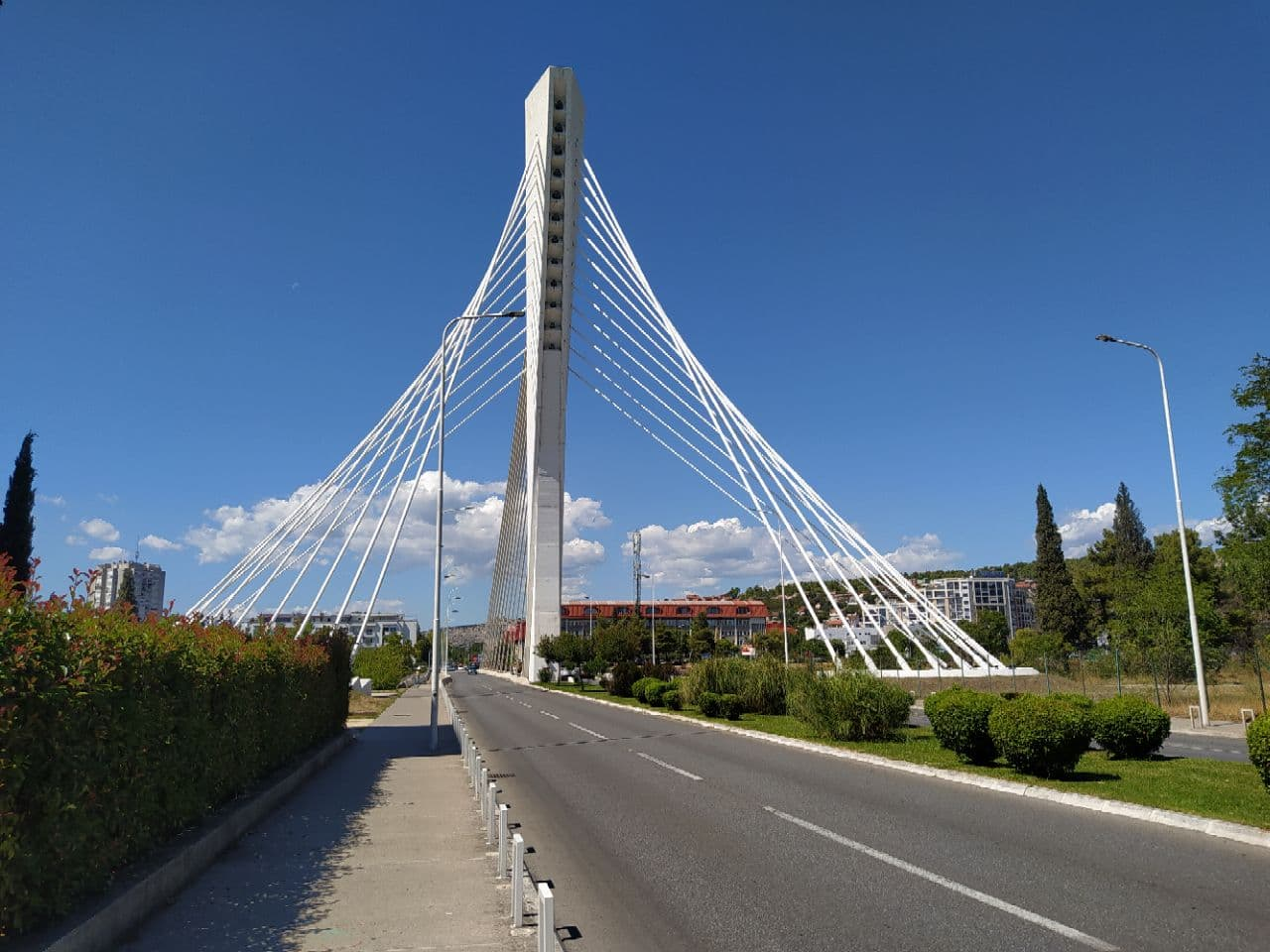
Мост Миллениум

- Московский мост

- Юнион мост — построен в 2003 году через реку Морача. Он был построен специально для облегчения движения по мосту Блажо Йовановича. Место, где был сооружен этот мост, когда-то называлось «конный вход», потому что именно на этом участке берега реки Морача спускались лошади.

- Табачки мост — мост через Рибницу, который является одним из старейших исторических памятников Подгорицы. Был сооружен в XVII веке в посёлке Табахана (историческое поселение разрушено в 1960-е годы). В основе названия моста лежит турецкое слово «табак» — «кожа». Мост построен из тонко высеченного камня с единственной элегантной аркой, которая идеально сочетается с первозданной красотой Рибницы на одной из её многочисленных излучин. Мост пережил бомбардировку Подгорицы в 1944 году и сохранился практически без изменений[34].

- Мост жертв 5 Мая — мост через реку Рибница в самом центре Подгорицы, который соединяет музыкальный центр Черногории (здание бывшего дома Югославской Народной Армии) и художественный павильон на бульваре Петра Цетинского. В XIX веке на этом месте находился мост Абдовича, построенный одноимённой староварошской семьёй. Он был серьёзно поврежден землетрясением 1905 года. В этом же году король Никола I поручил построить новый мост, который был завершен в сентябре 1907 года. Жители Подгорицы назвали его мостом княгини Милены в честь Милены Вукотич — супруги короля Николы I. Строение было уничтожено немцами при отступлении в 1944 году. Современный мост на месте моста княгини Милены посвящён жертвам самой разрушительной бомбардировки Подгорицы, которая произошла 5 мая 1944 года. В этой бомбардировке погибло 320 человек и катастрофически пострадали многие улицы, площади и мосты города[35].

- Мост Андрия Кажича — пешеходный мост через реку Морача был построен по проекту инженера Андрия Кажича в 1946 году после того, как немцы разрушили все городские мосты. Инженер сам руководил работами. Мост был построен примерно в 500 метрах вверх по течению от Визирева моста. Выбранное место было благоприятным для быстрого и дешёвого строительства. Из-за ветхого состояния, в котором находился мост, в 2009 году он был снесён, а на его месте возведён новый[36].

- Мост Браче Златичанин — мост через реку Рибница был построен в 1950 году и назван в честь двух братьев-антифашистов из старинной и уважаемой семьи Златичанин.

- Мост Газела — старый пешеходный металлический мост через Морачу, который находится между мостами Блажо Йовановича и Московским. Мост Газела напрямую выходит в Негошев парк.

## Культура

Соборная церковь

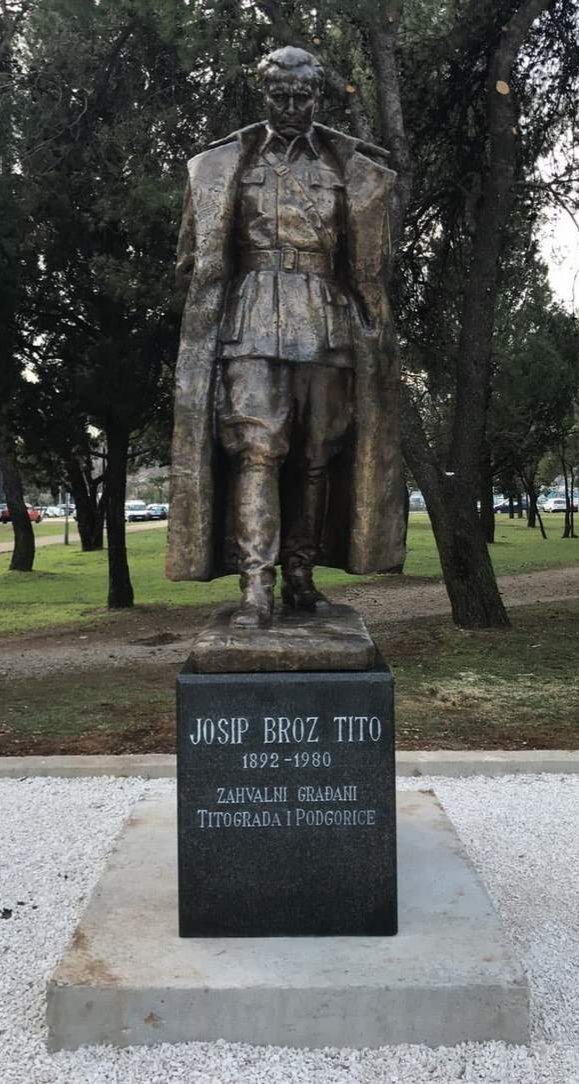
Памятник Иосипу Брозу Тито

Хотя в Подгорице расположены не так много учреждений культуры, как в исторической королевской столице Цетине, тем не менее здесь немало театров, музеев и галерей.
Среди них можно упомянуть:
- Черногорский национальный театр
- Городской театр (включая Детский театр и Кукольный театр).
- Городской музей (1950) и галерея
- Музей естественной истории — основан в 1995 году.
- Археологический исследовательский центр (1961)
- Музей Марко Милянова в Медуне — этнографический музей, показывающий жизнь в Черногории в XIX веке.
- Галерея дворца Петровичей-Негошей — работает с 1984 года в дворцовом комплексе короля Николы I Петровича-Негоша, включает в себя также «Дом Почетной Стражи», дворцовую часовню и прилегающие строения. С 1995 года галерея входит в состав «Центра Современного Искусства».
- Галерея Ристо Стийовича
- Мини-зоопарк
- Музыкальный центр Черногории

С 2006 года в Подгорице проходит международная книжная ярмарка.
Большой популярностью у населения Подгорицы пользуются следующие культурные мероприятия: кинофестиваль Ex-Yu Fest, рок-фестиваль Festival kulture Zabjelo, Podgorica Film Festival, фестиваль документальных фильмов UNDERHILLFEST, музыкальный Festival City Groove на Bemax арене.
В сентябре 2022 года в Подгорице впервые прошёл международный фестиваль гейминга и науки.
Выросшая в европейскую столицу, Подгорица также становится центром международных культурных учреждений. В городе действуют американский, французский и российский культурные центры с обширными библиотеками.

## Образование и наука
В Подгорице расположен Университет Черногории (его главный кампус) — единственный государственный ВУЗ в стране.
В последнее время в городе открылись некоторые новые частные высшие учебные заведения, среди которых можно выделить университет Донья Горица и Медитеранский университет. Медитеранский университет был основан 30 мая 2006 года и является первым частным университетом, основанным в Черногории. Он состоит из 6 факультетов. Университет Донья Горица был основан в 2007 году как второй частный университет Черногории. В состав университета входят 13 факультетов.
Также в Подгорице находятся Черногорская академия наук и искусств и соперничающая с ней Дуклянская академия наук и искусств.
В городе работают 34 начальных и 10 средних школ, включая гимназию.
Национальная библиотека Радосава Люмовича — одна из наиболее значительных в стране.

## Физкультура и спорт

Стадион «Под Горицом»

Самые популярные виды спорта в Подгорице — футбол и баскетбол. Баскетбол стал популярным в конце XX — начале XXI века благодаря успехам баскетбольного клуба «Будучность» в чемпионате Югославии и участию его в европейских соревнованиях.
Футбол в Подгорице имеет давние традиции, связанные с футбольным клубом «Будучность». Известные футболисты Деян Савичевич и Предраг Миятович, родившиеся в Подгорице, играли за этот клуб в начале своей карьеры. Этот клуб, наряду с Сутьеской из Никшича, обычно борется за высшие места в Первой лиге Черногории.
Другие футбольные клубы из Подгорицы и окрестностей, которые играют в первом дивизионе, — это ФК «Дечич» (Тузи), ФК «Зета» (Голубовци), ФК «Подгорица» и ОФК «Титоград».
Волейбольный клуб «Будучность» и женский гандбольный клуб «Будучность» также добились значительных успехов в европейских соревнованиях. «Будучность» является одним из сильнейших женских гандбольных клубов мира, в 2012 и 2015 годах выигрывала Лигу чемпионов ЕГФ.
Вызывают большой интерес у жителей города и международные спортивные мероприятия, такие как марафон Подгорицы и прыжки в реку Морача.

Спортивный центр Морача

В Подгорице есть несколько спортивных арен. Наиболее важными являются:
- Стадион «Под Горицом». Когда восточная трибуна будет завершена, стадион будет вмещать 24 000 зрителей. На стадионе Под Горицом свои игры играют ФК Будучность и сборные Черногории по футболу. Этот стадион, помимо городского стадиона в Никшиче, является единственным стадионом в Черногории, который соответствует стандартам ФИФА для проведения международных матчей.

- Спортивный центр Морача — это многоцелевой зал, вместимость которого составляет 6000 мест после ремонта в 2018 году[38]. В нём проводились соревнования во время Чемпионата Европы по баскетболу 2005. На территории спортивного комплекса «Морача» также находятся 2 бассейна: большой — Олимпийский и маленький для водного поло.

- Стадион малых видов спорта

Почти каждый футбольный клуб в Подгорице имеет свой собственный стадион, хотя часто эти стадионы представляют собой просто поле с небольшим количеством трибун или без них.
С 1994 года в городе проводится Подгорицкий марафон — массовый спортивный забег, в котором могут принять участие и профессиональные спортсмены, и любители.

## Архитектура и достопримечательности

«Мне одного рожденья мало, расти бы мне из двух корней… Жаль, Черногория не стала второю родиной моей!»
Надпись на памятнике Высоцкому

В Подгорице можно увидеть причудливое смешение разнообразных архитектурных стилей — наследство бурной истории города и страны. Каждое правление оставляло следы в камне.
За четыреста лет османского владычества (1474—1878) в Подгорице было построено много зданий турецкой архитектуры. Старейшие части города, Стара Варош и Драч, застроены домами подобного типа — здесь можно увидеть две мечети, часовую башню и узкие извилистые улочки.
Когда Подгорица вошла в Черногорию, центр города переместился на другой берег реки Рибница, где стали строить широкие улицы, пересекающимися под прямыми углами, и здания в европейском стиле. Во время Второй мировой войны Подгорица была полностью разрушена. После освобождения началась реконструкция города в стиле советской архитектуры, с преобладанием типовой застройки. В этом ключе построено большинство зданий на правом берегу реки Морача. Даже в старой части города некоторые участки были застроены такими домами.
Приблизительно с 1990-х годов в Подгорице началось бурное строительство, которое быстро меняет облик города. Возводится много современных жилых домов и офисов. Город украсился новыми площадями, парками и памятниками. Отдельно стоит упомянуть Собор Воскресения Христова и Мост Тысячелетия. Подгорицкий собор Воскресения Христова Черногорско-Приморской митрополии Сербской Православной Церкви — самый большой православный храм в Черногории.

### Памятники

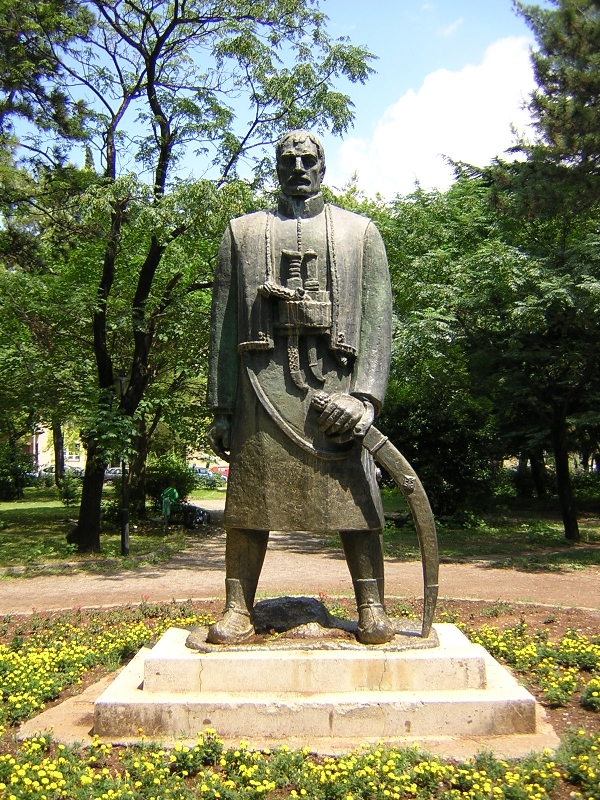
Памятник Карагеоргию
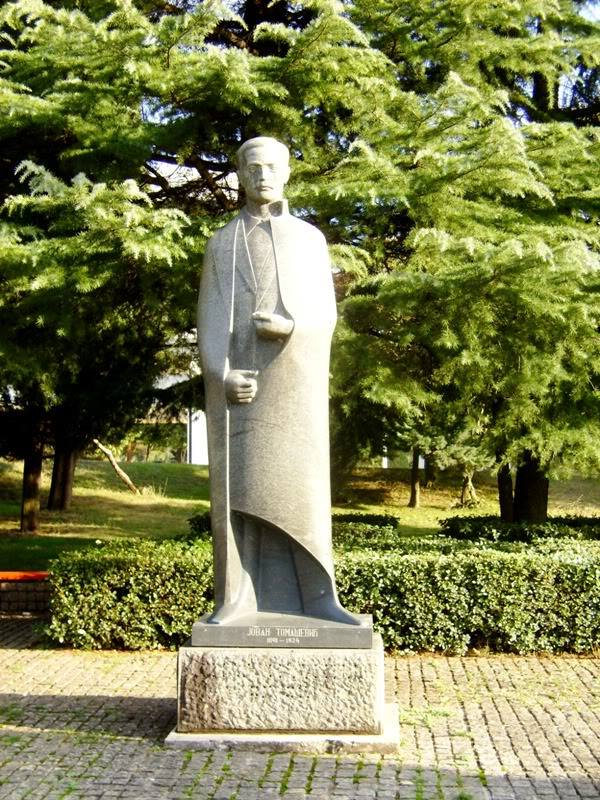
Памятник Йовану Томашевичу
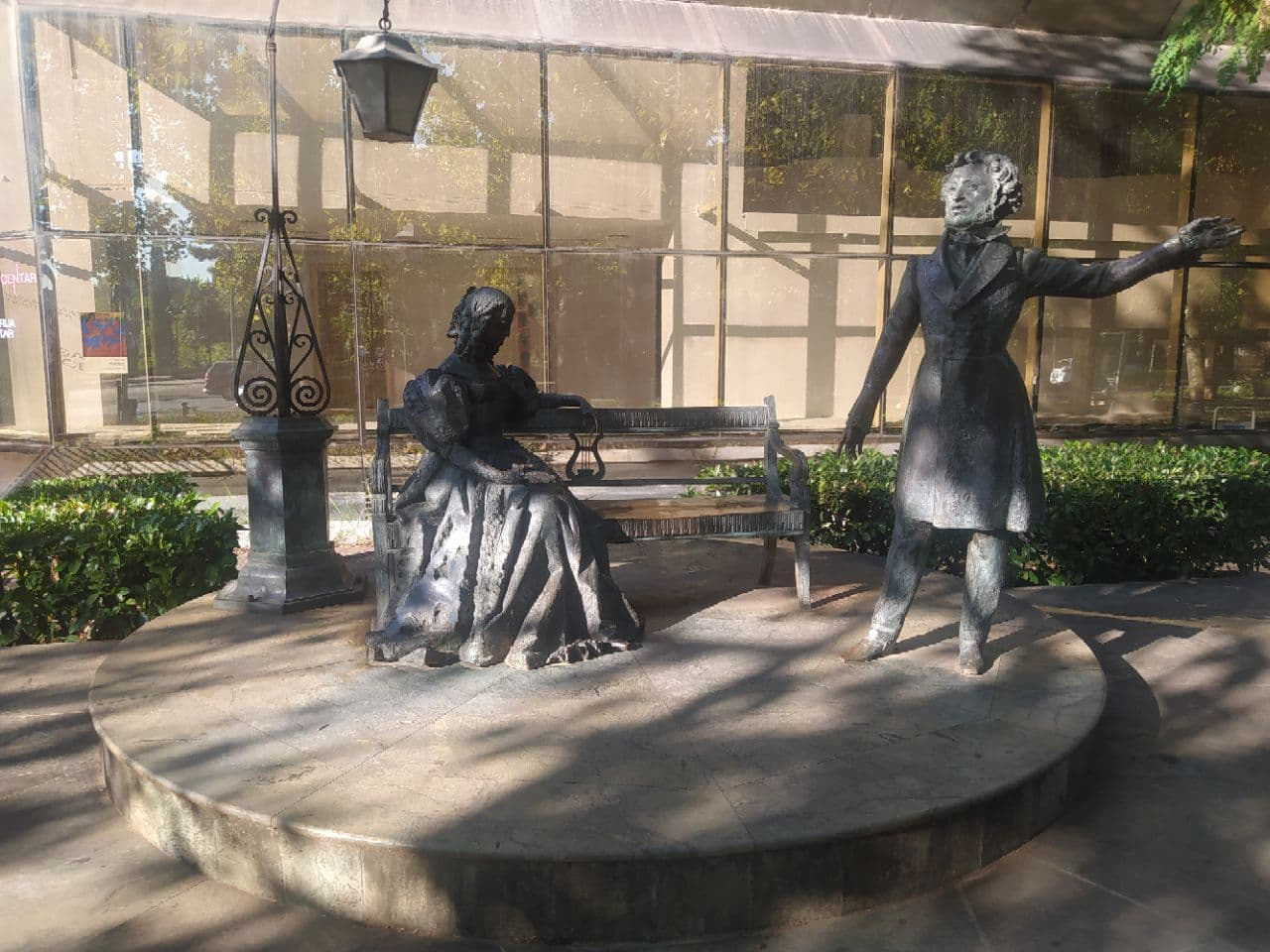
Памятник Александру Пушкину и Наталье Гончаровой
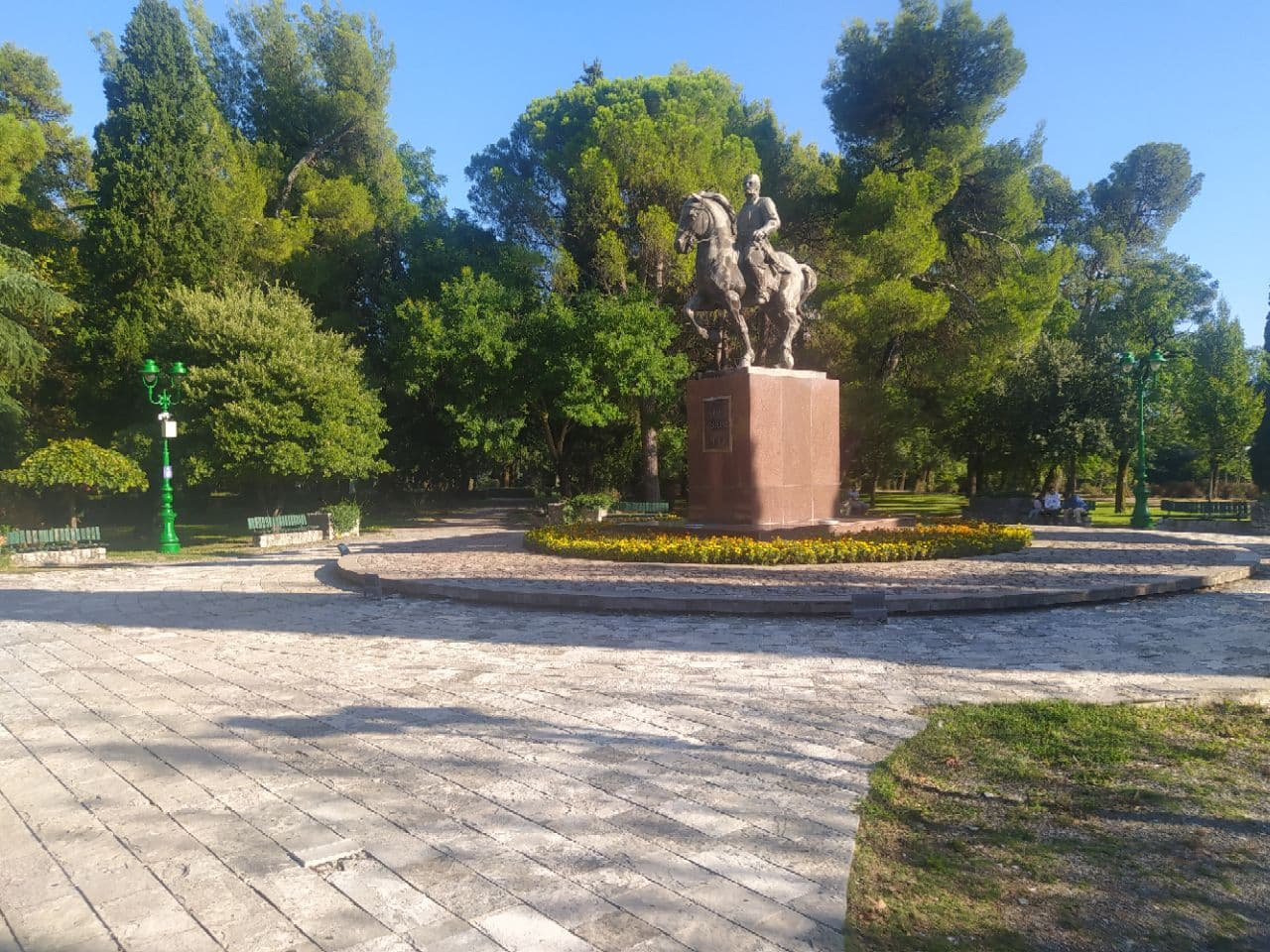
Памятник королю Николе I
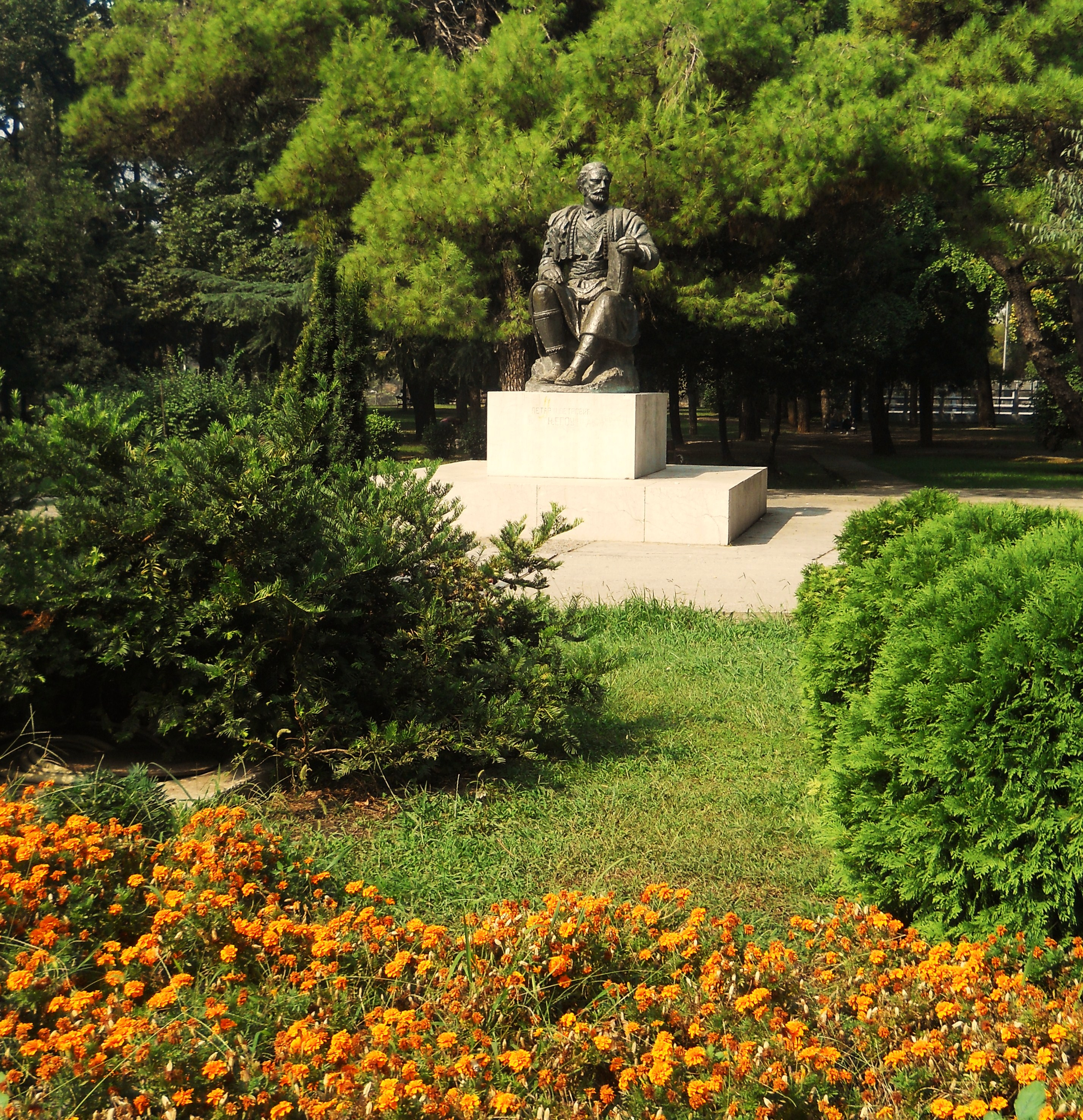
Памятник Петру II Петровичу Негошу
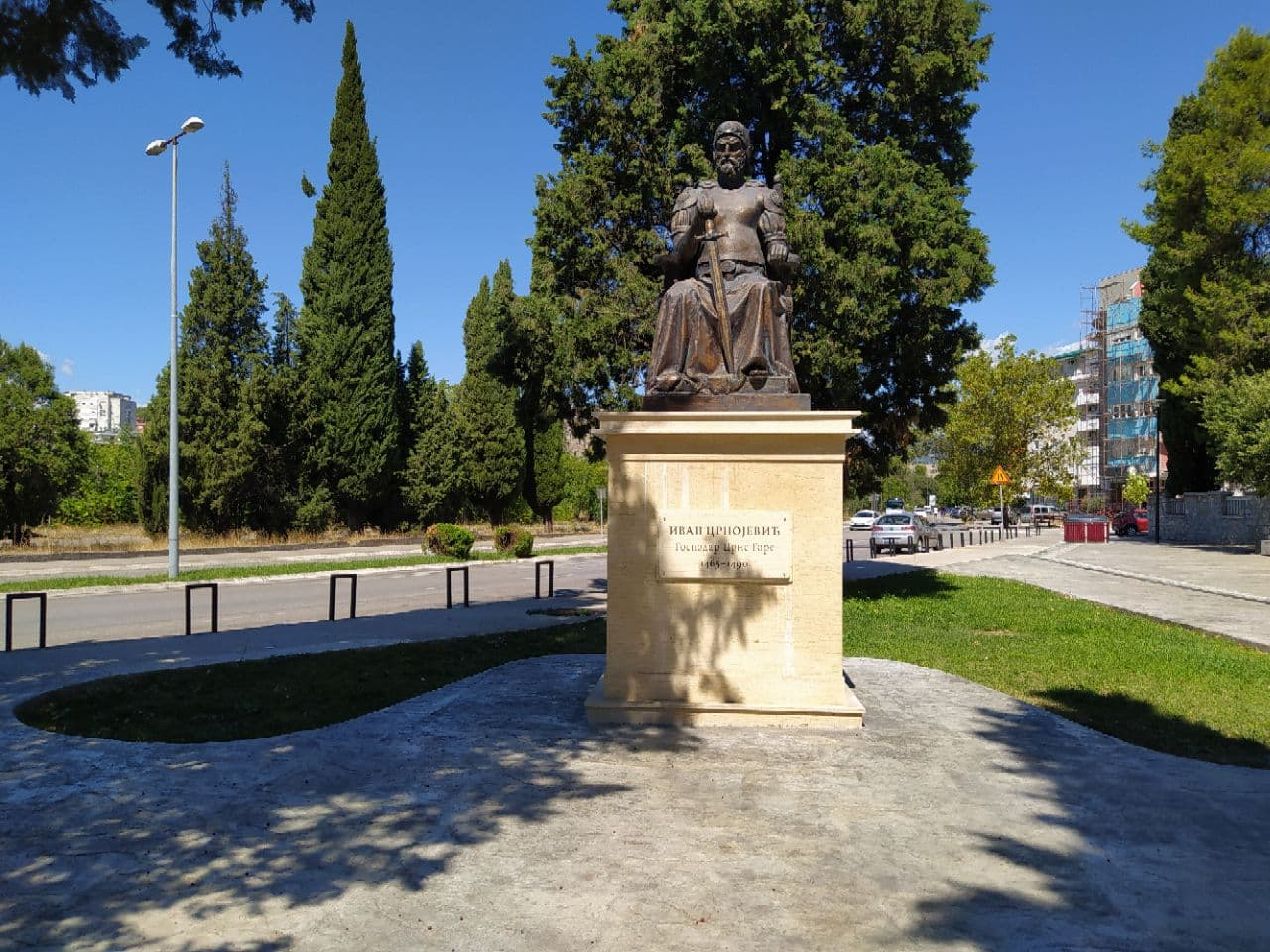
Памятник Ивану Црноевичу
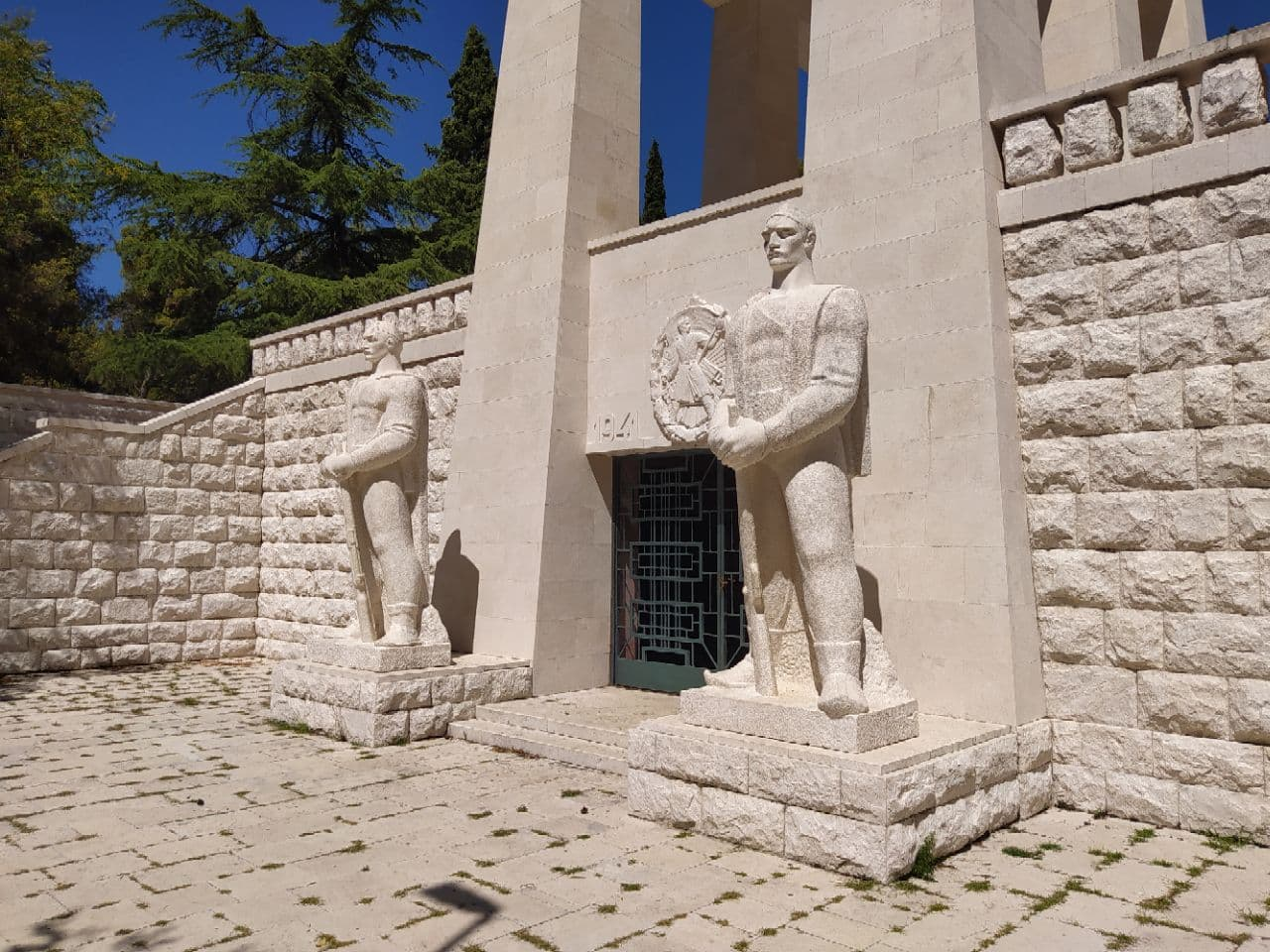
Памятник Партизану-борцу
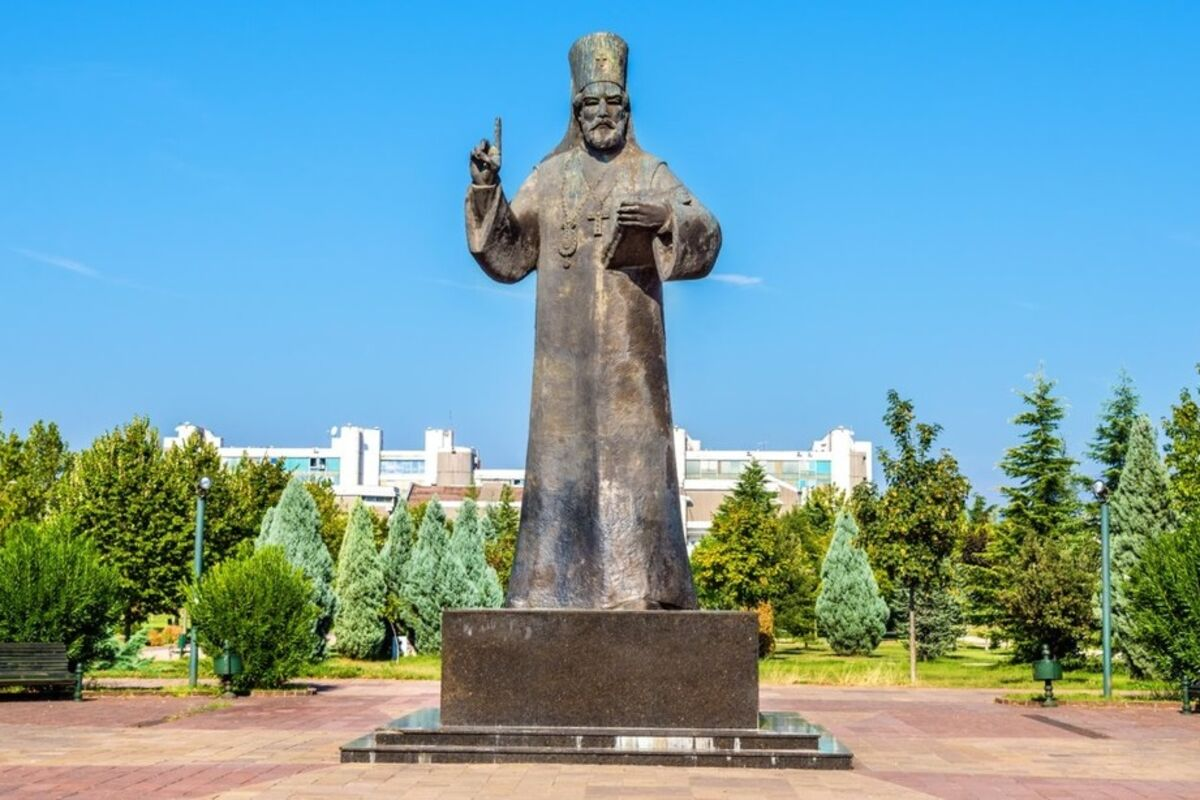
Памятник Петру Цетинскому
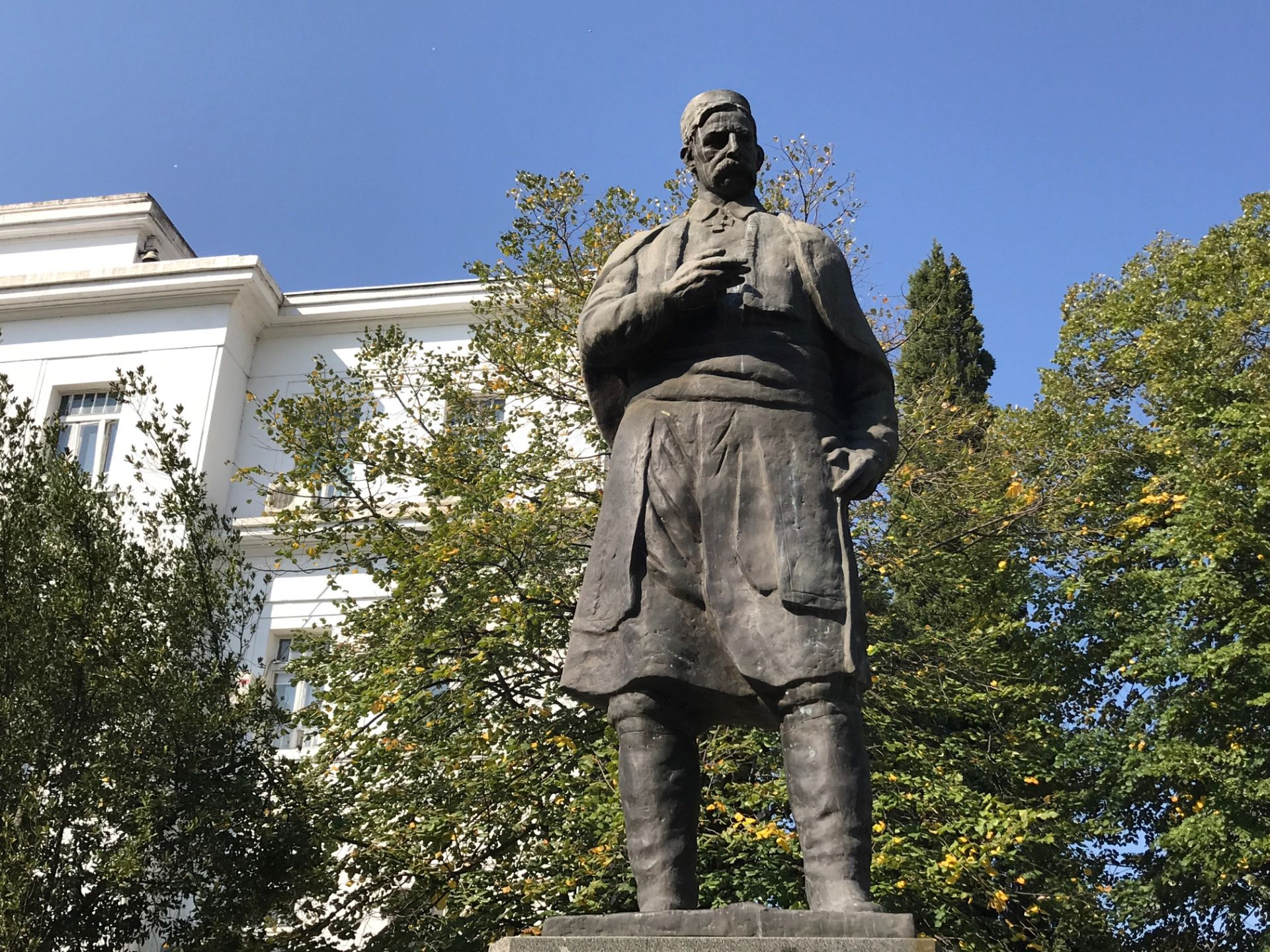
Памятник Марко Милянову
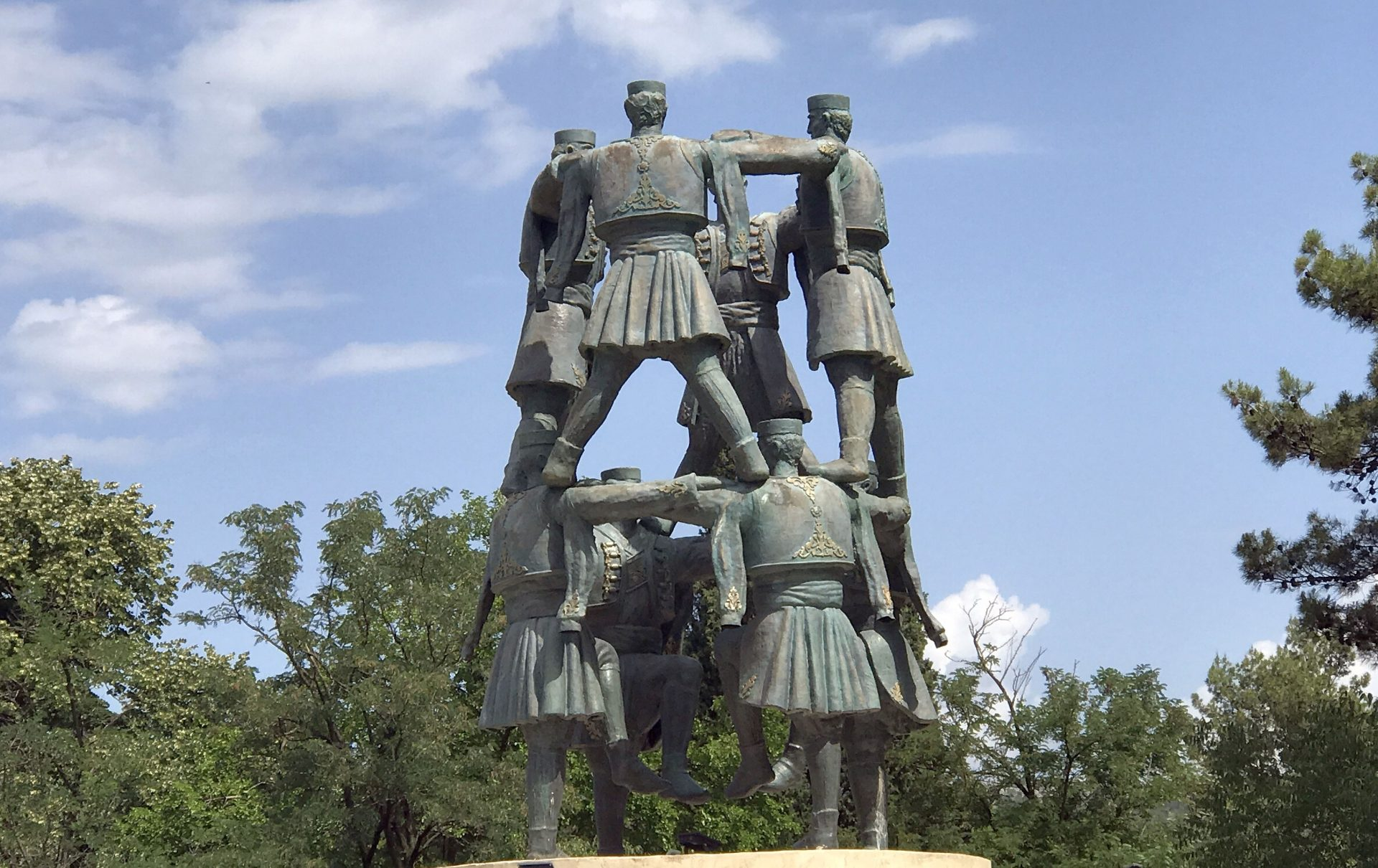
Памятник национальному танцу Оро
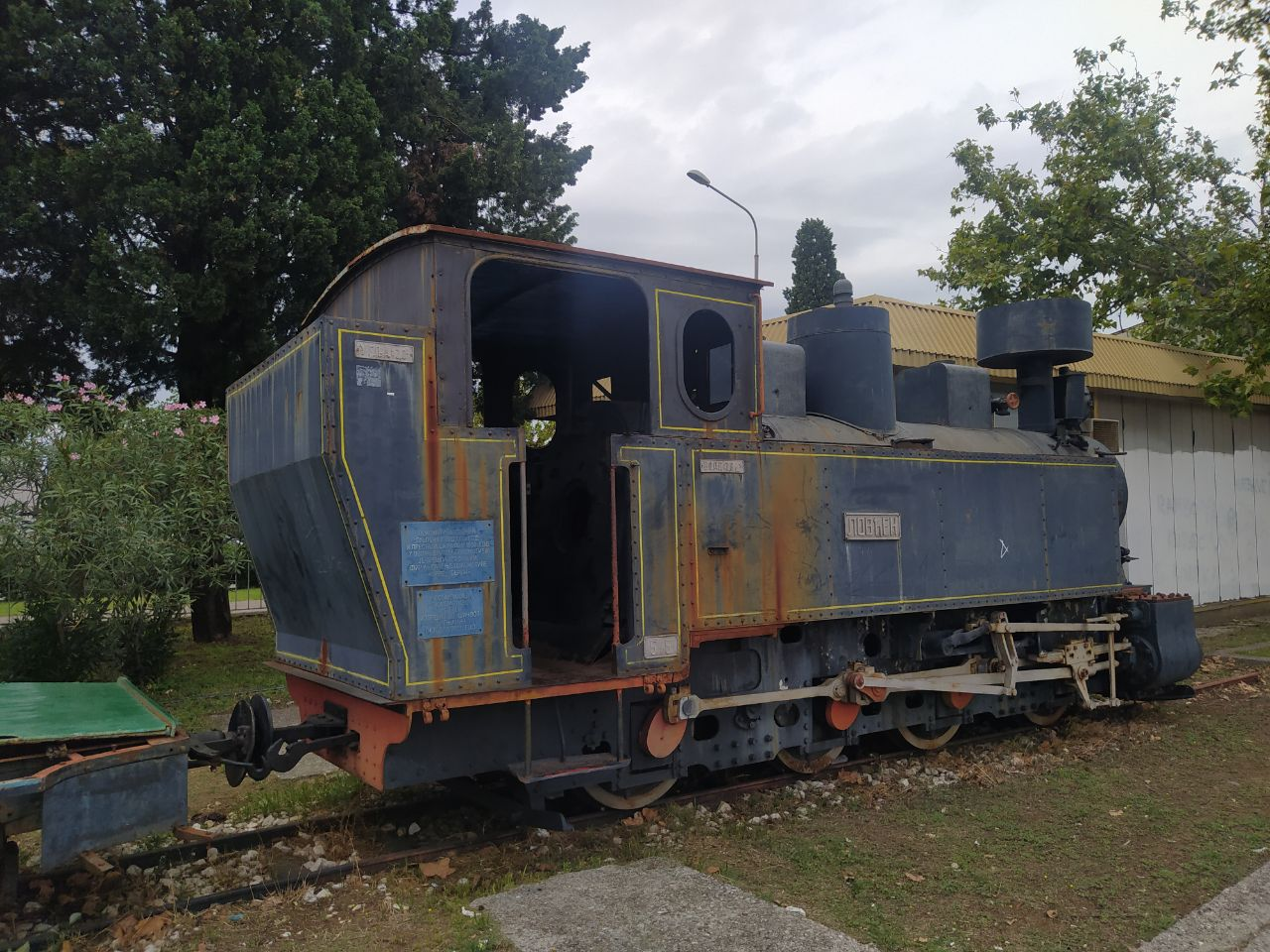
Памятник паровозу «Ловчен»
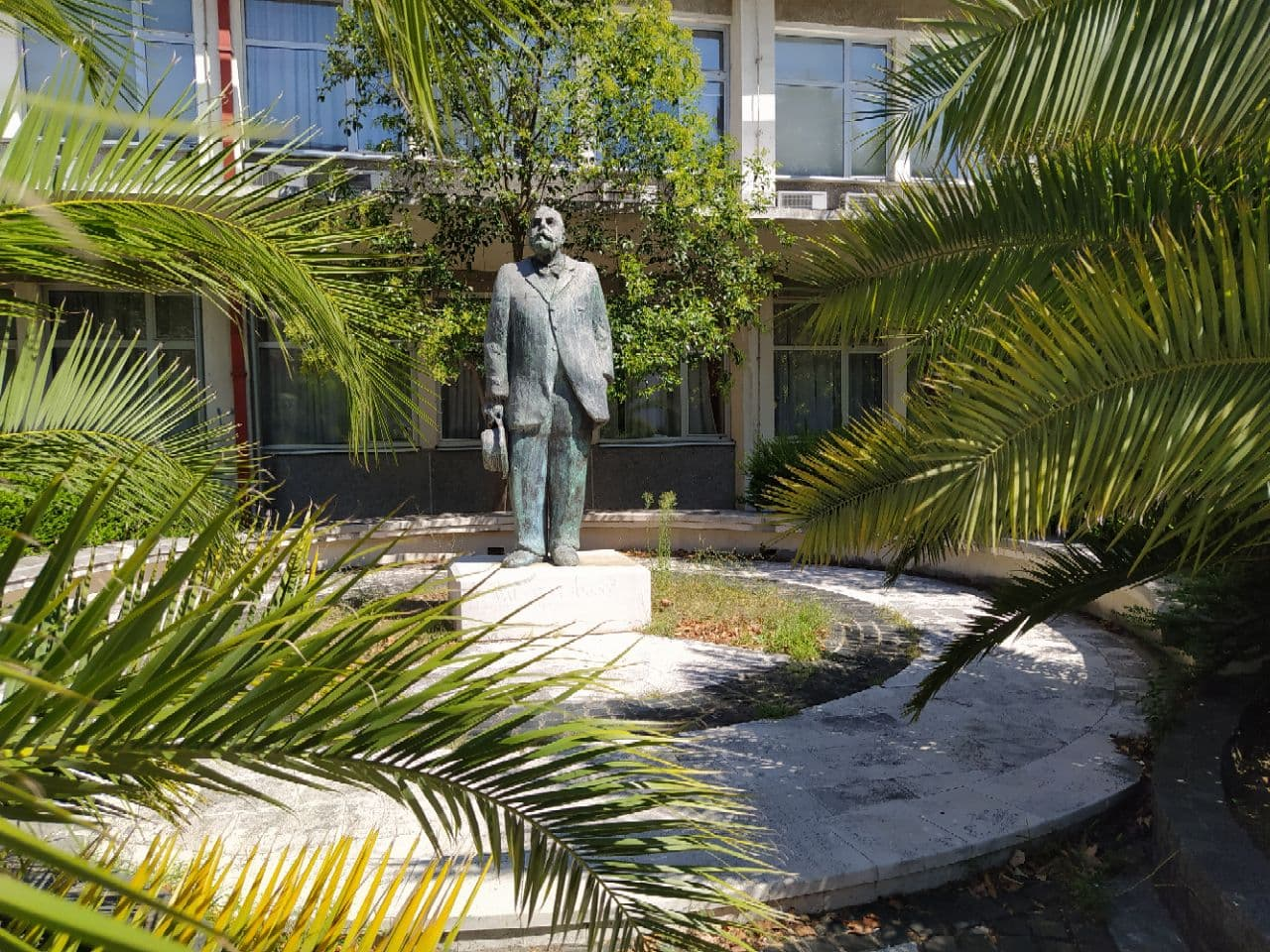
Памятник Бальтазару Богишичу
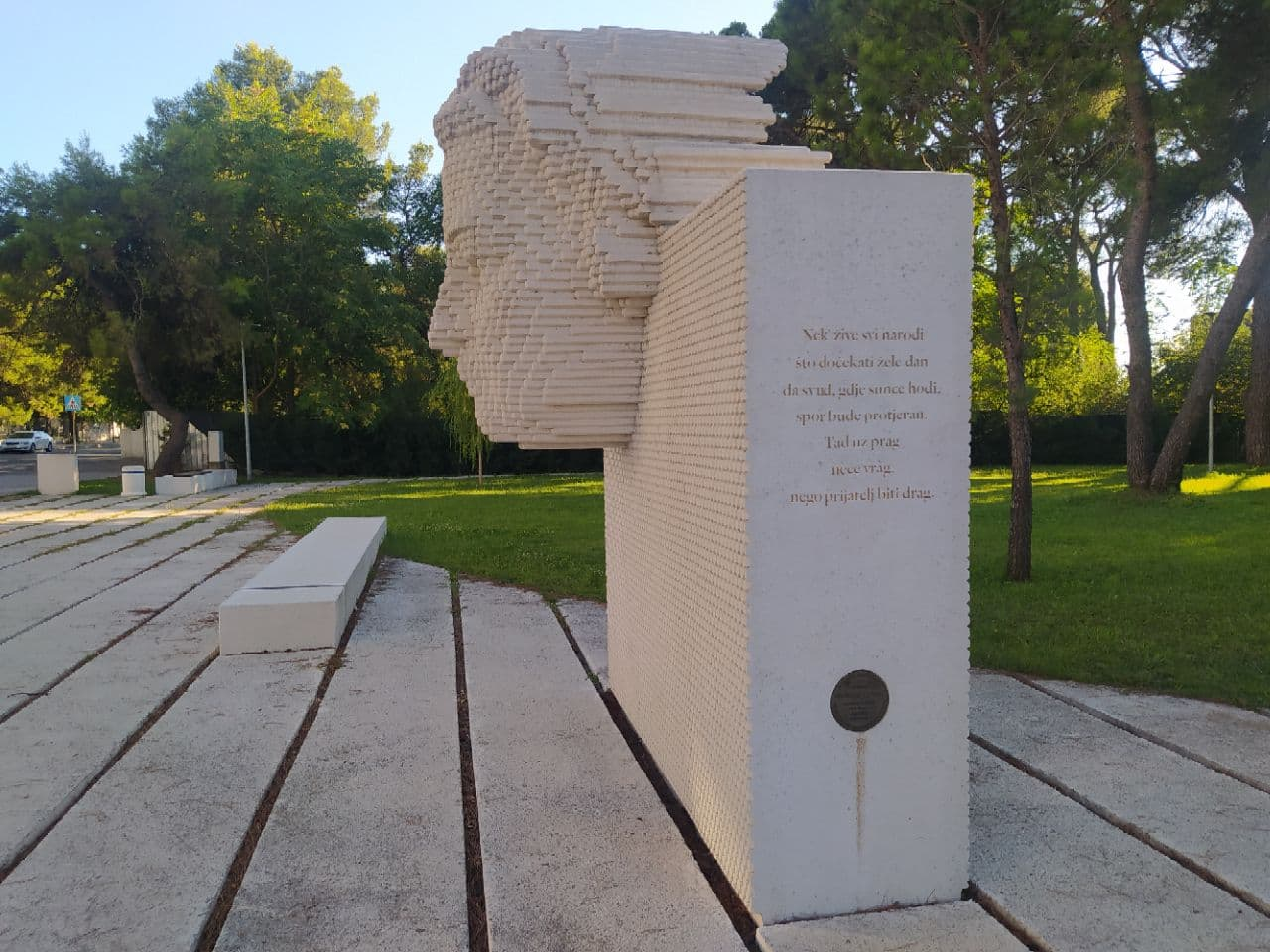
Памятник Франце Прешерну
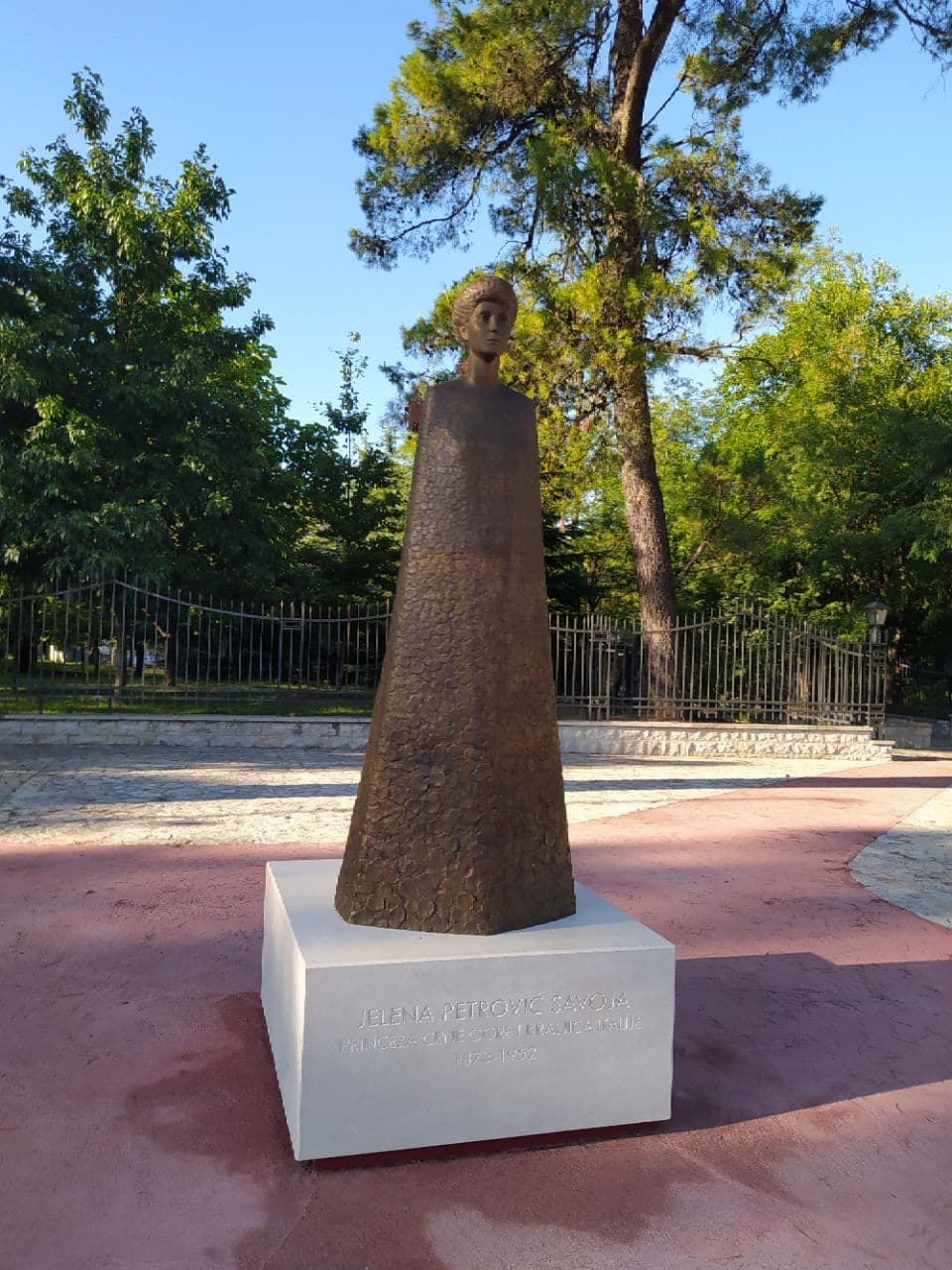
Памятник Елене Савойской
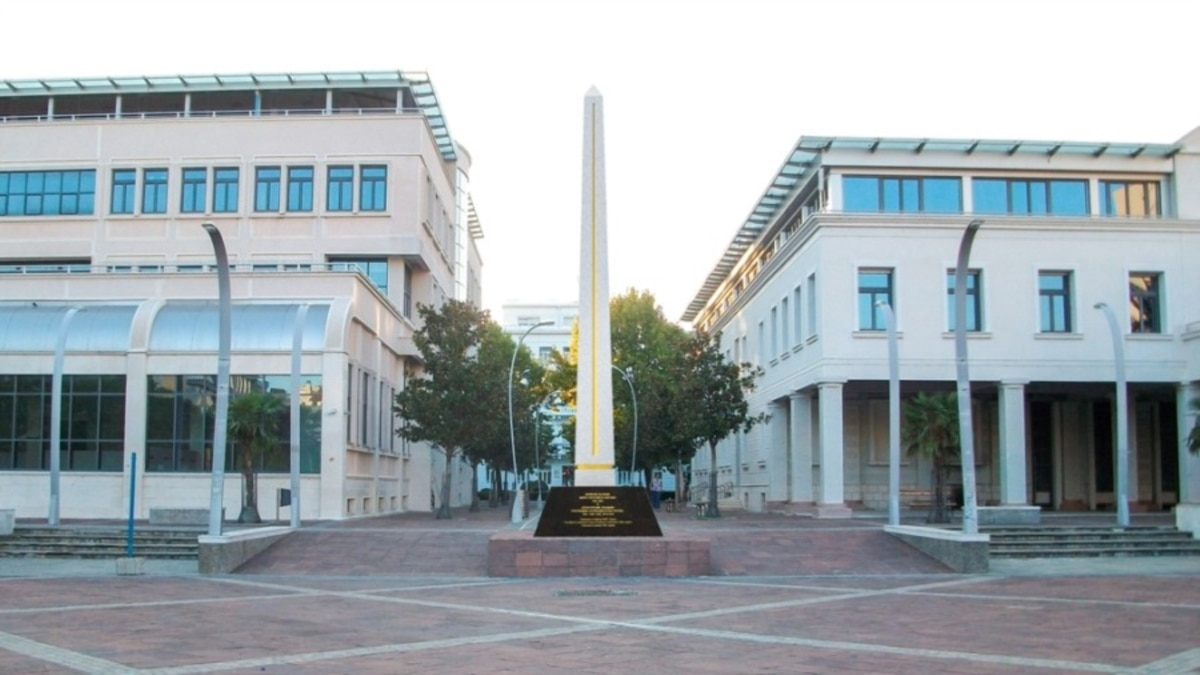
Памятник Мирко Петровичу
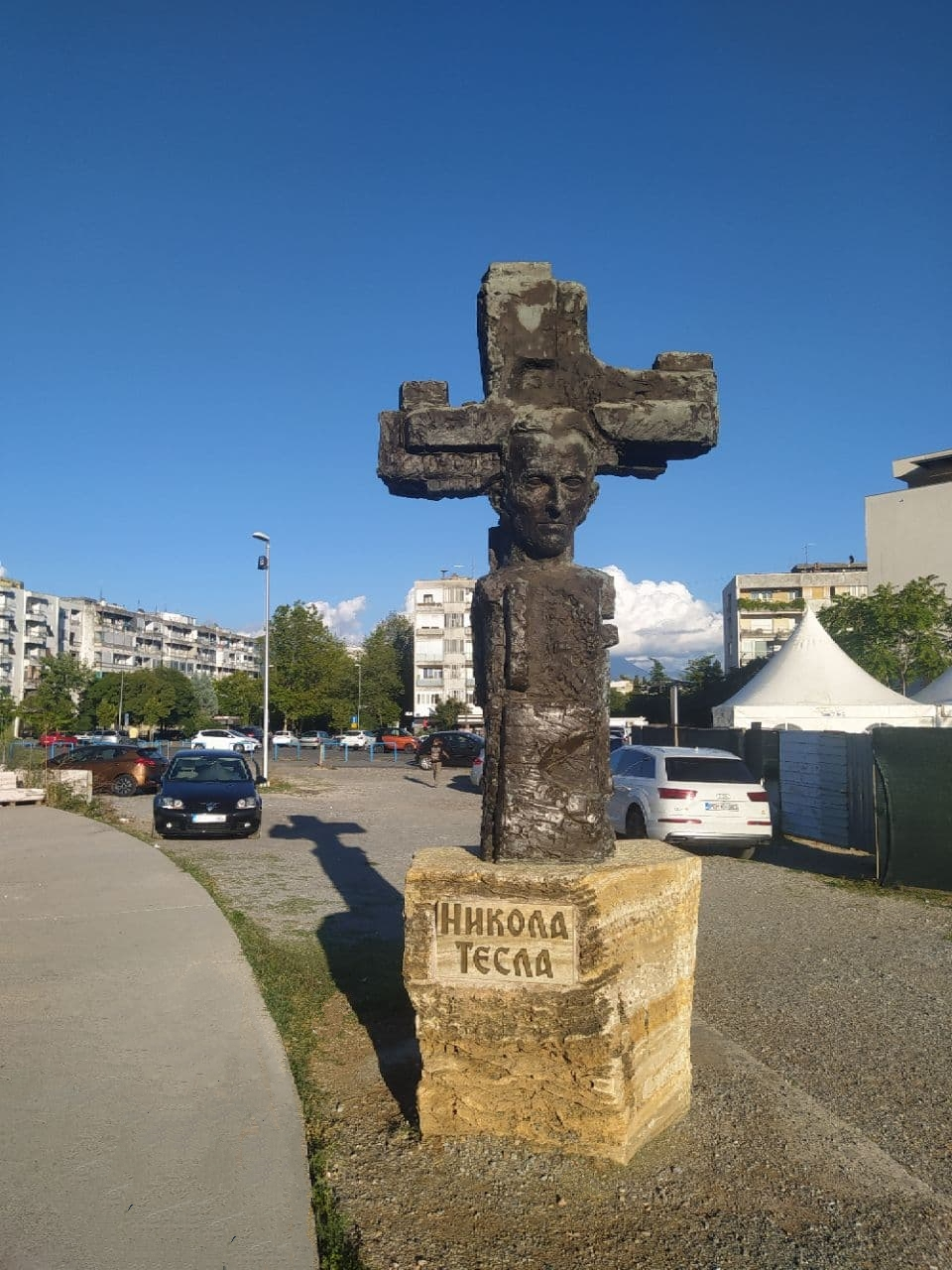
Памятник Николе Тесле
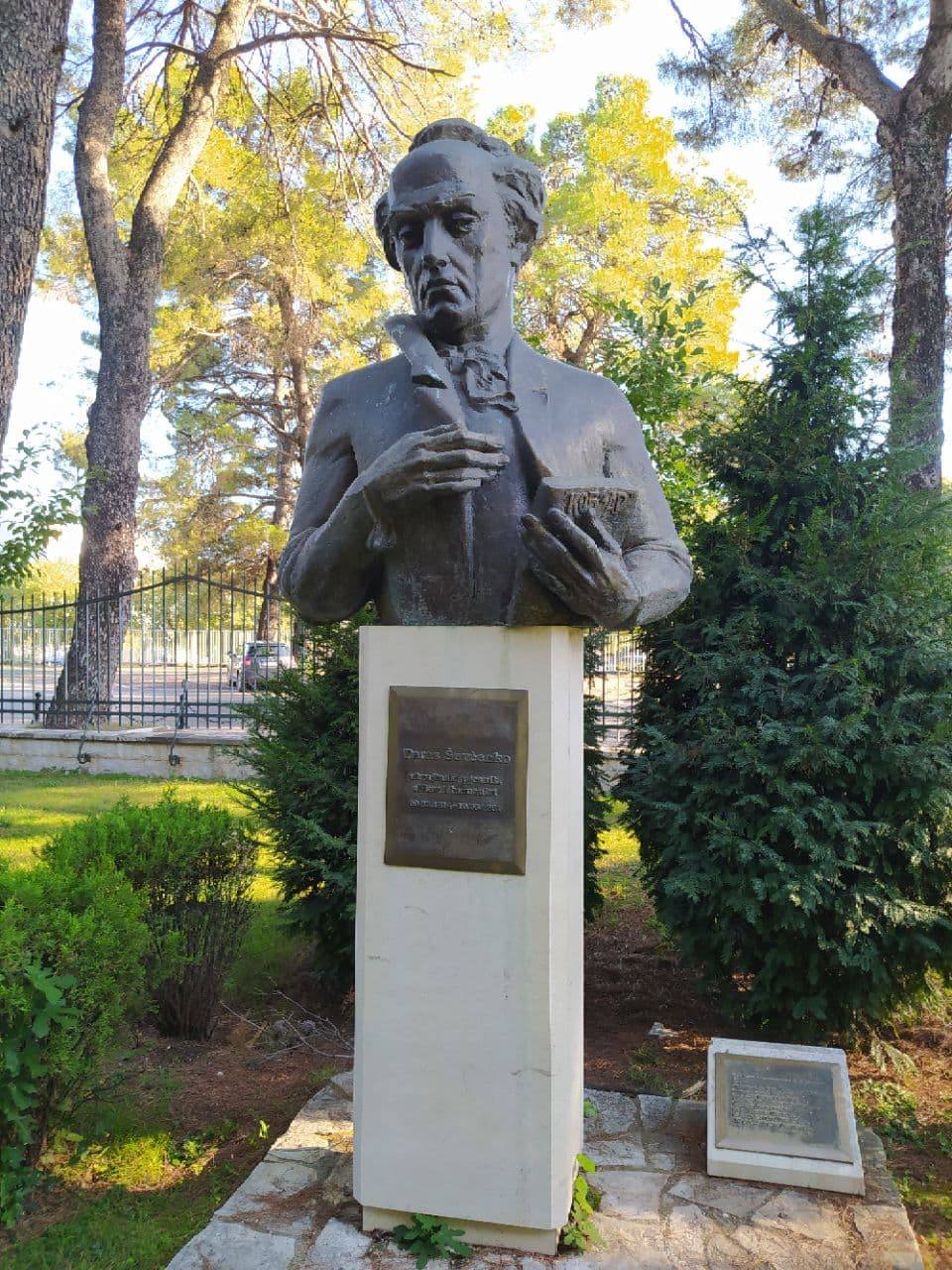
Памятник Тарасу Шевченко
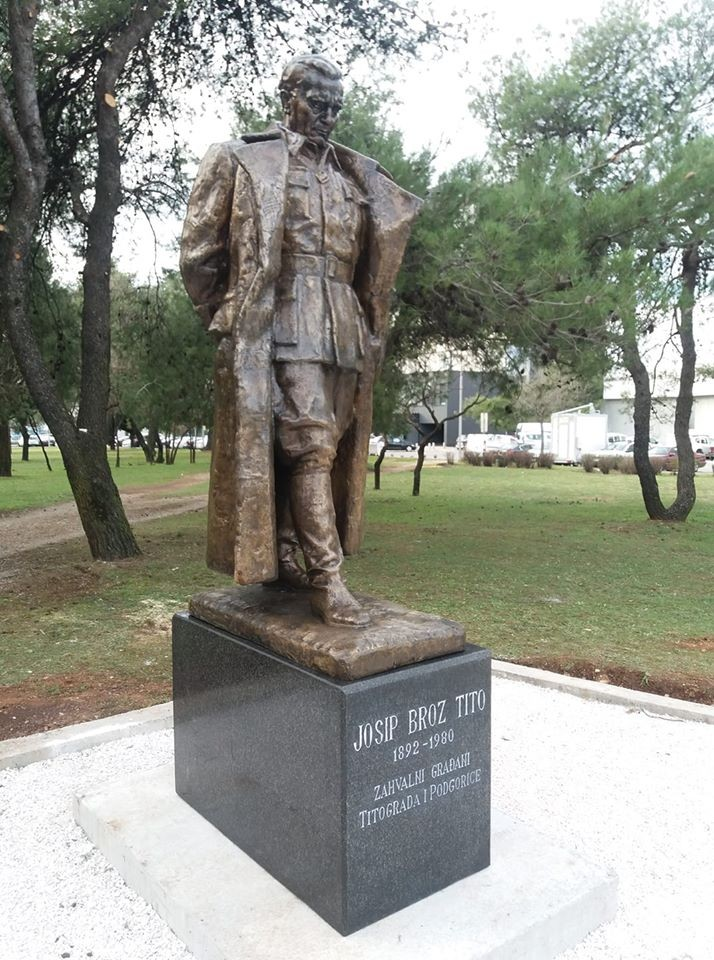
Памятник Иосипу Брозу Тито

- Памятник Тарасу Шевченко — градоначальник Подгорицы Миомир Мугоша и премьер-министр Украины Николай Азаров открыли в 2011 году в Детском парке на Крушеваце мемориальный бюст великого украинского поэта Тараса Шевченко. Памятник изготовил черногорский скульптор Ристо Радмилович. На открытии бюста Мугоша подчеркнул, что открытие памятника великому украинскому поэту, художнику и гуманисту является сильным подтверждением укрепления культурных и общих связей между Черногорией и Украиной[40].

- Памятник Иосипу Брозу Тито — памятник бывшему президенту социалистической Югославии установлен в 2018 году в парке рядом с мостом Блажо Йовановича на бульваре Святого Петра Цетинского. Монумент представляет собой отливку бронзовой фигуры Иосипа Броз Тито, перемещенную в парк из мемориальной комнаты в казармах района Маслине, где он находился раньше. Бывший руководитель Югославии возвышается на мраморном постаменте. Памятник выполнен скульптором Антуном Аугустинчичем, размер фигуры 201,5x96x104,5 см. На постаменте памятника выбит текст: «Иосип Броз Тито 1892—1980, благодарные граждане Титограда и Подгорицы». Памятник был открыт по предложению градоначальника Подгорицы Ивана Вуковича, что вызвало резкий протест его политических оппонентов. Представители оппозиции на заседании местного парламента отметили, что Тито виновен в репрессиях инакомыслящих и политических противников, создании лагеря для политзаключённых на острове Голи-Оток. Также было заявлено, что именно Иосип Броз несёт прямую ответственность за многочисленные убийства в Черногории, потому что он приказал бомбить Подгорицу в 1944 году. Кроме того, бывший президент Югославии был обвинён в намеренном ослаблении Сербии для укрепления союзного государства[41].

- Памятник Йовану Томашевичу — памятник основателю коммунистической партии Черногории установлен во времена социалистического Титограда. Находится в сквере между улицей Йована Томашевича и бульваром Святого Петра Цетинского.

- Памятник воеводе Мирко Петровичу и черногорским воинам, участвовавшим в освободительных войнах — Обелиск, расположенный на площади Независимости, открыт 13 июля 2017 года. Он сделан по образцу оригинального, который был установлен 8 ноября 1886 года, когда король Никола I лично открывал благоустроенную площадь в центре Мирковой (Новой) Вароши. Это был один из первых общественных памятников Черногории. Оригинальный монумент снесли 6 января 1919 года после свержения династии Петровичей и упразднения черногорского государства. Автором восстановленного памятника является академический художник Димитрие Попович. Сам обелиск весит 18 тонн и сделан из ценного кристально белого прилепского мрамора.

- Памятник Николе Тесле — бронзовый крест с изображением великого ученого работы белградского художника и скульптора Драгана Раденовича установлен на левой стороне соборного храма Христова Воскресения в 2016 году.

- Памятник невинным жертвам Подгорицы в Первой и Второй мировых войнах — в самом центре города, в тихом жилом квартале, находится мемориал, свидетельствующий о разрушительном прошлом города. Подгорицу бомбили с воздуха в Первой и Второй мировых войнах, в городе трагически погибло большое количество жителей. Одна из многочисленных бомб, обнаруженная и обезвреженная во время строительства новых зданий, является неотъемлемой частью памятника, посвящённого невинным жертвам бомбардировок. Памятник, созданный известным подгорицким архитектором Василием Кнежевичем, был открыт 19 декабря 1994 года в честь празднования 50-летия освобождения Подгорицы от фашистских оккупантов. Он посылает четкое визуальное сообщение об огромных человеческих и материальных жертвах войны.

- Памятник жертвам лагеря Голи-Оток — памятник у автовокзала Подгорицы на одноимённой площади был установлен в 1991 году. Он посвящён жертвам политической тюрьмы Голи-Оток. По официальным данным, через лагерь Голи-Оток прошло 3399 граждан Черногории, из них 130 женщин. Большинство заключённых было из Сербии-44 %, а на втором месте-черногорцы — 21,5 %. По сравнению с количеством населения черногорцев в тюрьме Голи-Оток содержалось больше, чем представителей других народов Югославии[42]. Памятник представляет собой камень с выбитой надписью «1991 Пусть будет вам слава, мученики».

- Памятник жертвам войн 1990-х годов на Балканах — открыт в 2011 году в парке Побрежье в Подгорице на 16-годовщину геноцида в Сребренице. Памятник в виде стеклянной доски на постаменте из двух каменных блоков был посвящён всем жертвам Гражданской войны на территории бывшей Югославии с 1991 до 2001 годы. Вандалы неоднократно повреждали памятный знак[43], поэтому в 2015 году власти Подгорицы приняли решение реконструировать памятник, увеличив его размеры и прочность. Теперь он стал состоять из двух высоких каменных столбов, объединённых плитой с высеченными словами о недопущении повторения тех страшных событий[44].

### Архитектурные и историко-культурные достопримечательности

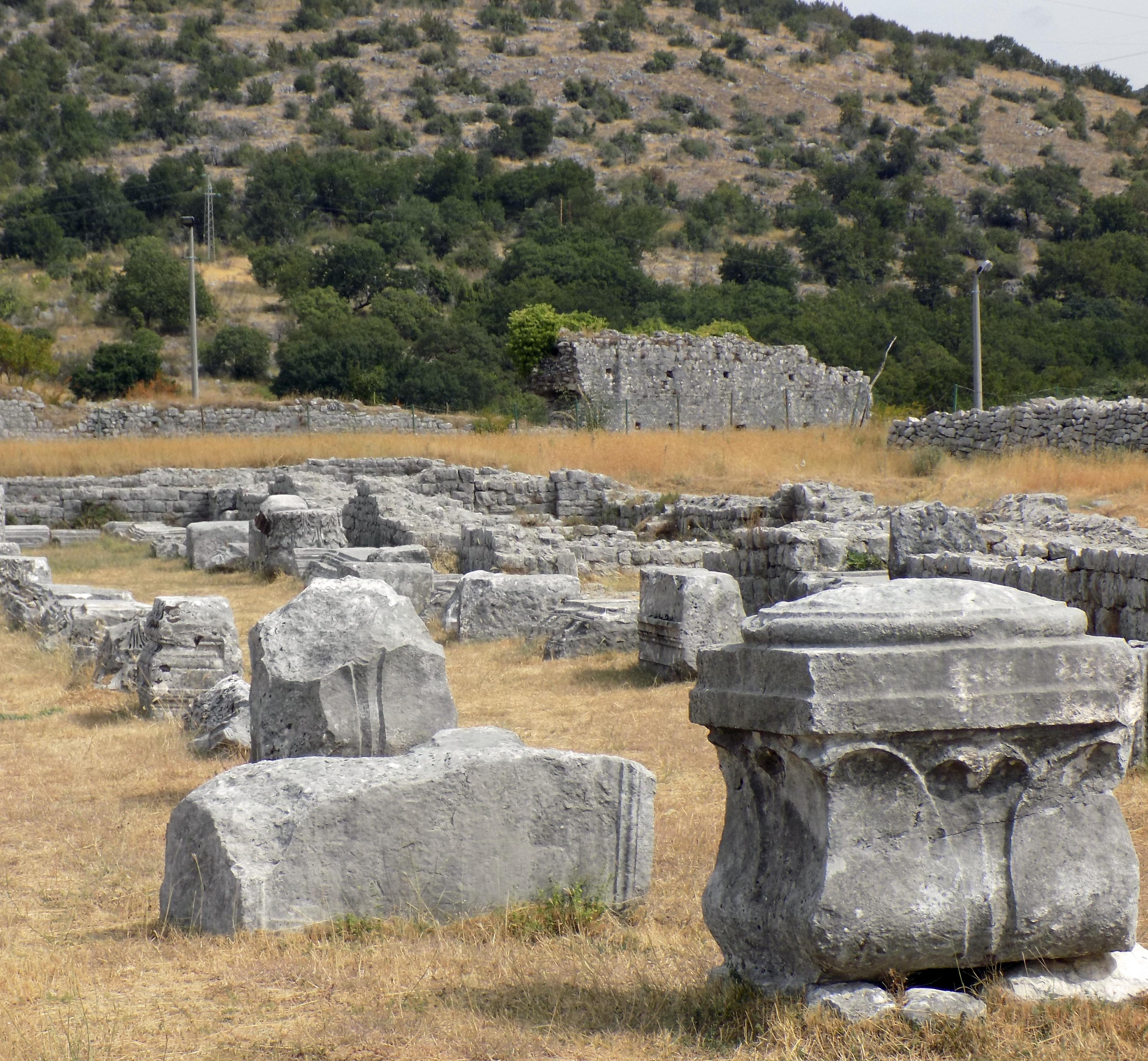
Руины древнеримского города Диоклея.
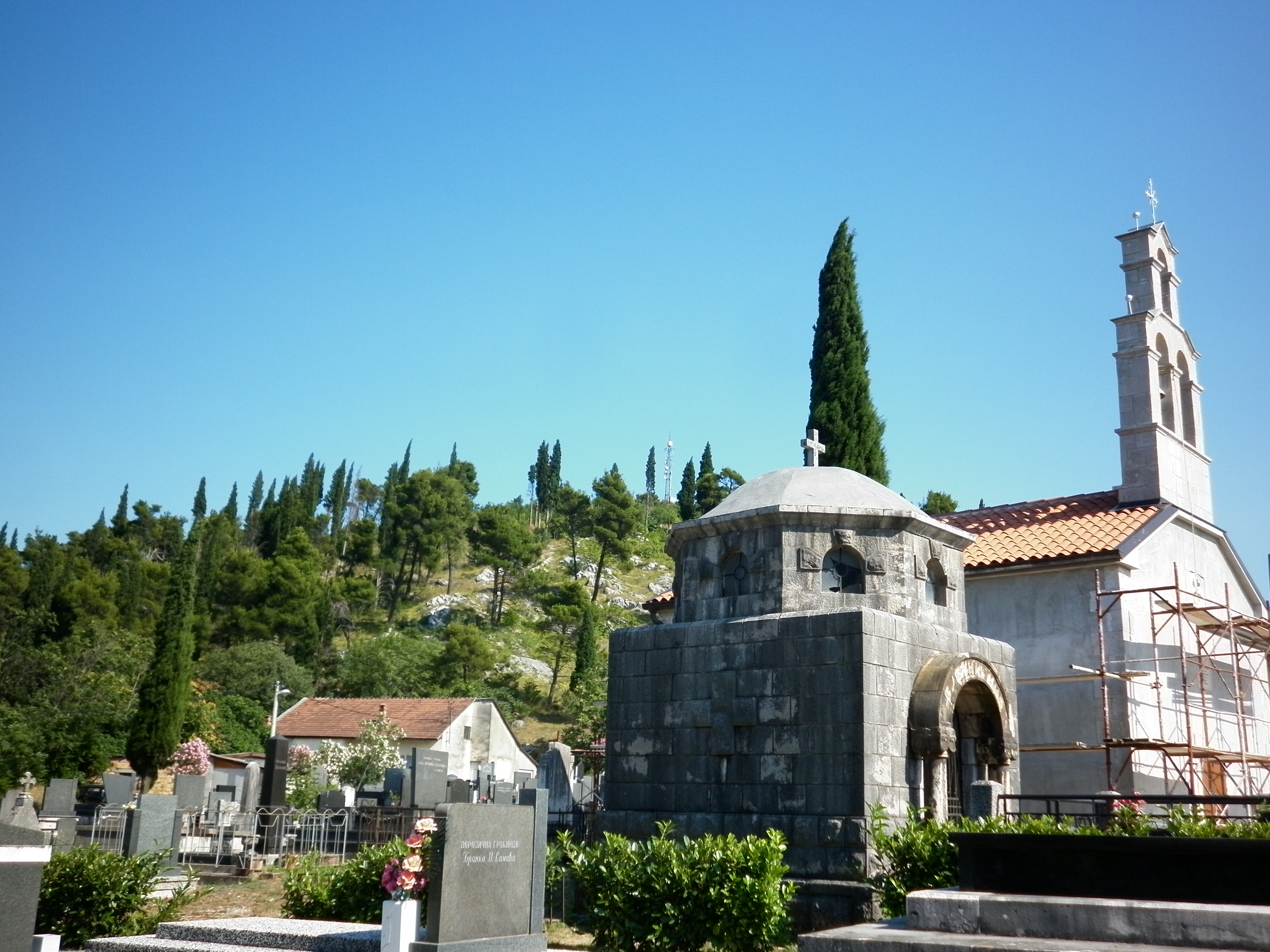
Церковь Рождества Пресвятой Богородицы в Чепурцах (1890 год).
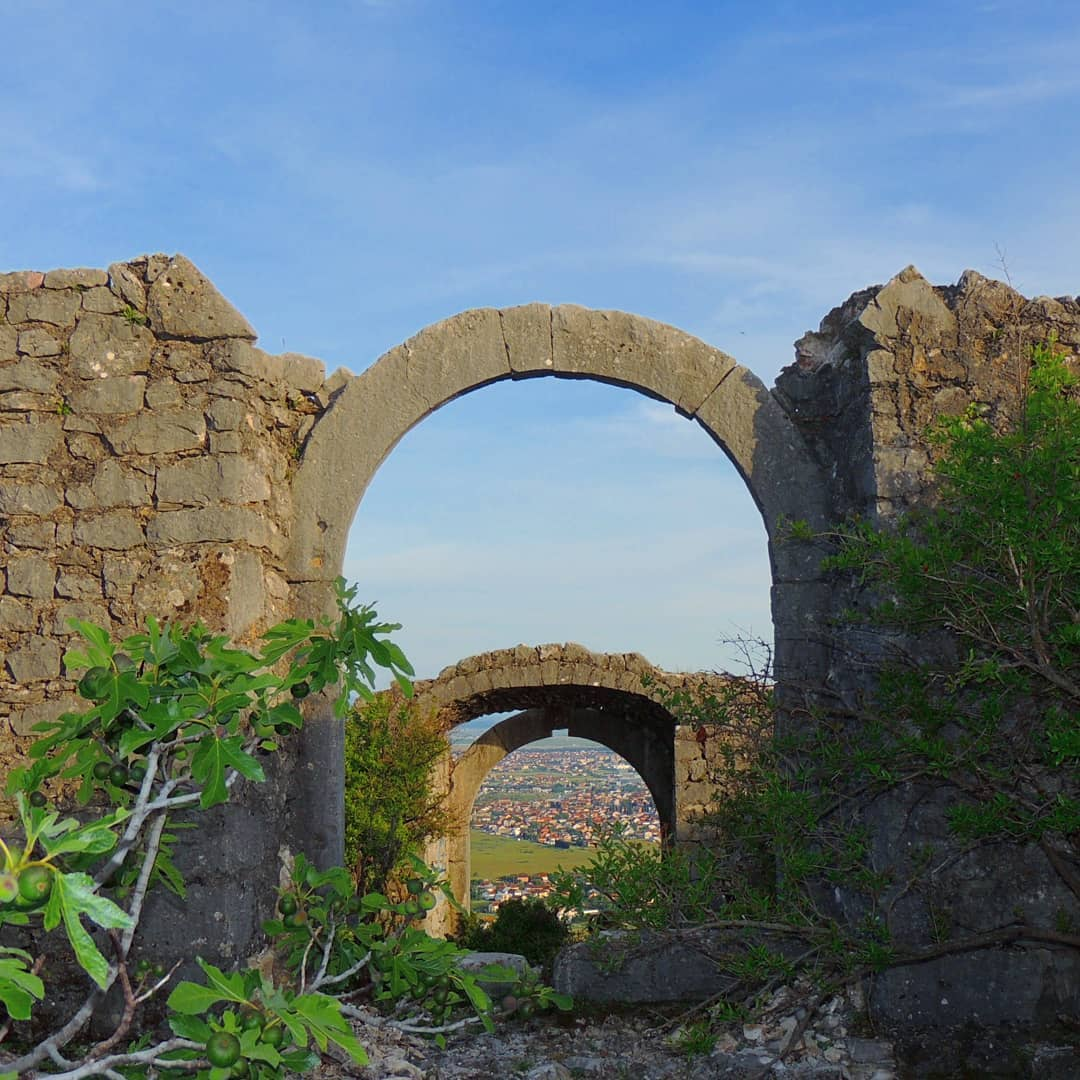
Руины крепости «Црвена стена».
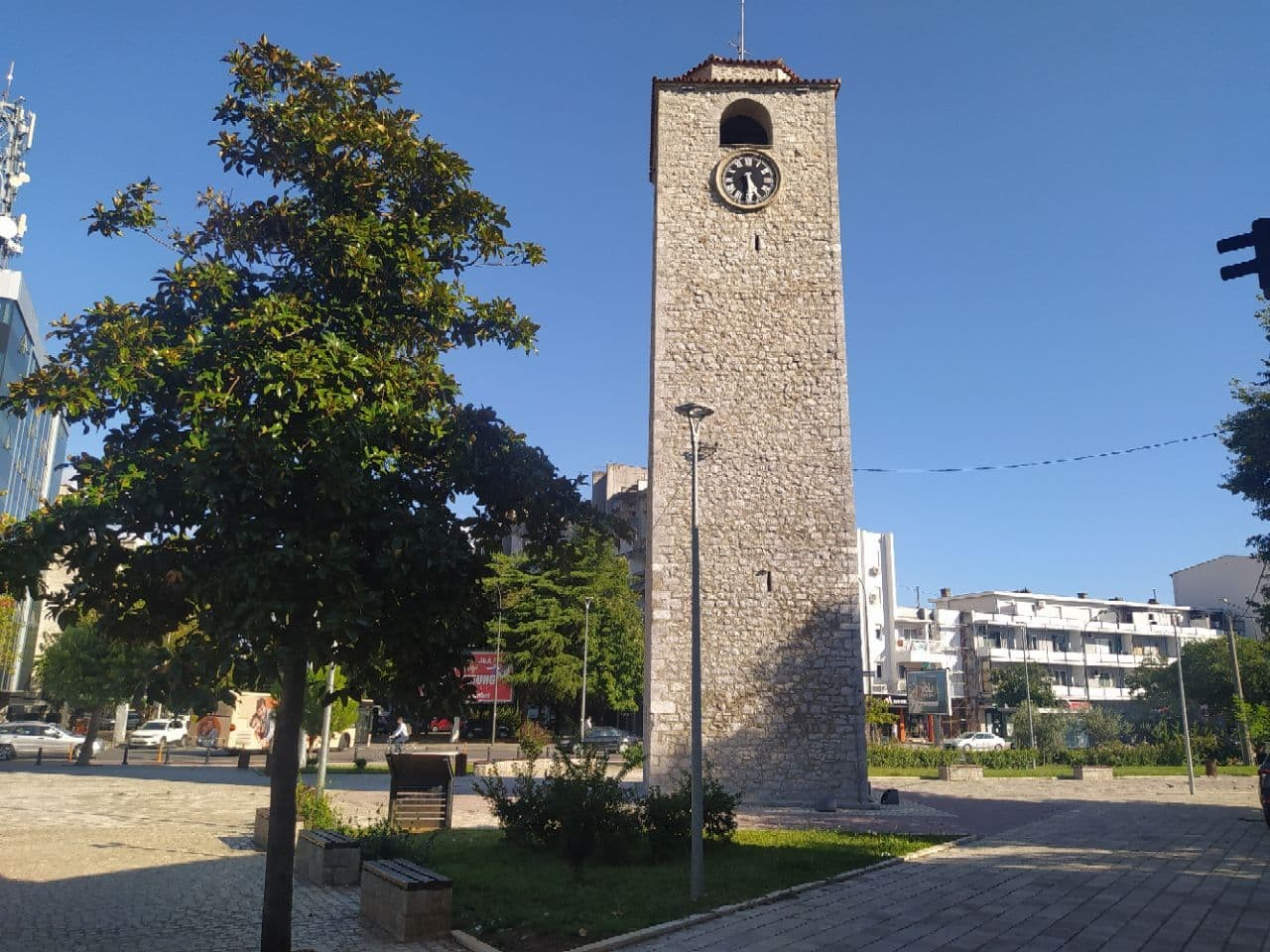
Часовая башня (Сахат-Кула).
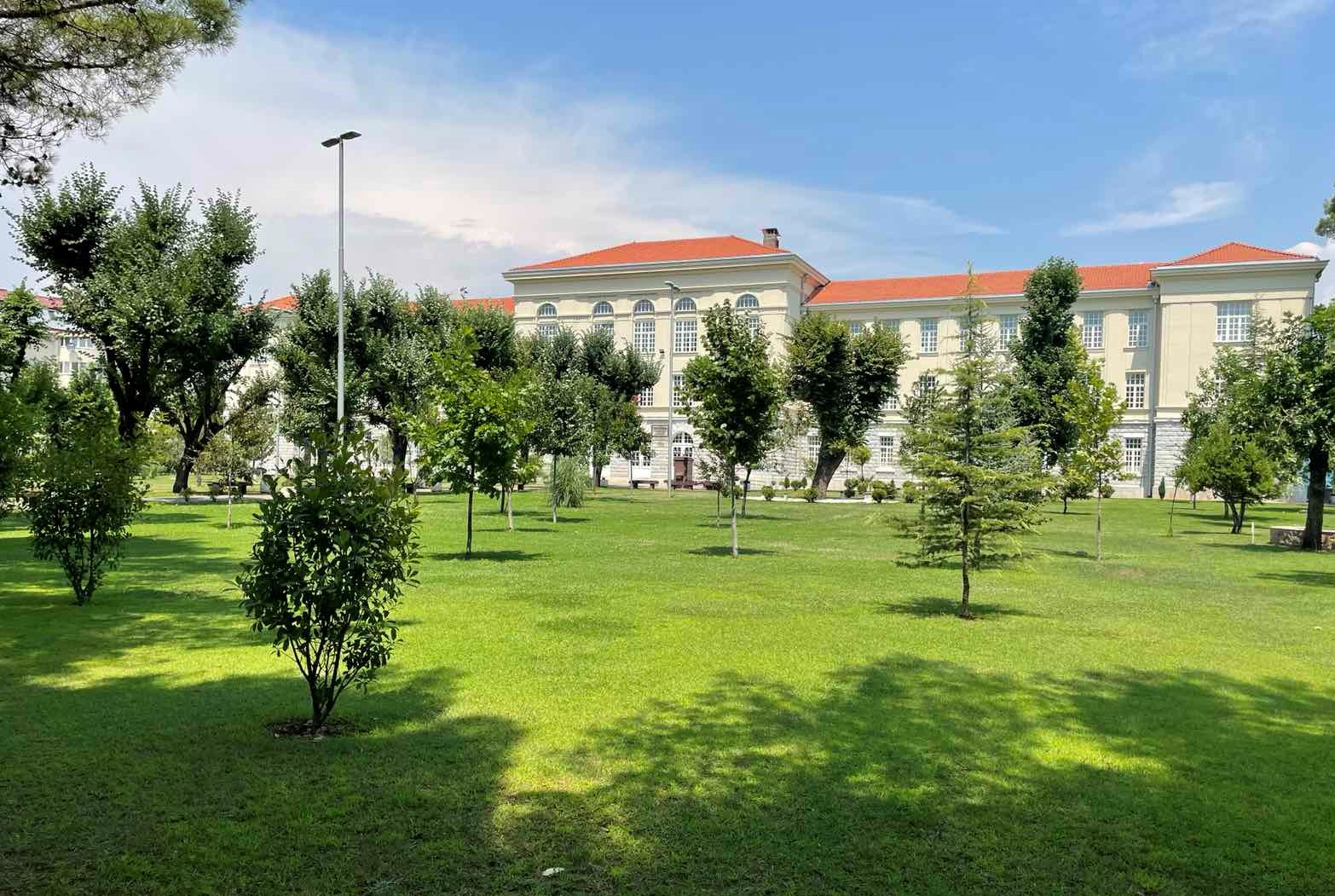
Здание гимназии «Слободан Шкерович».
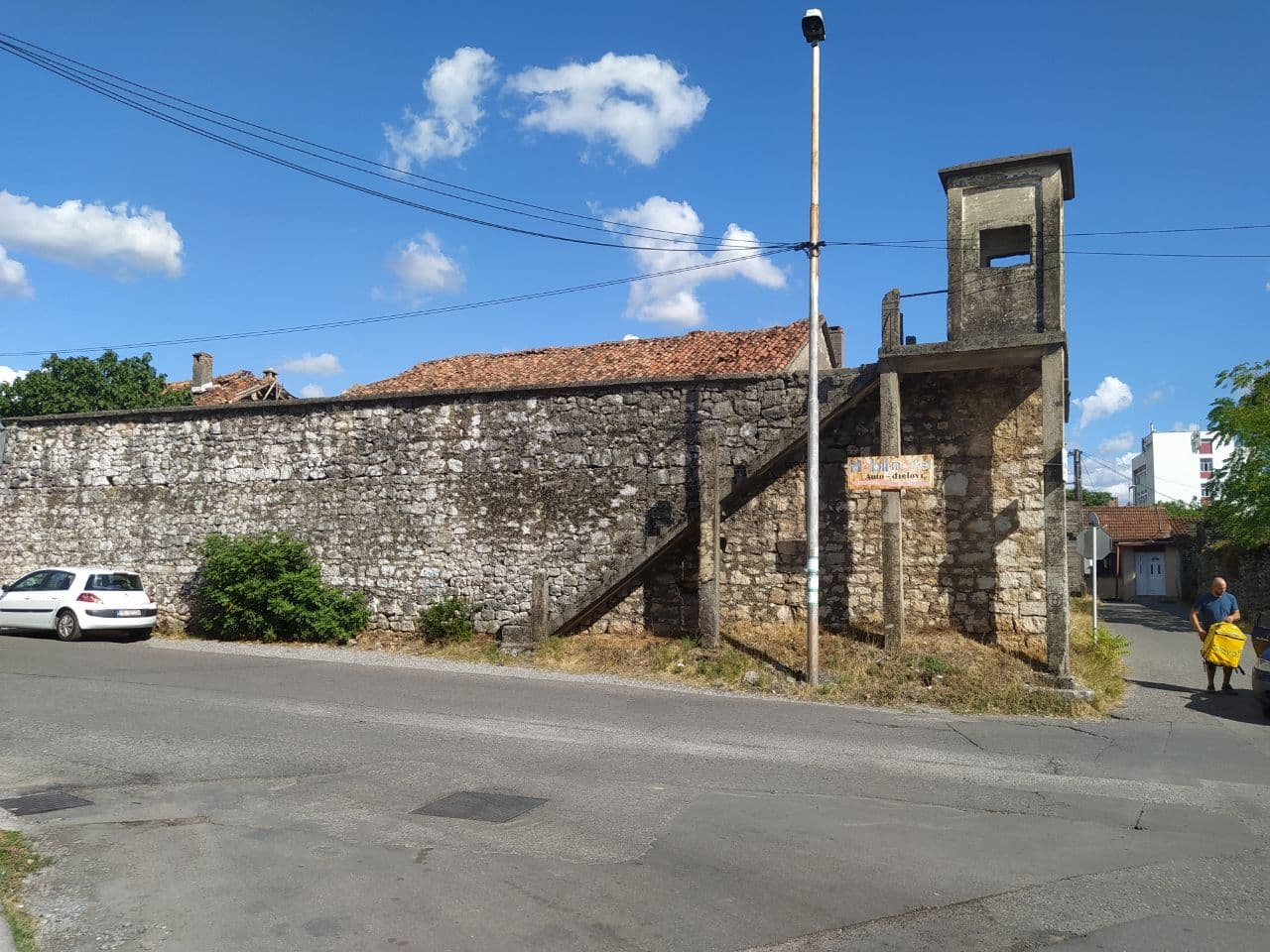
Старинная тюрьма Юсовача (руины).
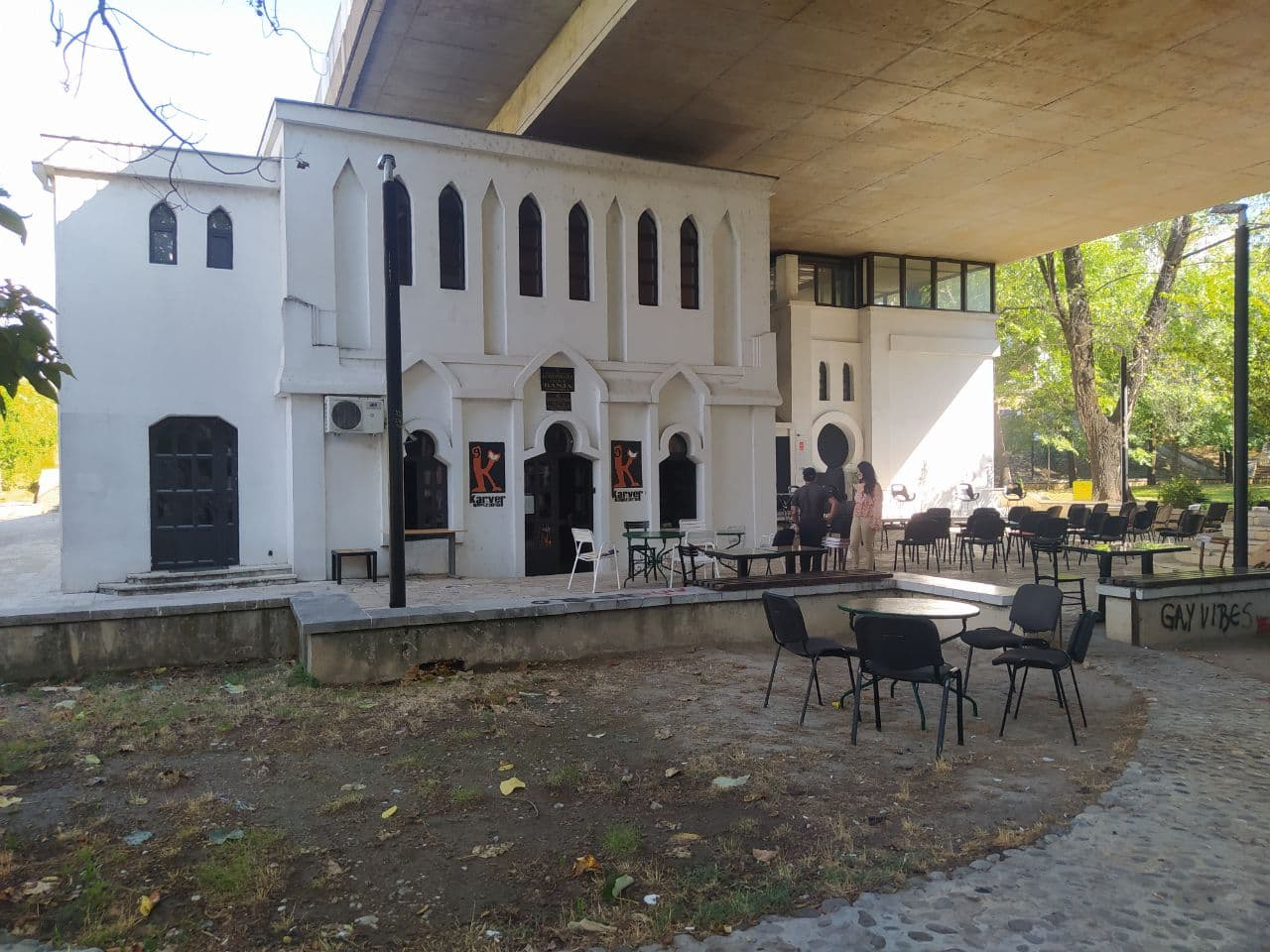
Турецкая баня
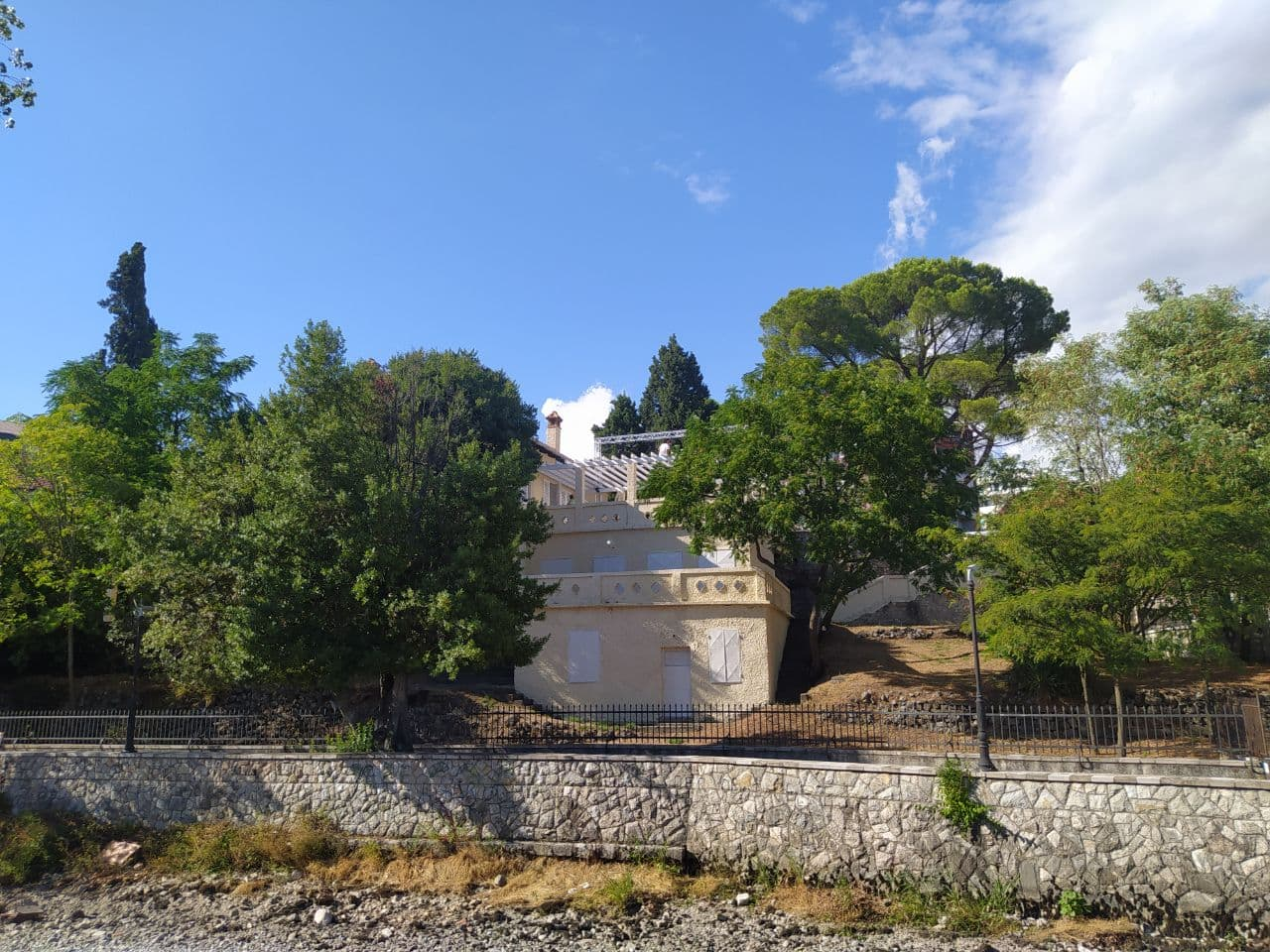
Дом Ристо Куслева
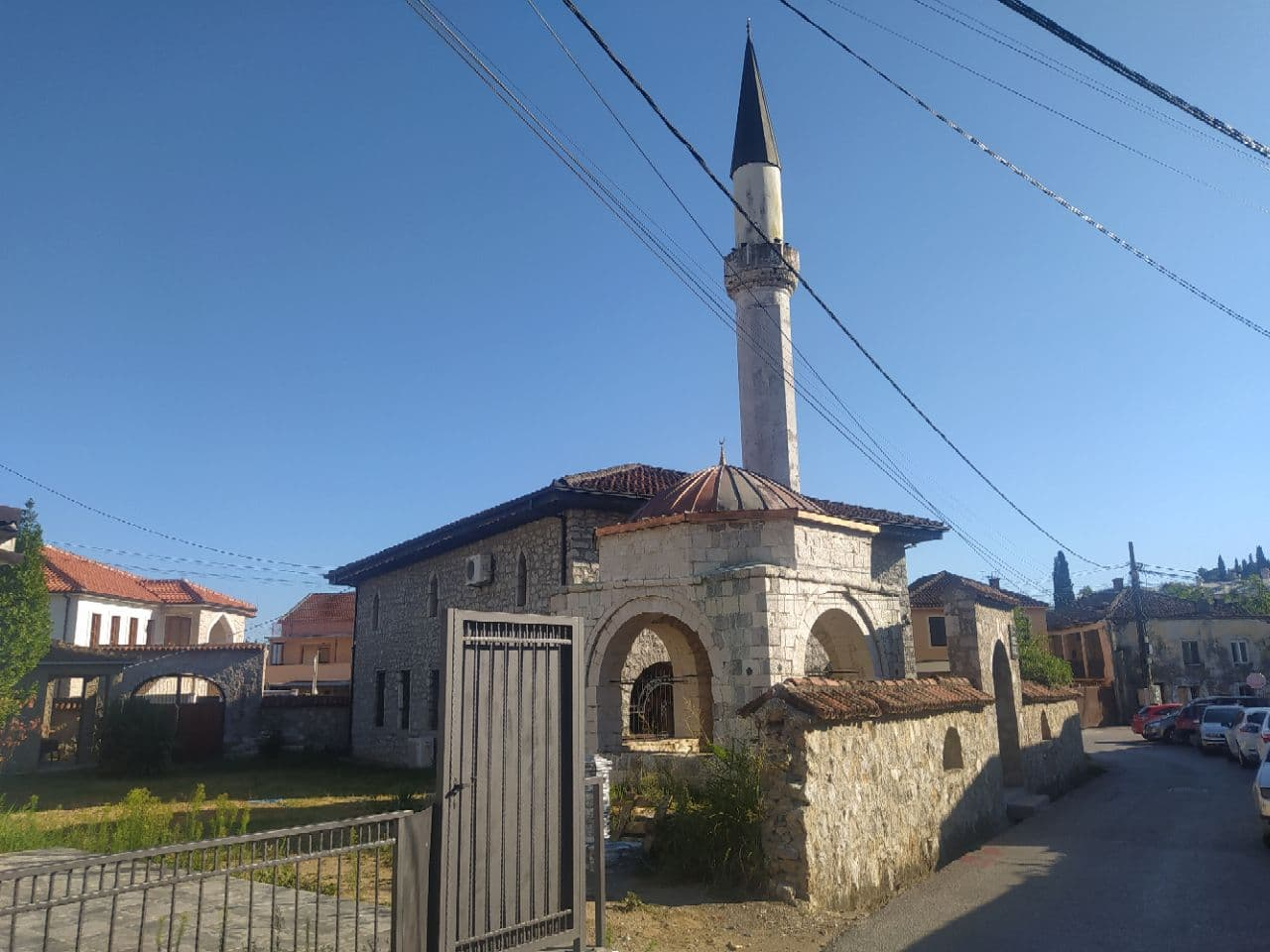
Мечеть Османагича
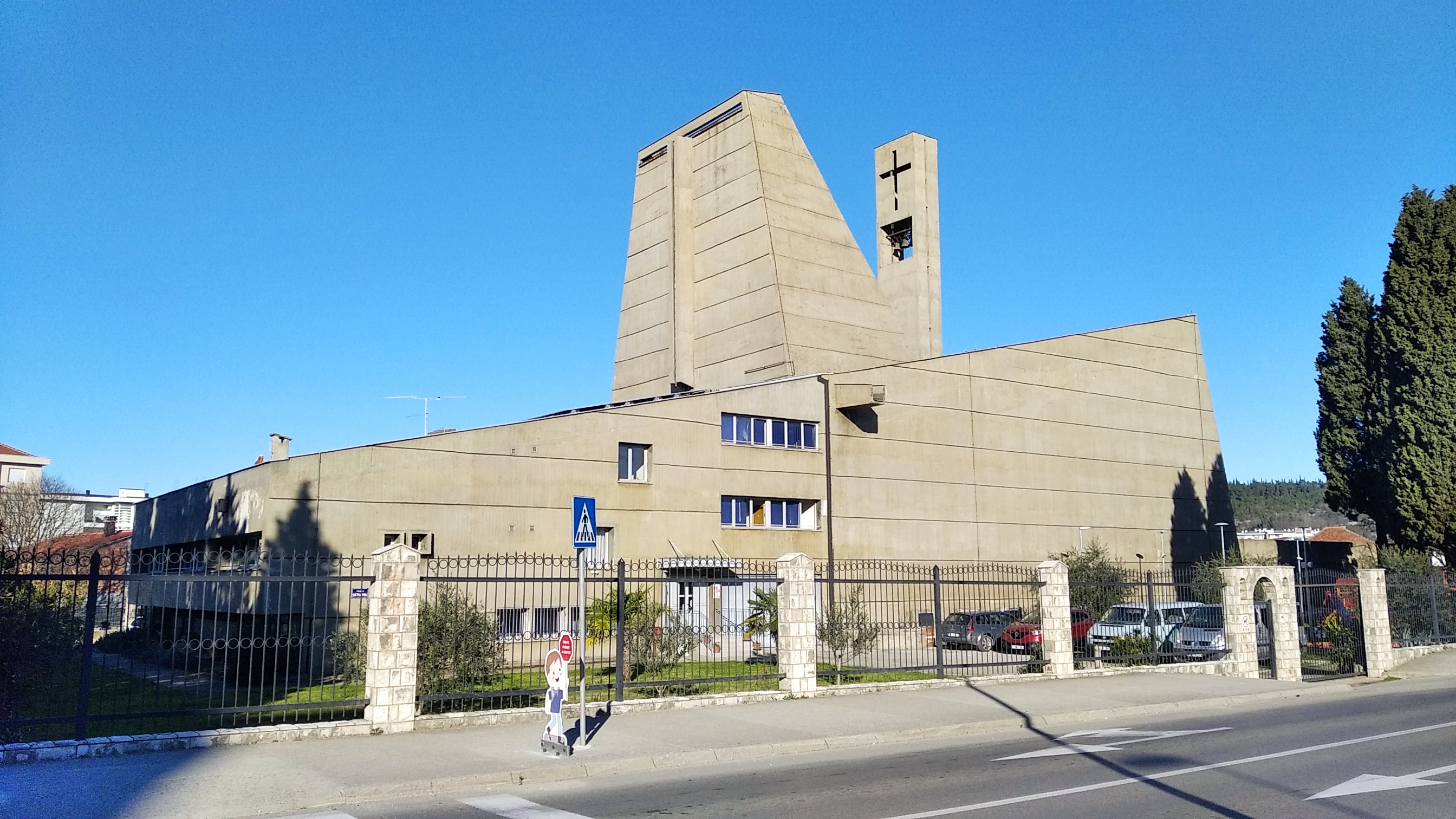
Католическая церковь Пресвятого Сердца Иисуса в архитектурном стиле брутализм.
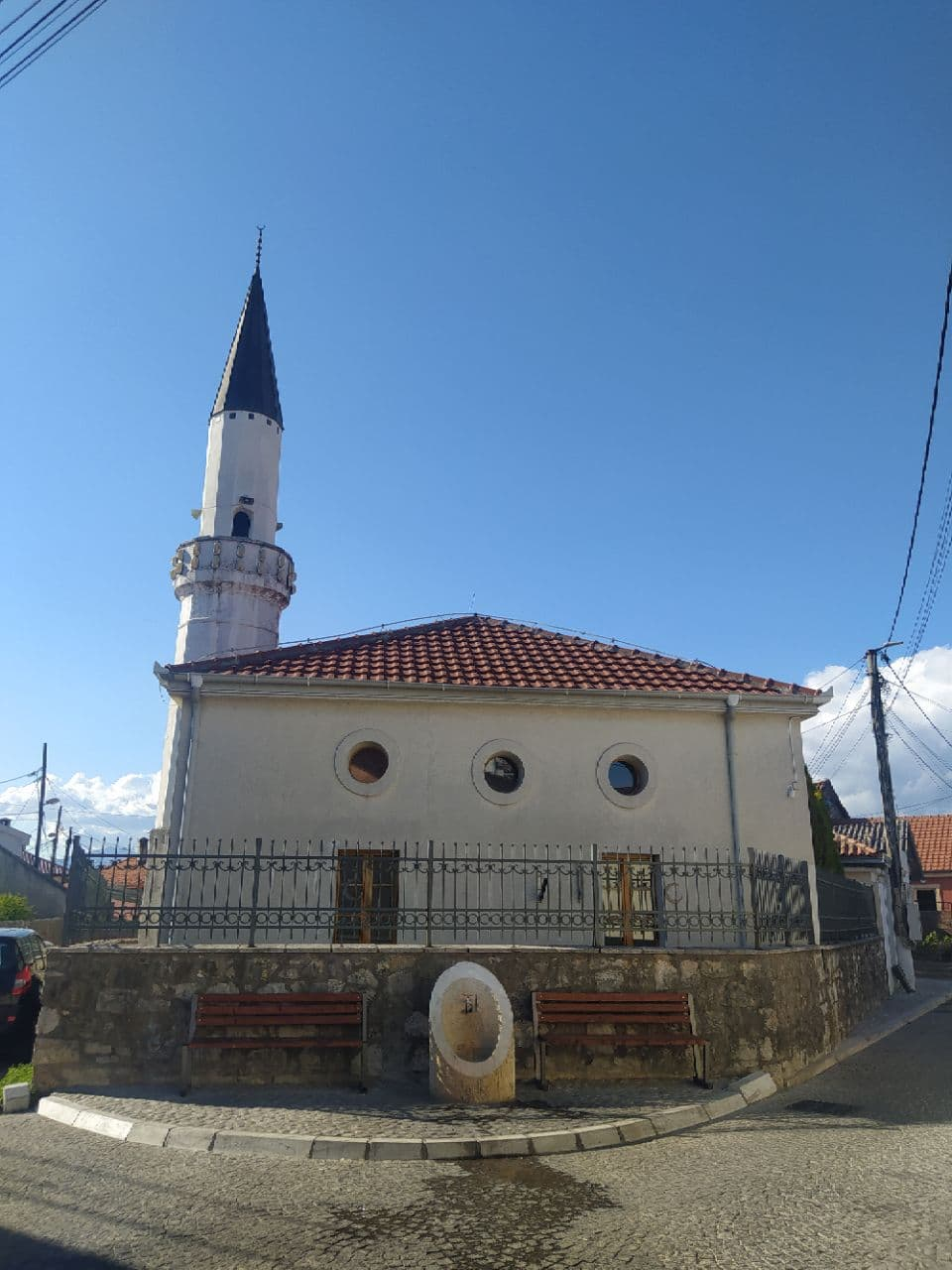
Стародоганьская мечеть
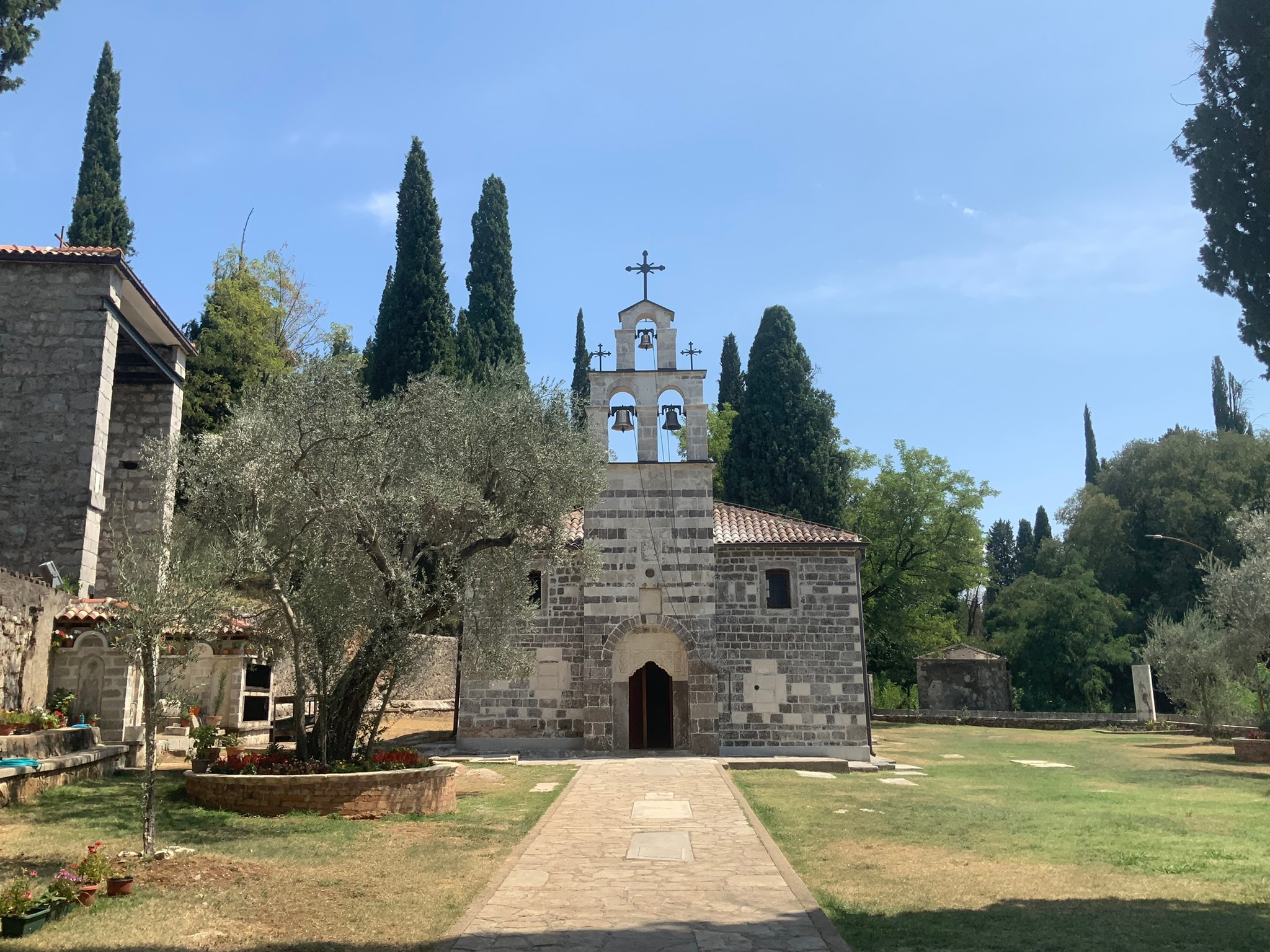
Церковь Святого Георгия
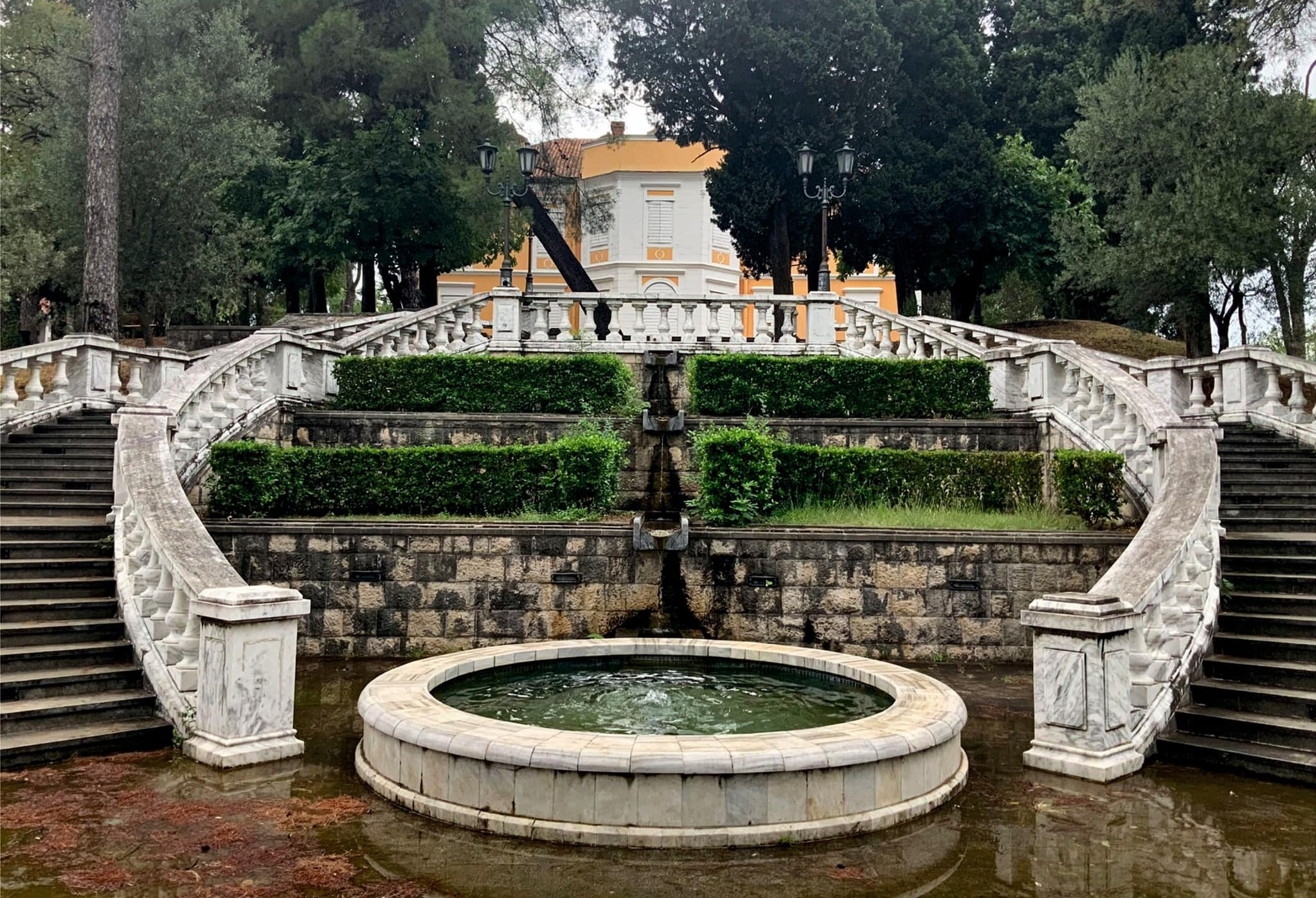
Дворец короля Николы
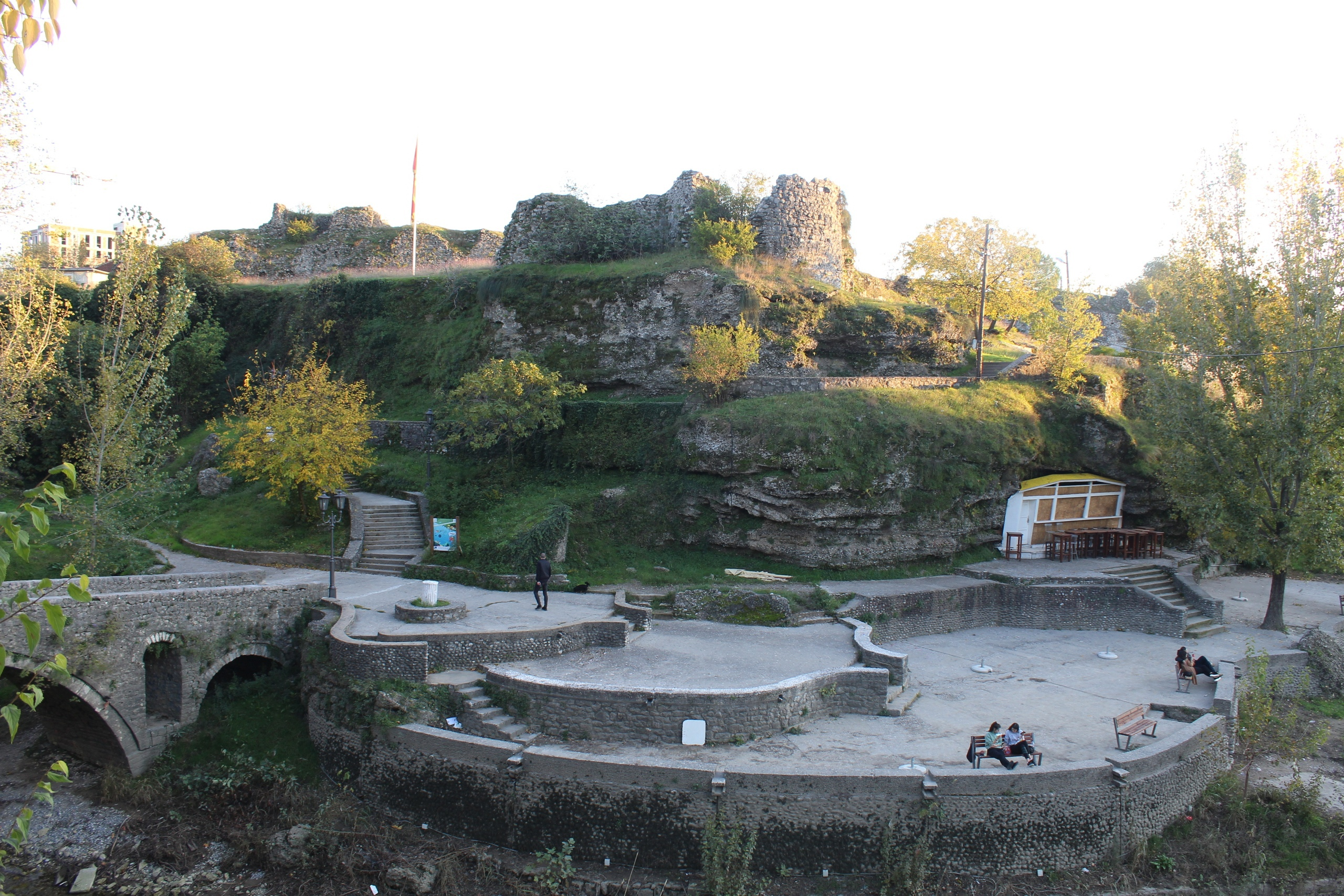
Крепость Рыбница
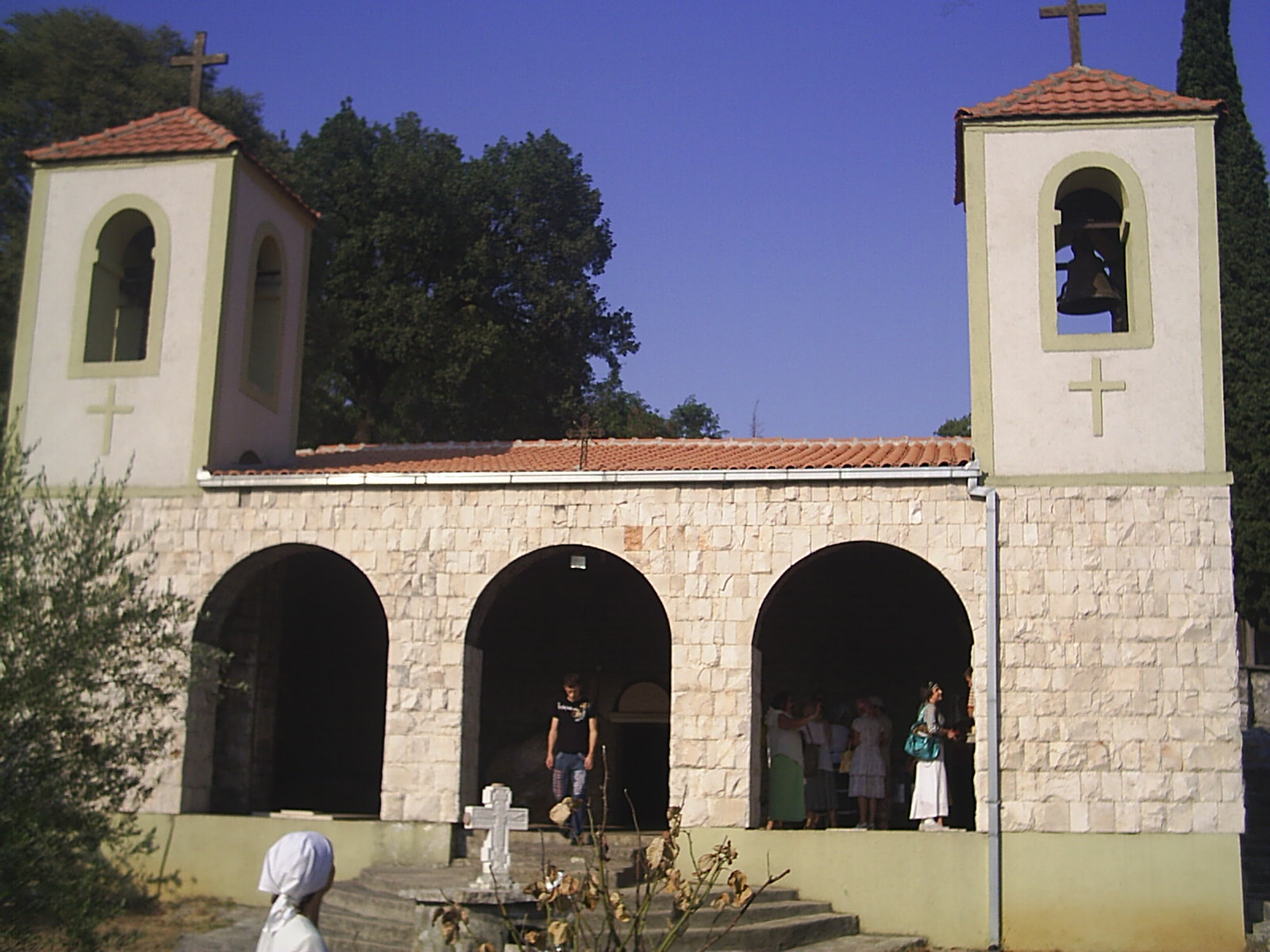
Монастырь Дайбабе
Собор Воскресения Христова
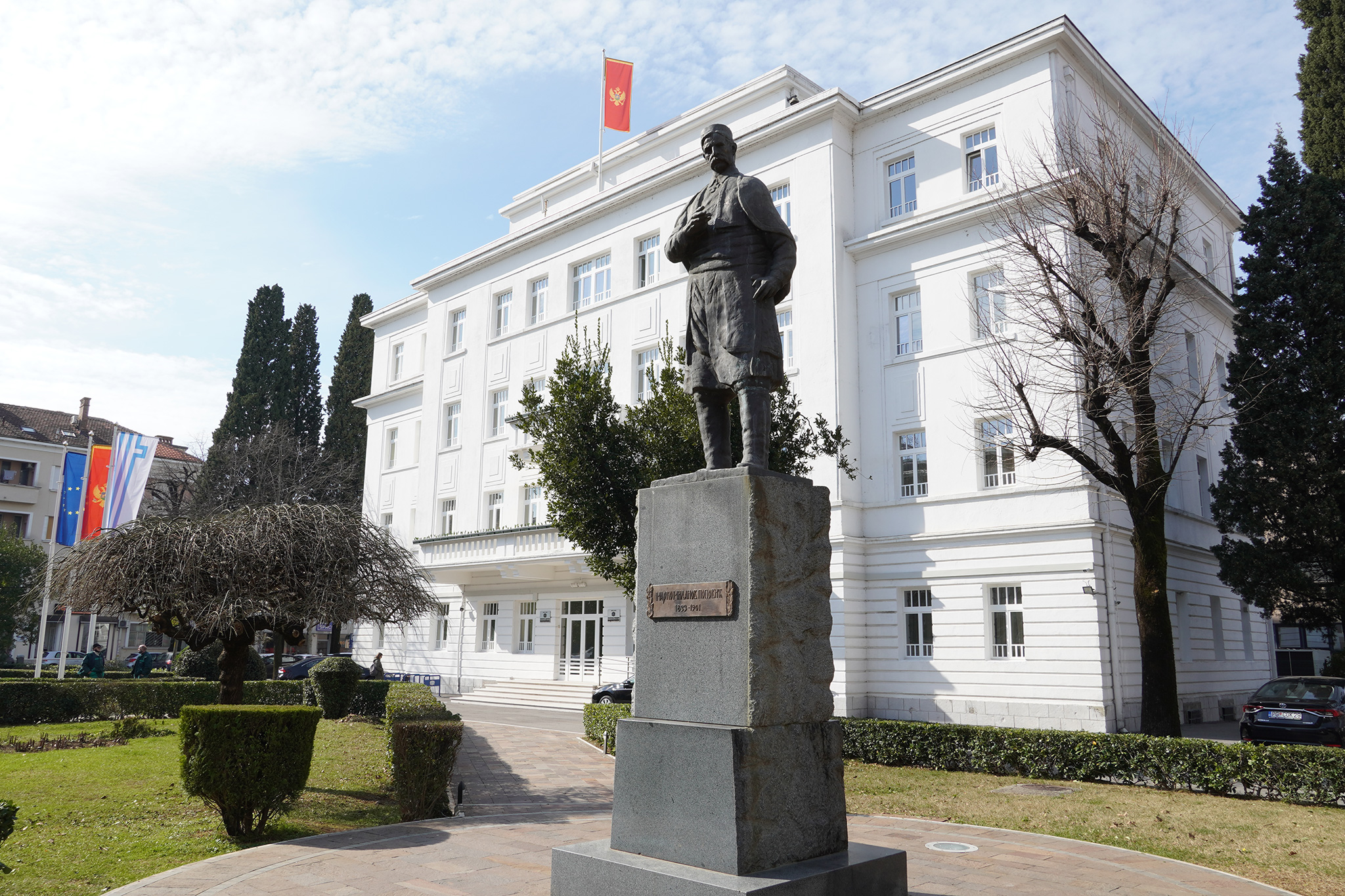
Здание администрации Подгорицы
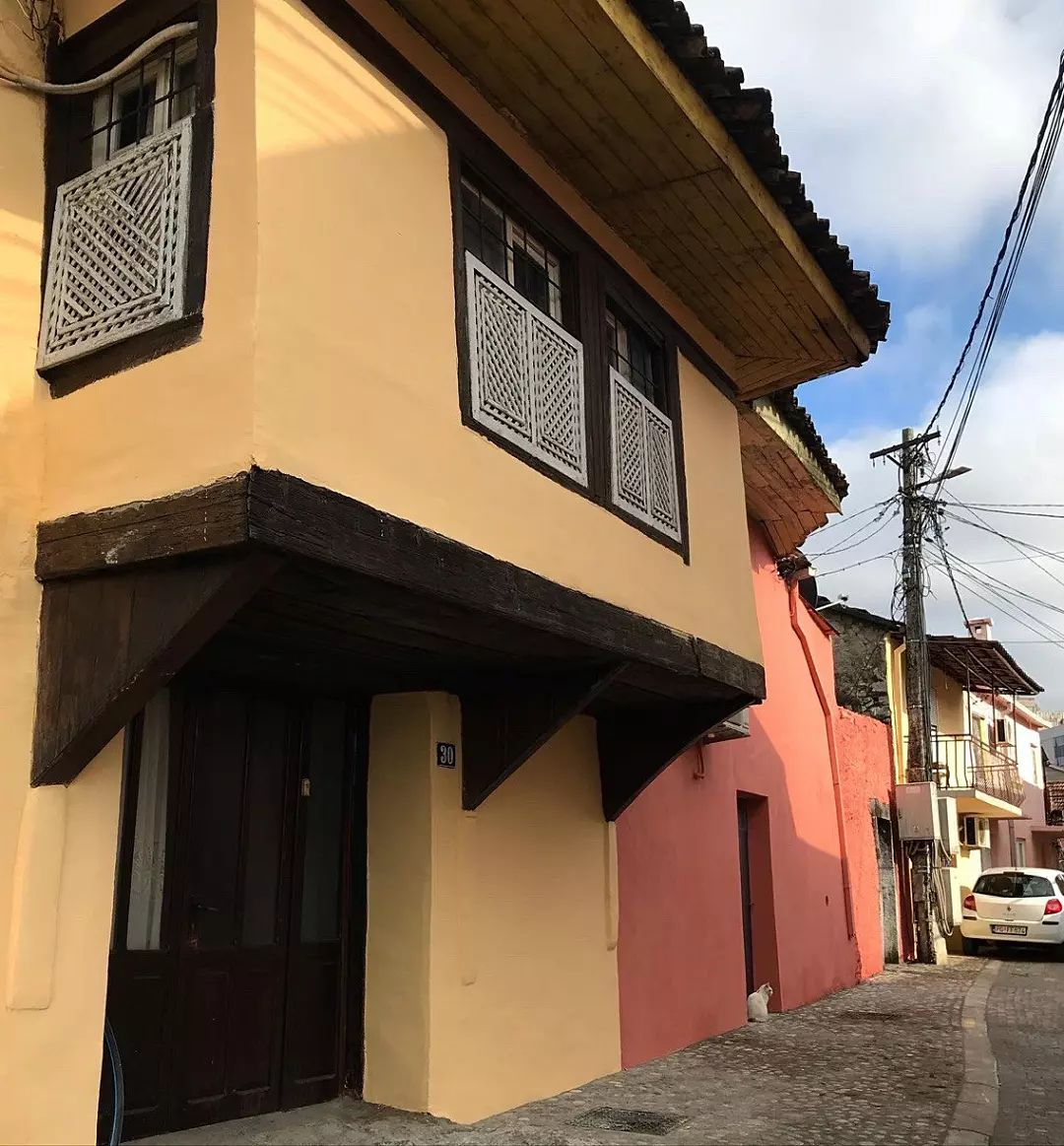
Чардак Крпулевича
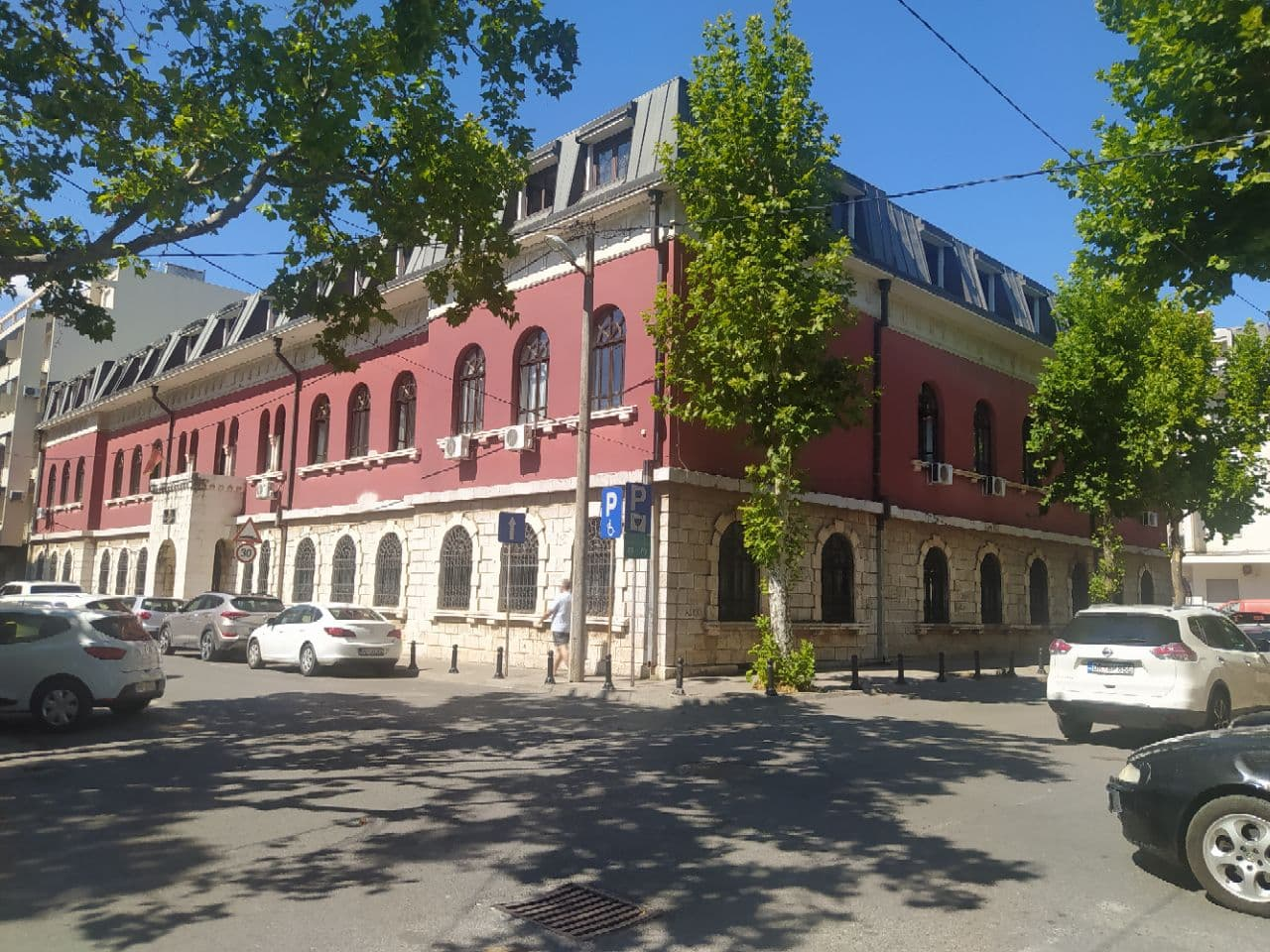
Здание ремесленной школы

- Дом Ристо Куслева — историческое здание в центре Подгорицы, построенное в начале XX века. Дом принадлежал македонскому стоматологу доктору Ристу Куслеву, который после окончания учёбы в 1908 году, приехал работать в княжество Черногория. В 20-х годах XX века стоматолог построил на правом берегу Рибницы дом с просторными верандами и террасами, в котором разместил стоматологическую клинику. Дом является одним из немногих объектов в Подгорице с сохранившейся аутентичной балканской архитектурой первых десятилетий XX века. Одно из старинных зданий, которое пережило бомбардировку 1944 года. После Второй мировой войны дом использовался для различных целей, дольше всего для нужд музея города, которому он принадлежит до сих пор. Интерьер дома рассказывает о жизни и работе знаменитого дантиста, который жил и работал в Подгорице до конца своей жизни. В 2021 году дом Куслева был полностью реконструирован[45].

- Мечеть Османагича — мечеть была построена в конце XVIII века Мехмед-пашой Османагичем. На её заднем дворе сейчас находится могила Мехмеда-паши. Позже мечеть также стали называть мечетью Лукашевича, по фамилии семьи, которая заботилась об этом религиозном сооружении. Во время Второй мировой войны мечеть была сильно повреждена при бомбардировке города. В послевоенные годы руины мечети использовались для свалки мусора. В 1997 году религиозный объект был полностью отреставрирован и сейчас это действующая мечеть под защитой государства[46].

- Стародоганьская мечеть (мечеть Скендер Чауша) — согласно турецким источникам, мечеть была построена в конце XV века на средства человека по имени Скендер Чауш. В дальнейшем мечеть содержалась местными торговцами, отсюда и её второе название — Стародоганьская. Во время Второй мировой войны Подгорица подверглась бомбардировке, и мечеть получила серьёзные повреждения. Как изначально выглядела эта мечеть, неизвестно, так как её неоднократно перестраивали. Последняя крупная реконструкция была проведена после землетрясения 1979 года. Несмотря на то, что мечеть является памятником культуры под защитой государства, большая часть расходов легла на исламское сообщество Подгорицы. Ремонт религиозного учреждения был также проведён в 1985 и 2008 годах, и сейчас Стародоганьская мечеть является главным центром исламской общины Черногории[47].

- Дом Чубрановича — после уничтожения чардака Абдовича (был построен около 1580 года) дом Чубрановича, вероятно, самый старый сохранивший дом старой Подгорицы, находится недалеко от Сахат-Кулы. Он был построен в 1630 году. После освобождения Подгорицы от турок (январь 1879 года) некоторое время также служил резиденцией первой местной администрации во главе с воеводой Марком Миляновым. Находится под правовой защитой как значительный культурно-исторический объект такого рода[48].

- Башня Бешлича — старинное фортификационное сооружение, построенное во времена Османской империи. Находится на левом берегу Морачи в районе Стара Варош. Высота башни составляет 4 метра. Подобных башен в Подгорице было шесть, но сохранилась только одна — Бешлича, получившая своё название по расположению рядом с домами и поместьями братства Бешлича. Во времена османского владычества из этого оборонительного сооружения стреляли пушки Рамадана. Этот мусульманский обычай знаменует собой конец поста и начало ифтара. Во время Второй мировой войны в непосредственной близости от башни располагались жилые помещения для солдат. Кроме того, рядом с ней были построены приюты для бедных. Это укрепление сейчас одна из главных туристических локаций, посещаемых в самой старой и красивой части Подгорицы — Стара Варош[49].

- Чардак Крпулевича — один из старейших домов Подгорицы, находится в районе Стара Варош возле Стародоганьской мечети. По некоторым данным, он был построен в конце XVI или начале XVII века. Другие источники говорят, что он был возведён в 1826 году. Согласно преданиям, в чардаке Крпулевича во время Рамадана организовывались ифтары. По инициативе исламской общины Черногории дом был отреставрирован[50].

- Мужской монастырь Лавра Симеона Мироточивого — возрожден одновременно со строительством храма Воскресения Христова, находится в историческом центре Подгорицы в районе Стара Варош на левом берегу реки Морача близ места впадения в неё реки Рибница. Монастырский храм датируется, предположительно, XV веком. В комплекс монастыря входят отреставрированная церковь св. Симеона Мироточивого, монастырский гостевой дом, где находится Духовный центр, а также дом Патриарха Сербского Гавриила (Дожича). На территории монастыря также установлен памятник Стефану Немане ‒ Преподобному Симеону Мироточивому. Памятник авторства скульптора Миодрага Живковича был открыт в марте 2018 года[51].

- Здание мужской ремесленной школы — построено в 1938—1941 гг. по проекту архитектора Петара Вукотича. В стилистическом плане автор вдохновлялся средневековой романской архитектурой, поэтому мужская ремесленная школа в Подгорице выполнена в аналогичной манере — с большими арочными окнами, выступающим крыльцом с колоннами, каменной обработкой фасада первого этажа. В послевоенный период здание было дважды реконструировано, сначала для приспособления для музейных помещений 1980-х годов, а затем для нужд художественной школы музыки и балета «Васа Павич» в 2001 году. В 2017 году здание получило статус культурного достояния[52].

### Природные достопримечательности
- Платан, посаженный в 1812 году — платан на улице Новака Милошева в историческом центре Подгорицы признан самым старым деревом в городе. Он был посажен в 1812 году, а последнее определение его возраста было проведено в 2019 году. Платан пережил ужасные бомбардировки столицы во время Второй мировой войны, когда город был катастрофически разрушен и сейчас является мини-памятником природы[53].
- Средиземноморский сад в парке Горица — сад был создан в 2018 году из-за необходимости формирования инкубатора для роста и размножения видов, характерных для Горицы и Средиземноморья. Средиземноморский сад разделен на две части. В первом преобладают культурные и дикорастущие растения, а вторая часть предназначена для естественной растительности, эндемичных и реликтовых видов. Посетители могут прогуляться среди оливковых деревьев, шиповника, тамарикса, инжира, лаванды, розмарина и других средиземноморских видов. Сад оборудован удобными лавочками и освещением, а одна часть предназначена для самых маленьких посетителей. Сад также имеет образовательную составляющую — «зеленый класс», оборудованное помещение, предназначенное для проведения презентаций, лекций, показов коротких образовательных фильмов[54].
- Пещера Магара — пещера находится у подножия холма Велье Брдо в районе Толоши на высоте около 60 м. Из-за своей биологической и спелеологической ценности эта пещера с 1968 года объявлена памятником природы на национальном уровне. Длина пещеры 220 метров, она состоит из двух залов с сужениями, каналами и коридорами. Дно покрыто пещерной глиной, а по бокам много кристаллических колонн разных цветов. Магара относится к сухим пещерам, температура внутри неё составляет около 18 градусов в любое время года[55].

В окрестностях Подгорицы также находится большое количество достопримечательностей:
- Медун — руины крепости и музей.

- Водопад «Ниагара» — самый известный водопад Черногории находится в местечке Дома Ракичей (Rakića kuće) в окрестностях Подгорицы. Это небольшой комплекс водопадов, состоящий из одного центрального и ряда боковых, малых каскадов, созданных рекой Циевна. Высота главного водопада составляет около 10 метров. Он протягивается во всю ширину реки. Местные жители прозвали место Ниагарскими водопадами (Nijagarini vodopadi). Реже комплекс называют просто водопадами на Циевне (vodopadi na Cijevni)[56].

- Винный погреб Шипчаник — изначально турецкая крепость, которая была преобразована во времена Югославии в военную авиабазу «Шипчаник». Туннель имеет длину 356 м, высоту — до 7 м. Находится внутри одноимённого холма. Здесь хранится около 18 тонн вина, в винном погребе проводятся туристические экскурсии[57].

- Памятник Барутана — монументальный памятник в поселке Барутана был открыт в 1980 году по случаю 35-летия победы над фашизмом. Памятник посвящён погибшим воинам Лешанской Нахии в балканских и двух мировых войнах. Автор монумента — архитектор Светлана Кане Радевич. Памятник представляет собой три грандиозных мемориальных круга, где выбиты фамилии погибших солдат[58].

- Развалины раннесредневекового моста в Старой Златице — мост через реку Морача был построен около 555 года во времена византийского императора Юстиниана. По форме и структуре он представляет собой позднеантичный многоэтажный мост. Был разрушен во время аварского похода в начале VII века. В Средние века был построен новый мост между сохранившимися главными пилонами Юстинианского моста. Пристроенная часть моста была снесена в конце 1796 года для того, чтобы препятствовать передвижению турецкой армии[59].

- Монастырь Златица — является одним из самых древних монастырей Черногории. Изучение остатков монастыря проводилось в XIX веке, археологи обнаружили руины двух монастырских церквей. Удалось установить примерный возраст построек — конец V — первая половина VI века. Церкви являлись одним из духовных центров государства Дукля и местом пребывания епископата. В Средние века монастырь был постепенно заброшен. В настоящее время монастырский комплекс Златицы состоит из монастырского конака и руин двух храмов с сохранившимся епископским саркофагом, раннехристианским баптистерием, остатками колонн. Рядом с монастырем расположен некрополь[60].

## Туризм
До недавнего времени Подгорица являлась скорее транзитным, чем туристическим центром Черногории. Однако сегодня черногорская столица сама по себе становится объектом повышенного туристического интереса. Этому способствует хорошая инфраструктурная связь, с одной стороны, с побережьем и Скадарским озером, с другой — с северной частью Черногории.
Помимо транспортной близости к приморским курортам и центрам горного туризма, Подгорица обладает своими привлекательными возможностями, прежде всего, природными.
Любители долгих прогулок на природе, смотровых площадок, чистого воздуха и знакомства с фауной и флорой могут выбрать для посещения многочисленные городские холмы и парки. Лесной парк Горица является фаворитом среди горожан и гостей города, так как он расположен прямо в центре города, рядом с древней церковью Святого Георгия.
Через центр города протекает река Морача и на протяжении всего своего течения она представляет интерес как для пловцов и рыболовов, так и для тех, кто изучает её географические и биологические особенности. Самое популярное место на Мораче — пляж Галеб (Лабуд), откуда открывается потрясающий вид на мост Миллениум и высокие скалы, образующие каньон по обе стороны Морачи.
Кроме того, Подгорица обладает богатым культурно-историческим наследием. В городе проходит множество мероприятий, а инфраструктура размещения и питания туристов ежегодно развивается, что приводит к увеличению числа посещений города как индивидуальными туристами, так и в составе организованных групп.
Больше всего туристов приезжает из Израиля, России, США, Франции, Германии, Испании, Италии и из стран региона — из Боснии и Герцеговины, Хорватии и Сербии. Согласно официальным данным, за первые шесть месяцев 2022 года Подгорицу посетили около 65 тысяч туристов, что на 121 % больше, чем в 2021 году.

## Города-побратимы
- Москва, Россия
- Ереван, Армения
- Белград, Сербия
- Скопье, Северная Македония
- Лондон, Великобритания
- Стокгольм, Швеция
- Киев, Украина
- Науса, Греция

## Известные уроженцы
Некоторые из наиболее известных людей, которые либо родились, либо провели большую часть своей жизни в Подгорице:
Родившиеся в Подгорице